# ウルシ科
ウルシ科（学名: Anacardiaceae）は、双子葉植物に属する科で、約83属860種ほどを含む。日本にはウルシやヌルデ、ハゼノキなどが自生する。ウルシ以外にも、マンゴーやピスタチオ、カシューナッツなど経済的に重要な植物を含む。

## 名前
学名のAnacardiaceaeはカシューナッツを模式種としている。牧野 (1940) はヤマハゼの別名から和名をハゼノキ科としている。

## 形態
木本で、低木または高木。葉や根、幹の皮層、髄、師管、木部放射組織などに樹脂道があることが多く、樹脂や乳液は時に強い毒性を示す。特に髄の樹脂道は多くの種で見られるウルシ科の特徴とされる。タンニン細胞もよく見られる。
ウルシ科では道管要素が単穿孔で連結されていることが多いが、一部では階段状穿孔も見られる。隣接する柔組織細胞とも単穿孔で連結されている。
葉は落葉性または常緑性で、ふつう互生まれに対生、托葉はなく、ふつう奇数羽状複葉まれに偶数羽状複葉または単葉、小葉はふつう対生まれに互生。葉脈はふつう羽状まれに掌状、二次脈は多様。
花は小さく目立たない。花序は円錐花序で、頂生または腋生し、苞がある。花は両性または単性で、多くでは両性花と雄花の咲く株と両性花と雌花の咲く株がある。萼片と花弁は同数で3-7個で瓦重ね状、まれに花弁はなく萼片のみ。雄しべは離生し、花弁の数の2倍またはそれより多く、雌しべの下、肉質の輪状または杯状の蜜盤の基部から出る。子房は上位で、雄花では1室、雌花では1室または4-5室、まれに4-6室で離生心皮。花柱は心皮と同数または1本、胚珠は1子房室につき1つ。
果実はふつう核果、裂開しない。種皮は非常に薄く、胚乳はないか、あってもほぼない。子葉は肉質。

## 生態
カラスがウルシ属の種子を好んで食べるという

## 人間との関係

### 樹液・樹脂
日本で最も有名なのは樹液を塗料として使うものである。成長期である夏のウルシ属の幹に故意に傷を付けて出てきた樹液を採取する（引っ掻き傷のような線形の傷ができることから、ウルシを「掻く」と呼ばれる）。しばらくすると乾いた樹液がかさぶたのように傷口をふさぎ樹液の出が悪くなるので、数日おきに傷を付け樹液を出させることを繰り返す。その年の分を掻き終わった晩秋に樹を切り倒してしまう掻き方を「殺し掻き」、翌年以降も採取を続ける方法を「養生掻き」などと呼ぶ。国産漆の7割を生産するの最大の生産地は岩手県北部の二戸市浄法寺町で、採取される漆は浄法寺漆などと呼ばれブランド化されており、15年生ー20年生のウルシの樹を掻き始めたその年に伐採してしまう殺し掻きで採取を行っている。ウルシ科の樹液から作られた漆を使った塗り物は日本だけでなくアジア地域に広くみられ、たとえばミャンマーではビルマウルシ（Gluta usitata）が漆として用いられている。ギリシャではカイノキ属からマスティック・ガム（英:mastic）と呼ばれる樹脂を採取し使う。

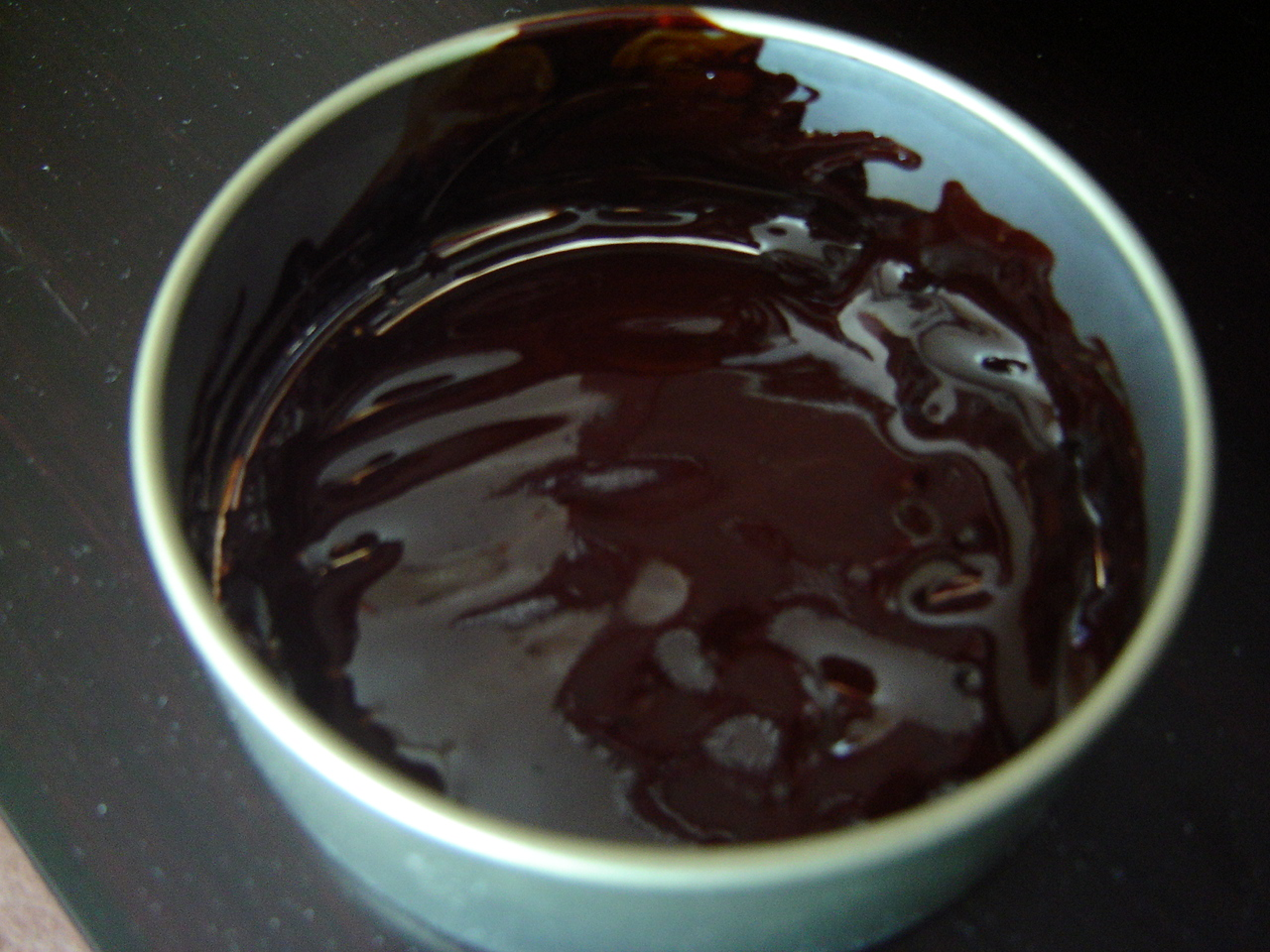
漆
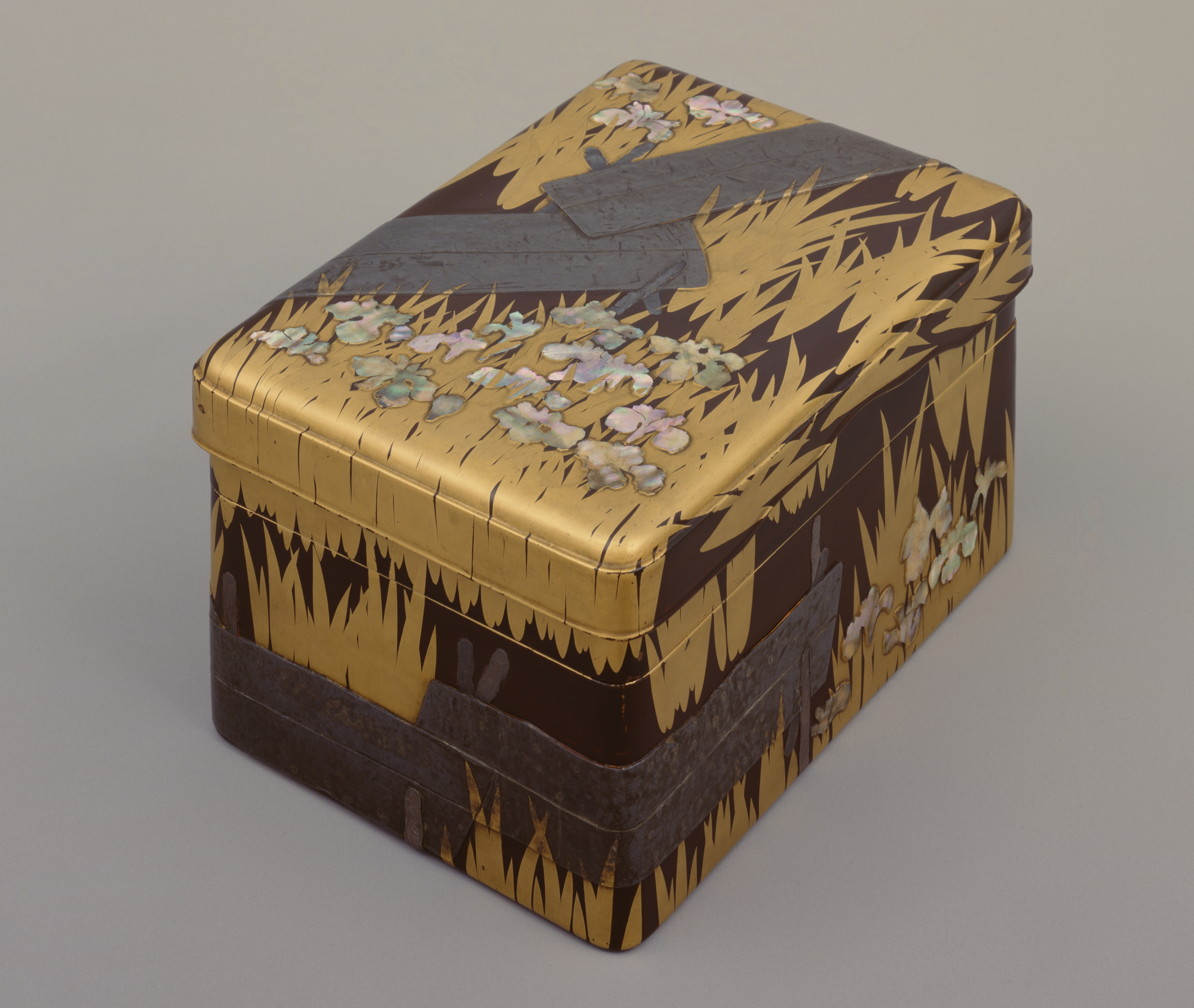
尾形光琳作の漆器で日本の国宝
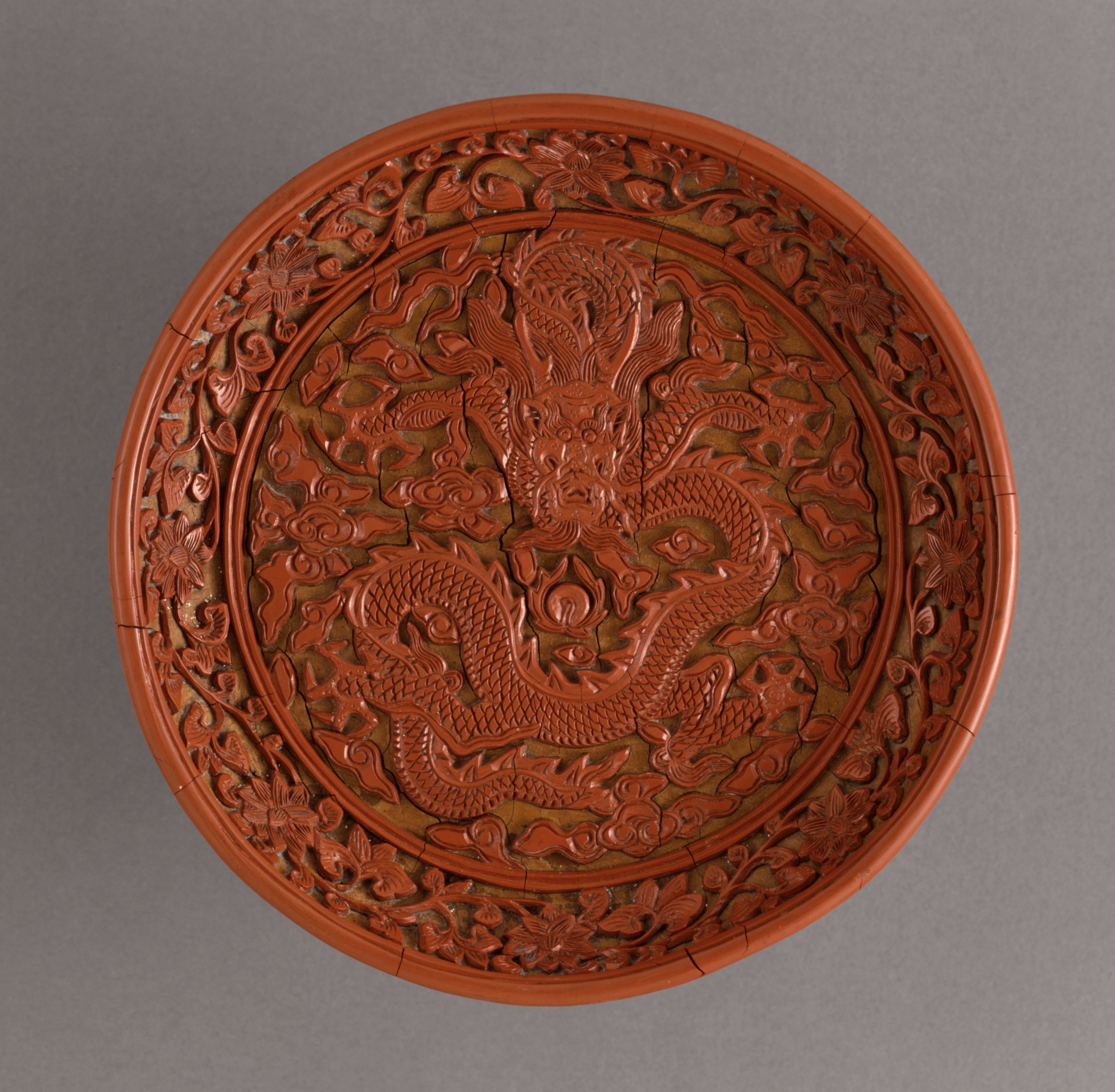
明時代の中国の漆器
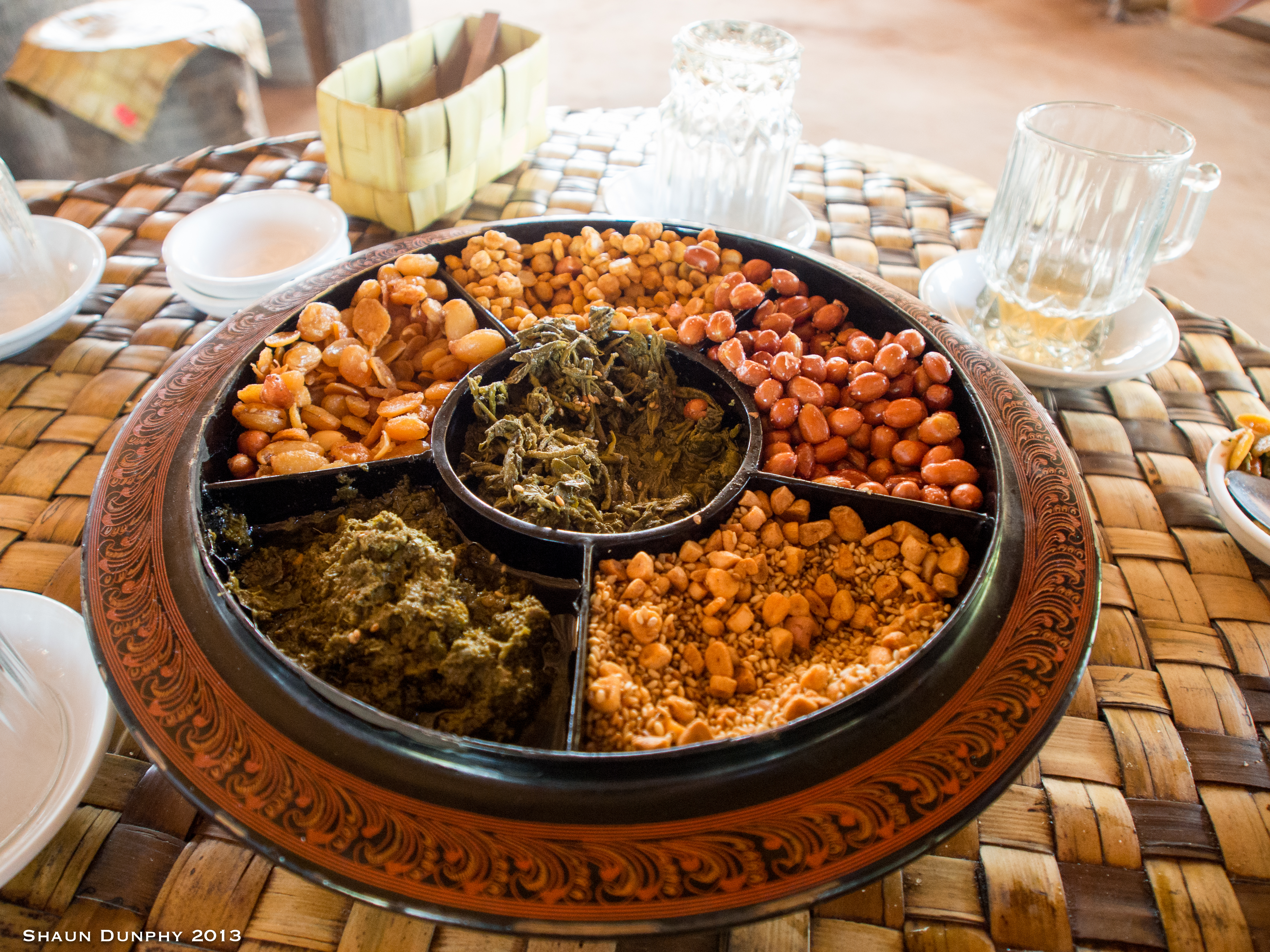
ラペソーに使われるミャンマーの漆器
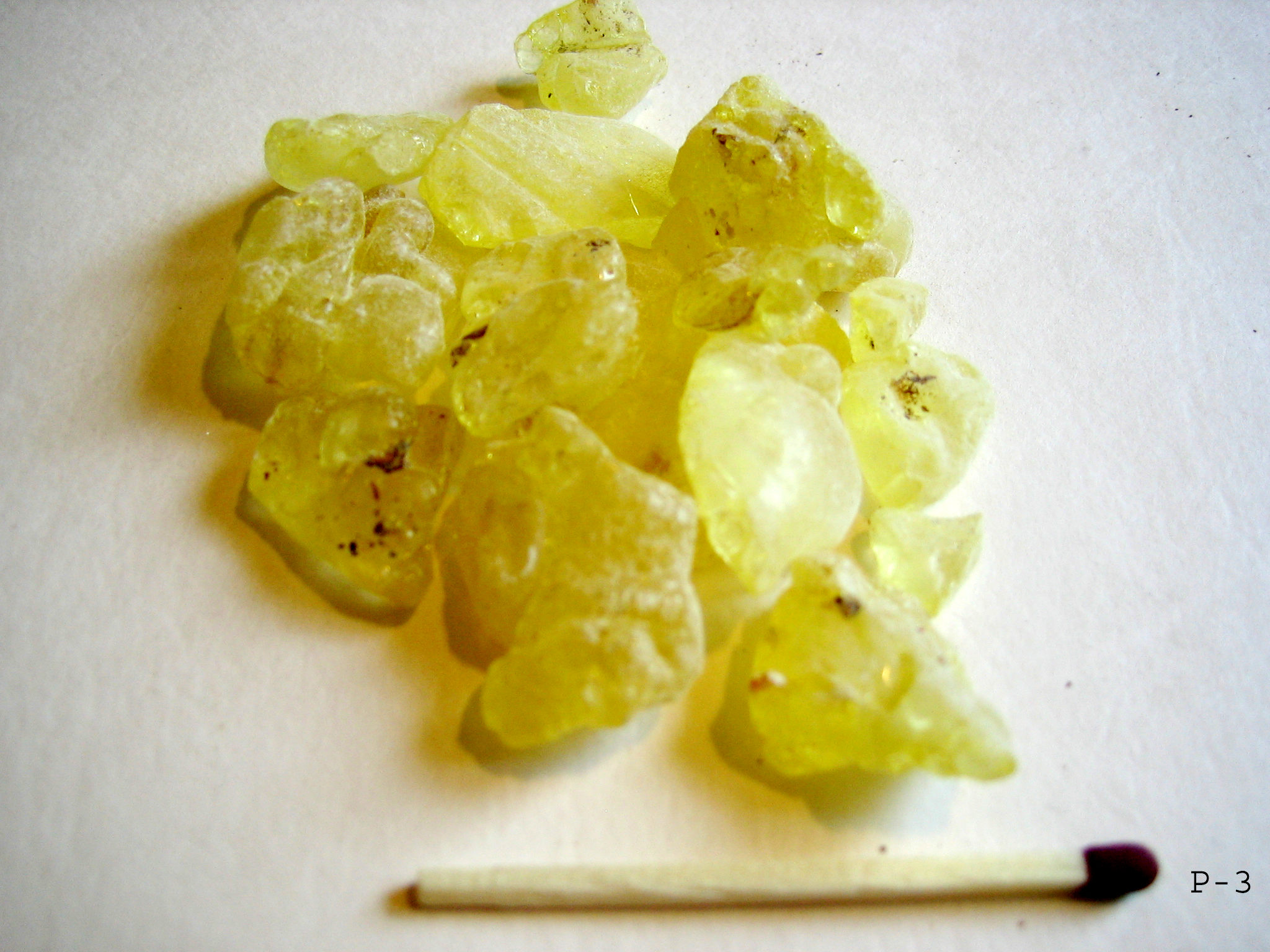
マスティックの結晶

### 木蝋
果実から木蝋と呼ばれる蝋を取り、和蝋燭の原料などとして使用することもできる。和蝋燭の原料としては特にハゼノキが利用される。

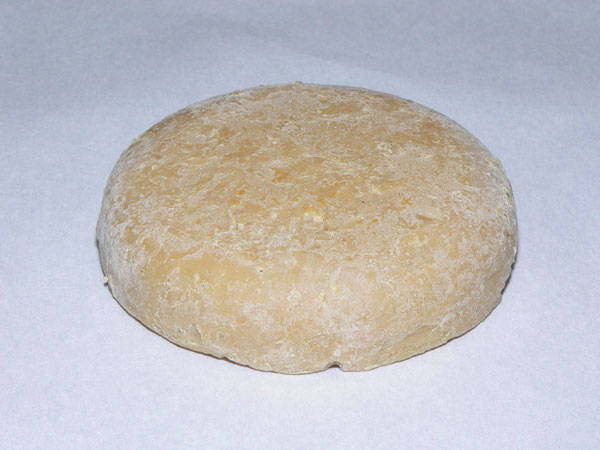
木蝋
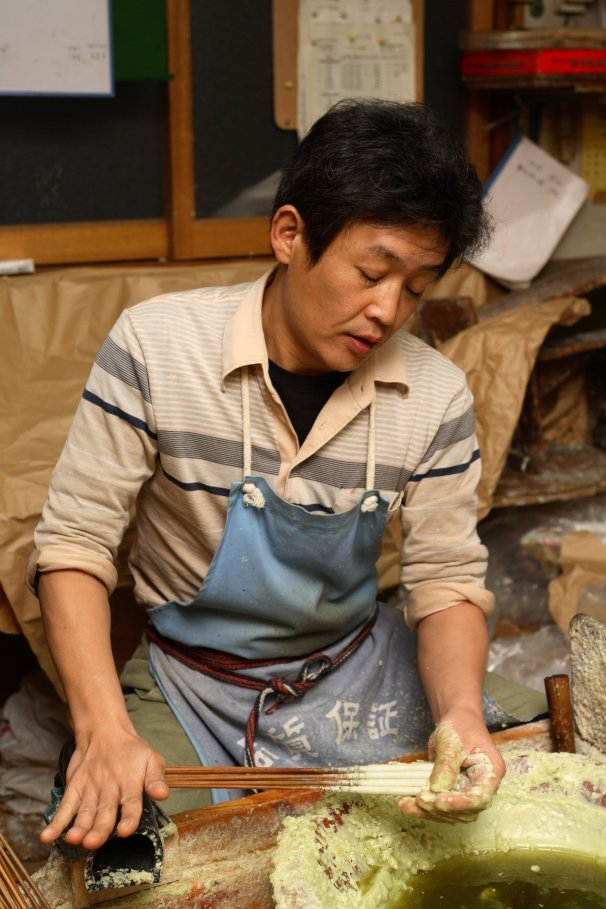
和蝋燭の制作風景
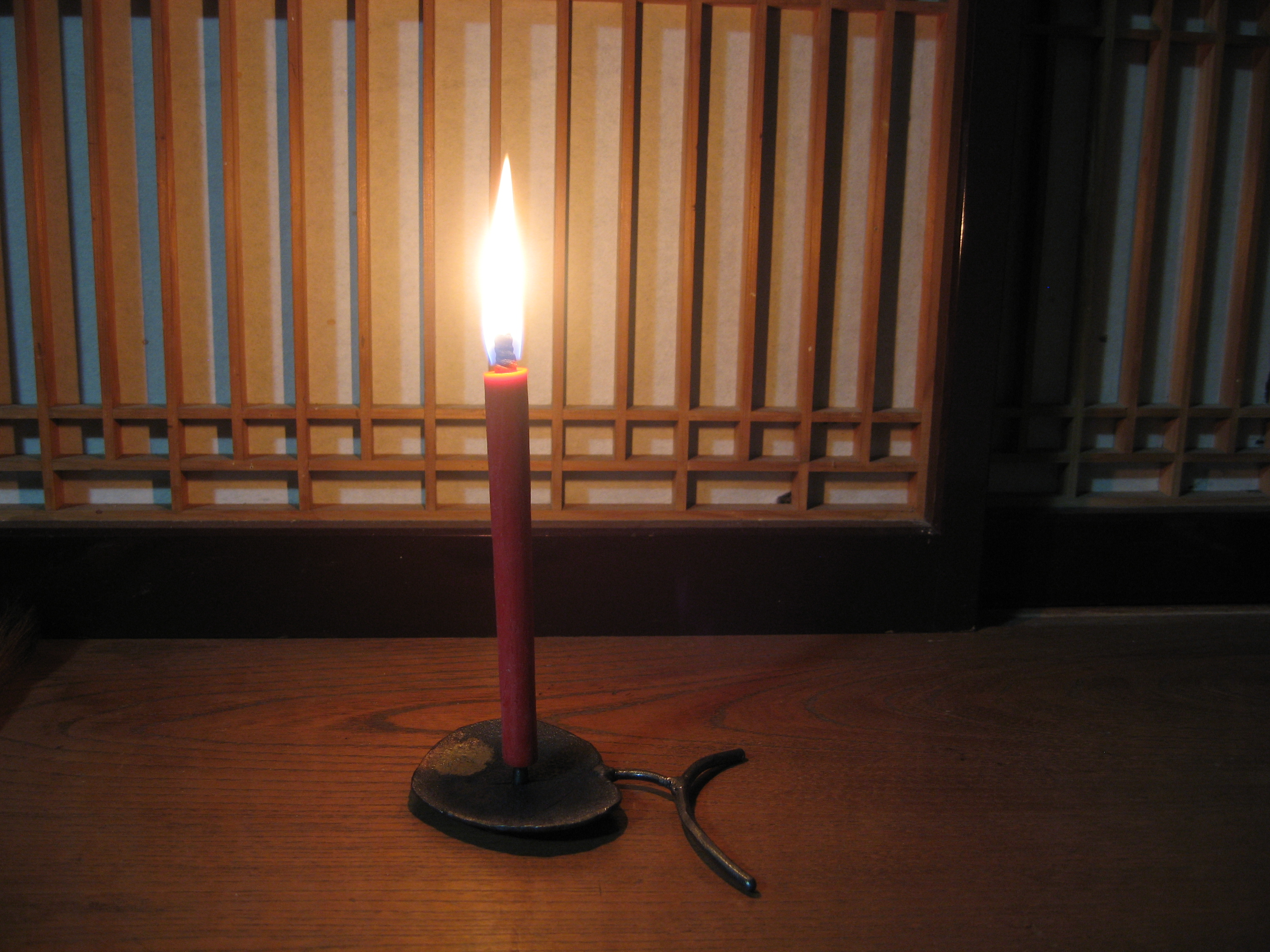
燃焼する和蝋燭

### 食用
いくつかの種類では種子が食用になり、特に有名なものはカシューナットノキ属のカシューナッツとカイノキ属のピスタチオである。果実も食用になるものが幾つか知られるが、ウルシ科の果実は軟らかく傷みやすいものが多く、長距離の輸送に向いていないものが多いことから、世界的に広く出回るマンゴー属のマンゴーを除いて生産地近郊でしか出回らないものが少なくない。地中海沿岸地域では上記の樹脂マスティックガムを香料として使った飲料が販売されているという。インドではカシューナットノキの果実部分からcashew feniと呼ばれる蒸留酒が造られている。韓国の有名料理であるサムゲタンの一種にウルシの樹皮を煮込んだ漆鶏湯（オッケタン）というものがあるという

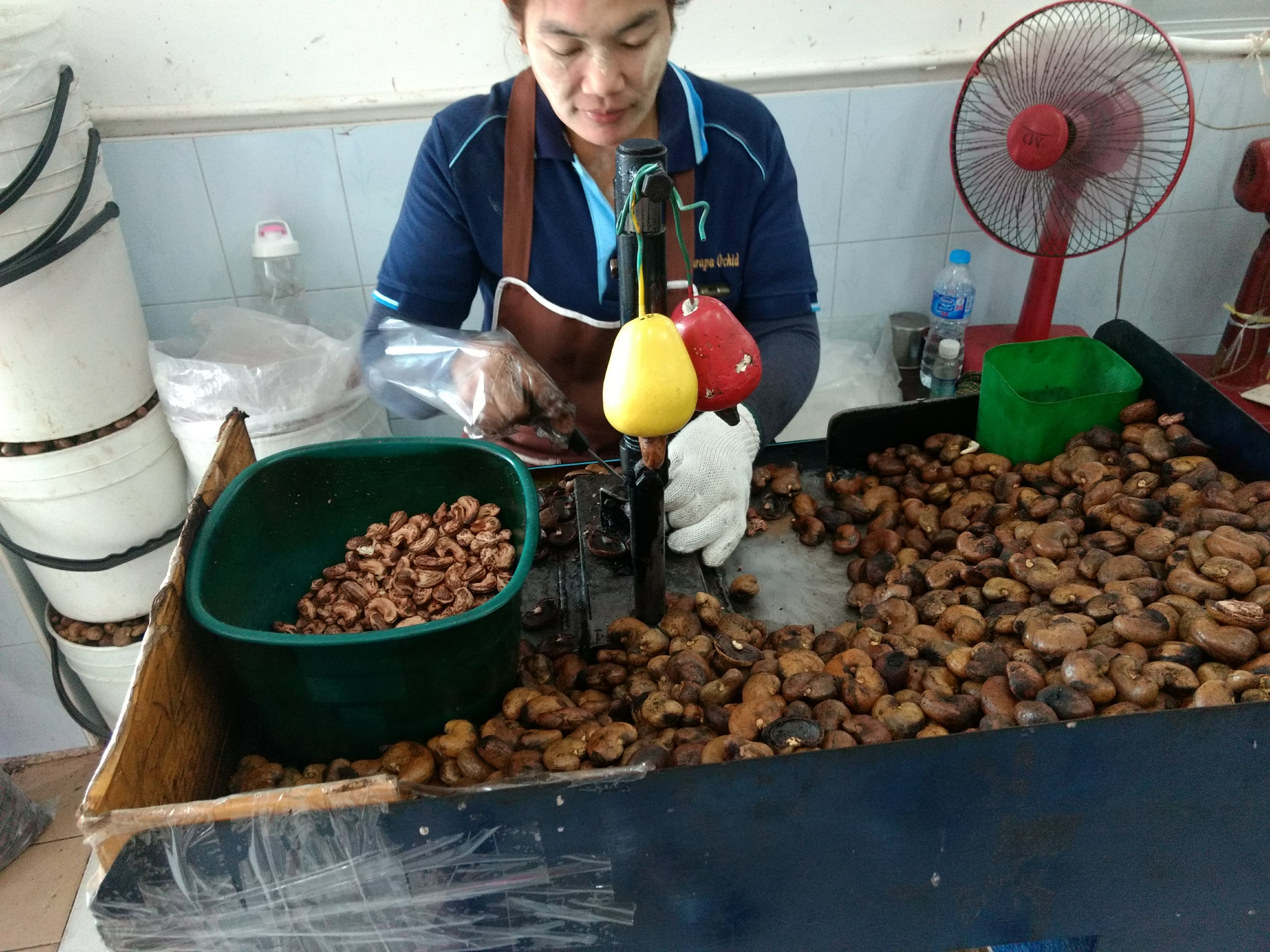
果実と種子の分離加工を受けるカシューナットノキの果実
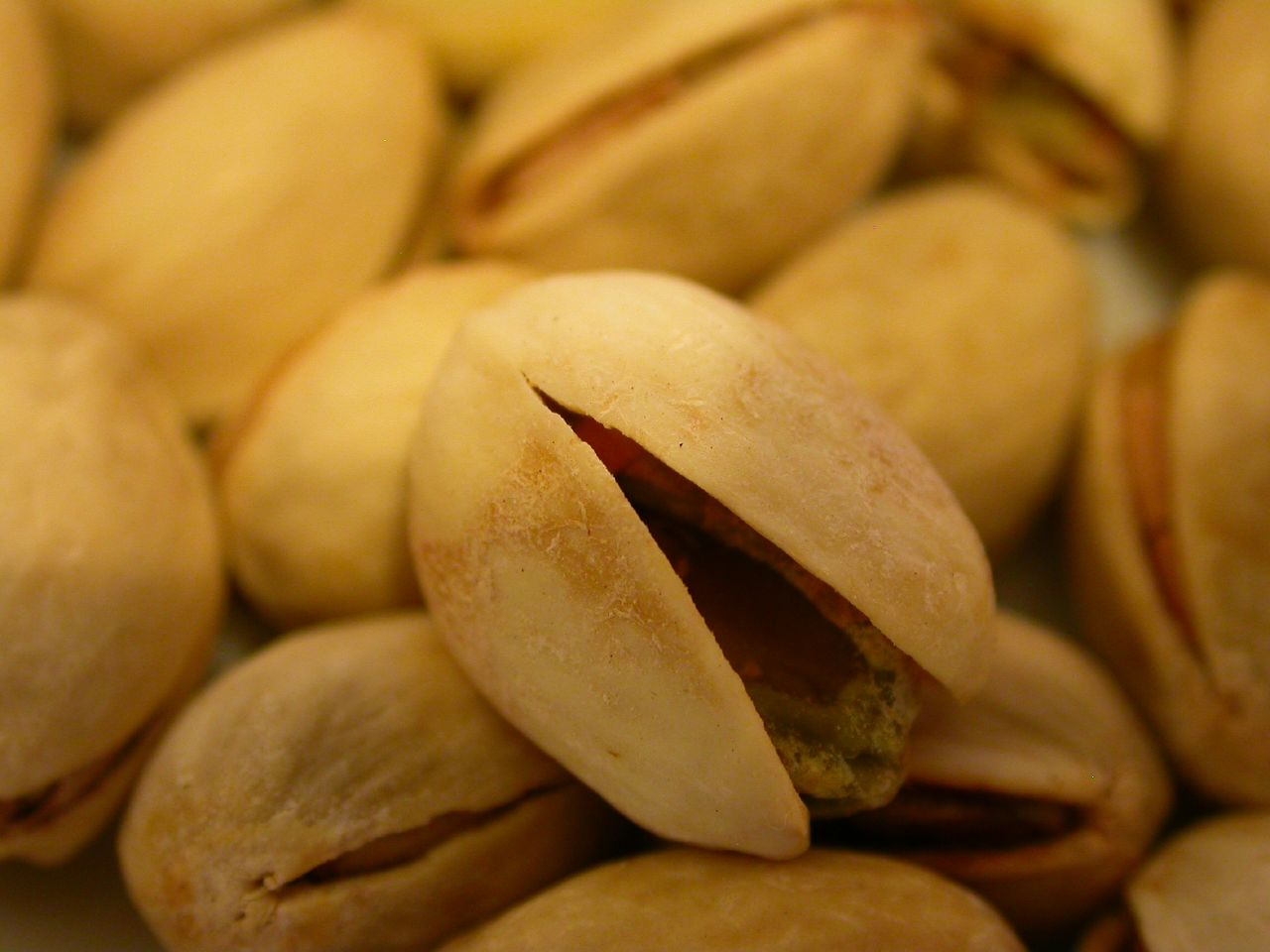
ピスタチオ
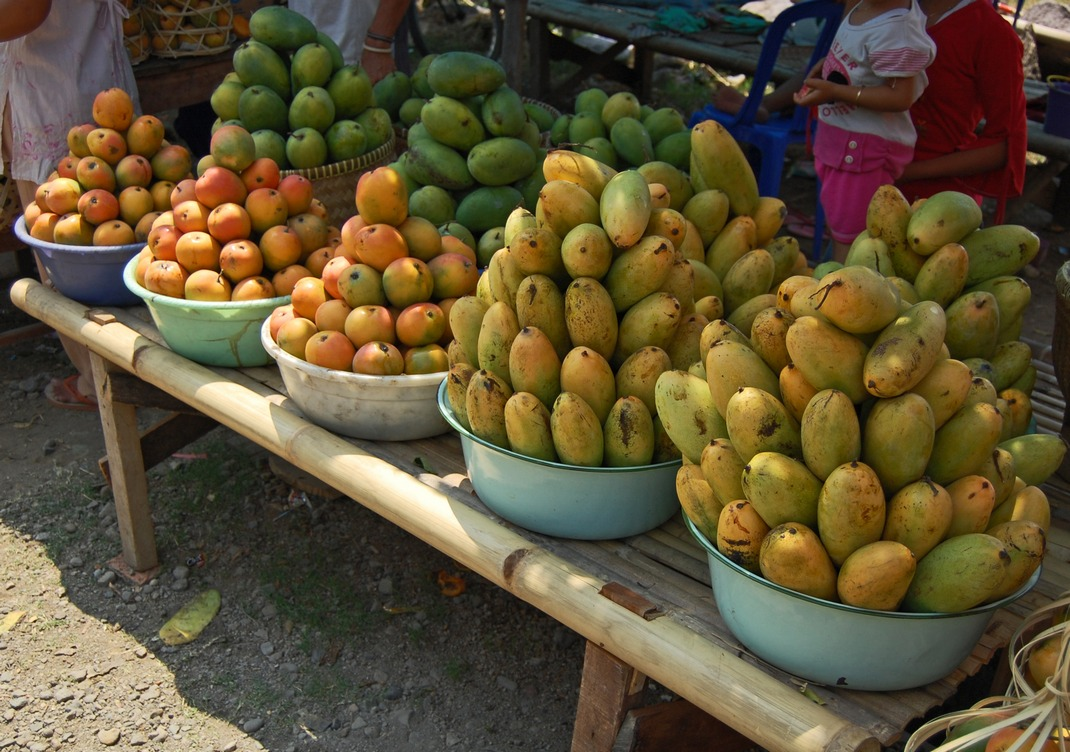
マンゴーはウルシ科を代表する果物である
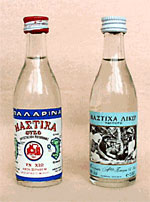
マスティックガムを香料として用いた飲料
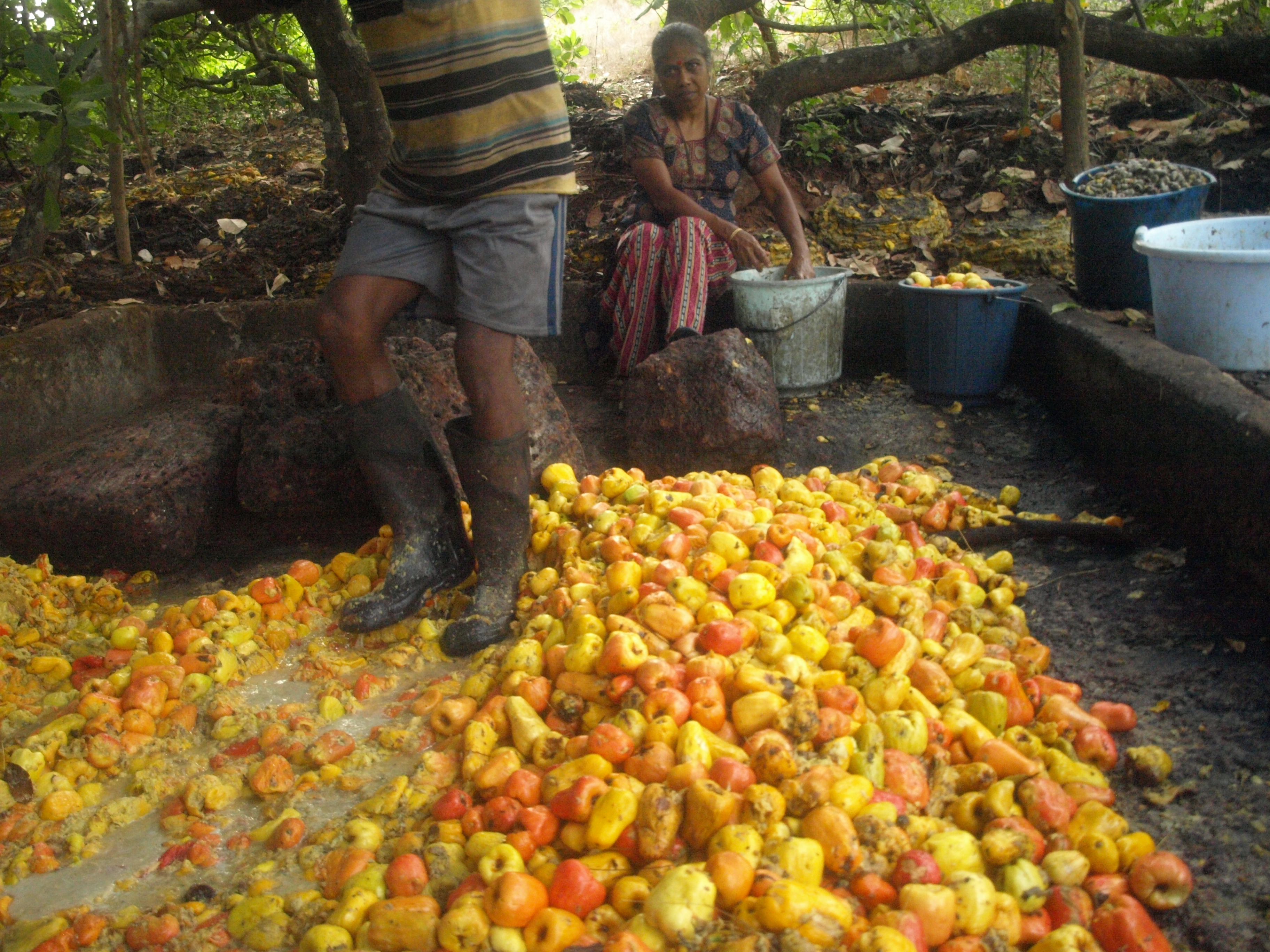
酒造りのために踏み潰されるカシューナットノキの果実

### 薬用
漢方のほか、各地の伝統医学では薬として用いる種類も多い。

### 木材
南米産のゴンサロアルベス（Astronium fraxinifolium）の材は虎縞模様を持ち、タイガーウッドとも呼ばれ、国際的に流通する。その他、中米原産のチェチェン（Metopium brownei）も有用である。
熱帯地域原産の一部の種は細胞中にシリカの結晶を含んでいるために硬く、切削の刃物を傷めてしまうこともあるという。細胞中にシリカを含むのは熱帯の樹木にしばしばみられ、フタバガキ科の一部の種でも知られている。

### アレルギーの原因植物として
ウルシ科の植物は種によって量や組成は多少異なるがウルシオールやラッコールと呼ばれるカテコール（ベンゼン環にヒドロキシ基が2つ付いたもののうち、ヒドロキシ基の位置が隣同士、化学でいうオルト位置のもの）を樹液に含み、触れると皮膚炎の原因になる。また、食用とされるマンゴーやカシューナッツでも食物アレルギーの報告があり、特にカシューナッツは特定原材料として表示義務は無いが、表示を推奨する食品に指定されている。

ウルシオールの構造式
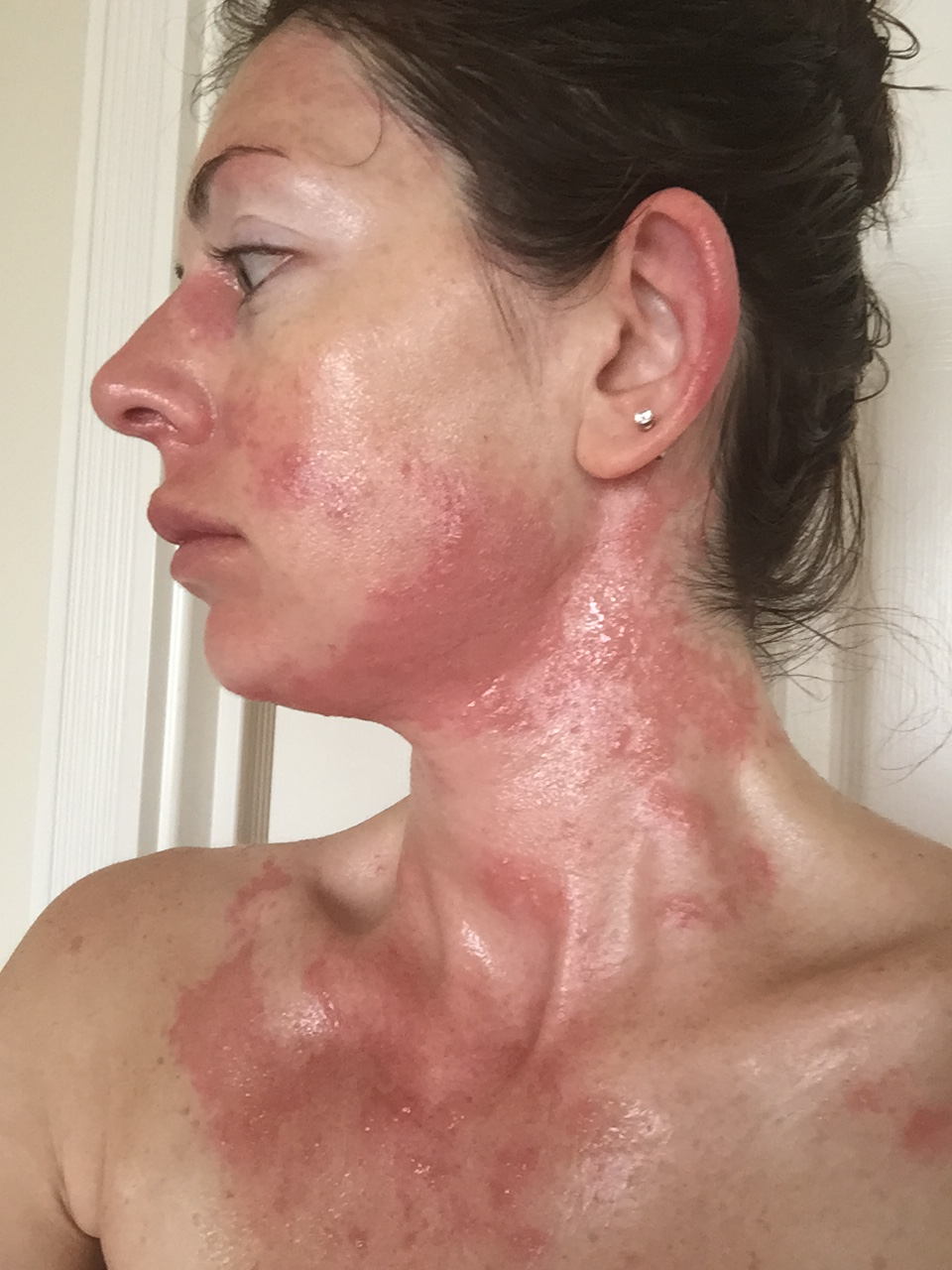
ウルシ科植物との接触による皮膚炎

## 分布
熱帯・亜熱帯に多く、温帯に分布する種は少数。熱帯アメリカ、アフリカ、インドに多くの種を産する。カイノキ属とヌルデ属の数種が南ヨーロッパで見られ、北アメリカではヌルデ属が広くみられる。南アメリカではサンショウモドキ属が広くみられる。

## 分類

### 歴史
ウルシ科に相当するアイデアの初出は、1789年に植物学者アントワーヌ・ローラン・ド・ジュシューが記載した「Terebintaceae」である。これは1759年、叔父のベルナール・ド・ジュシューが小トリアノン宮殿の庭園を設計する際に用いたグループ分けに基づいており、カシューナッツ、タイトウウルシ、マンゴー、ウルシ、ヌルデなどの属に加え、現在別科のマメモドキ属が含まれていた。
ロバート・ブラウンは、ジェームズ・ヒンストン・タッキー率いるコンゴ川の調査に同行した、クリステン・スミスが作成した標本を調べ、1818年にまとめた。ここでブラウンはジュシューの枠組みを引き継ぎ、スミスの残したウルシ科標本にはヌルデ属しか含まれていなかったものの、新たにTerebintaceaeの下位分類群として「Cassuvlae（Anacardeae）」を認めた。
1824年、オーギュスタン・ピラミュ・ドゥ・カンドールは、ブラウンの使用した名称を用いて、カシューナッツ属、タイトウウルシ属、マンゴー属を残しつつも、ウルシ属などは別科として除き、カイノキ属、ウミソヤ属（Buchanania）、アストロニウム属（Astronium）、コモクラディア属（Comocladia）、ピクラムニア属（Picramnia） を追加した。
1831年、ジョン・リンドリーは、現在のようにカシューナッツを基準とする「Anacardiaceae」の枠組みを用いて、再びウルシ属などを含め、現在の分類に近づいた。
アドルフ・エングラーはウルシ科に5つの連を認めていた。アルメン・タハタジャンはこれらを2つの亜科にまとめ、これは分子系統解析でも裏付けられた。
カイノキ属は、単純化した花の構造や、花粉の形態、羽毛状の花柱などに基づいてしばしばカイノキ科として分けられていたが、胚珠の形態やDNAはウルシ科の一員であることを示している。

### 下位分類

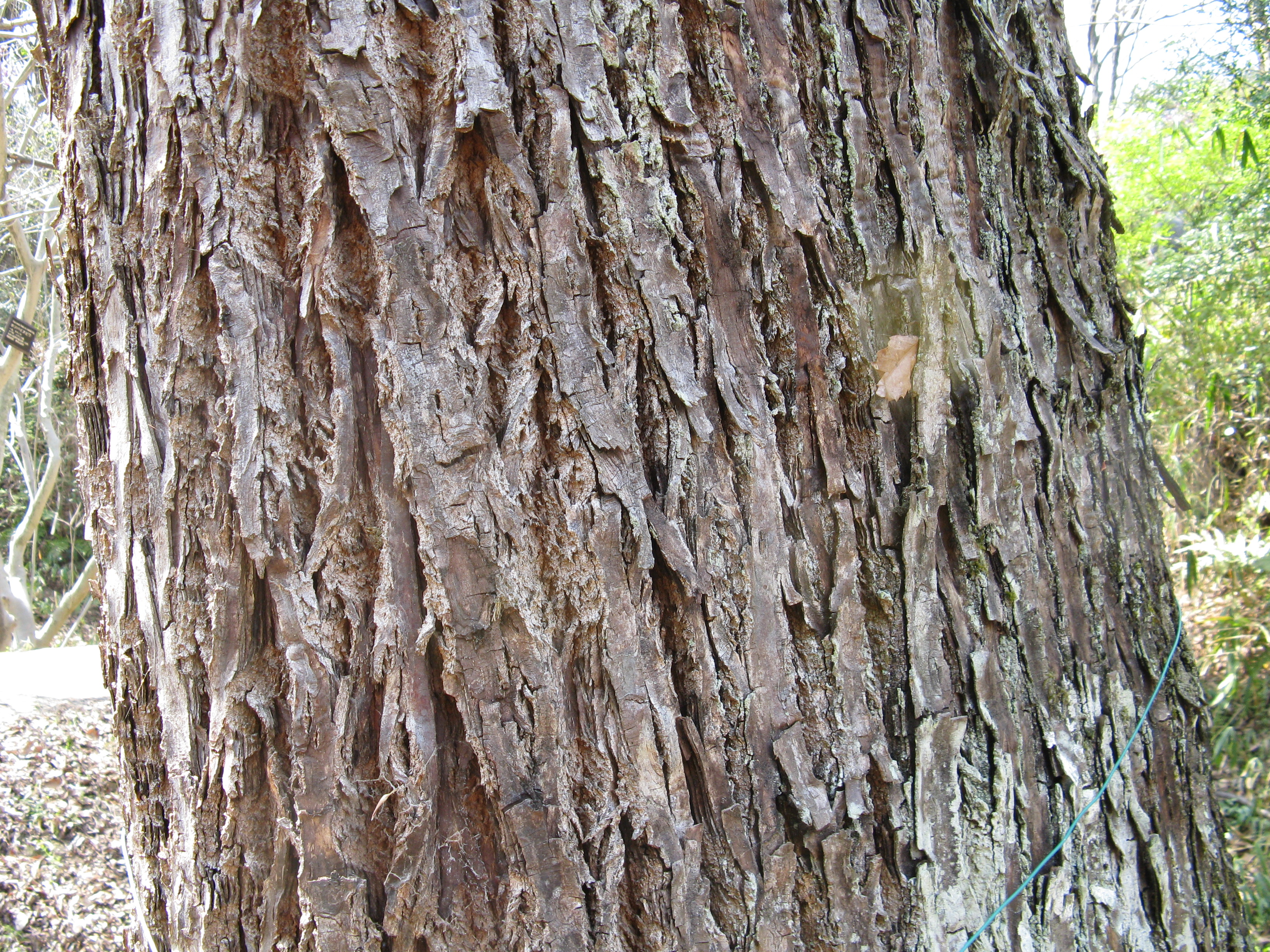
チャンチンモドキの幹
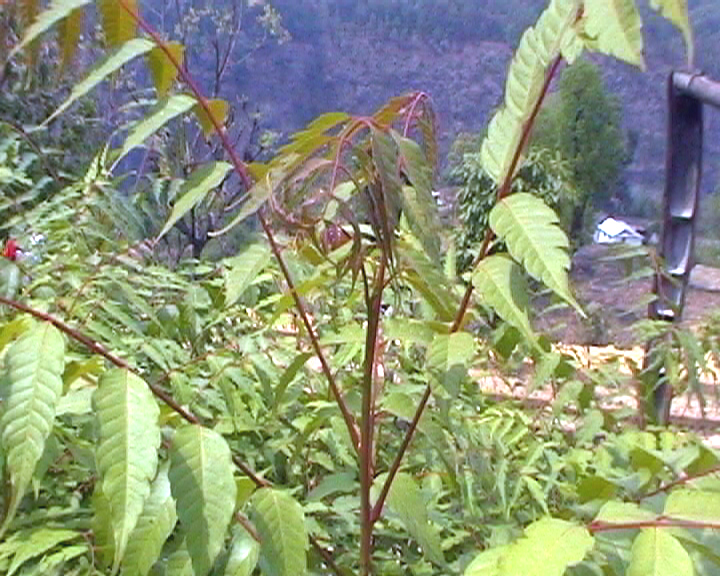
チャンチンモドキの葉
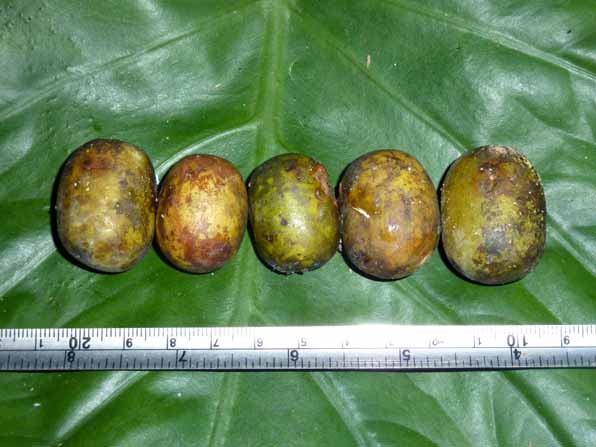
チャンチンモドキの実
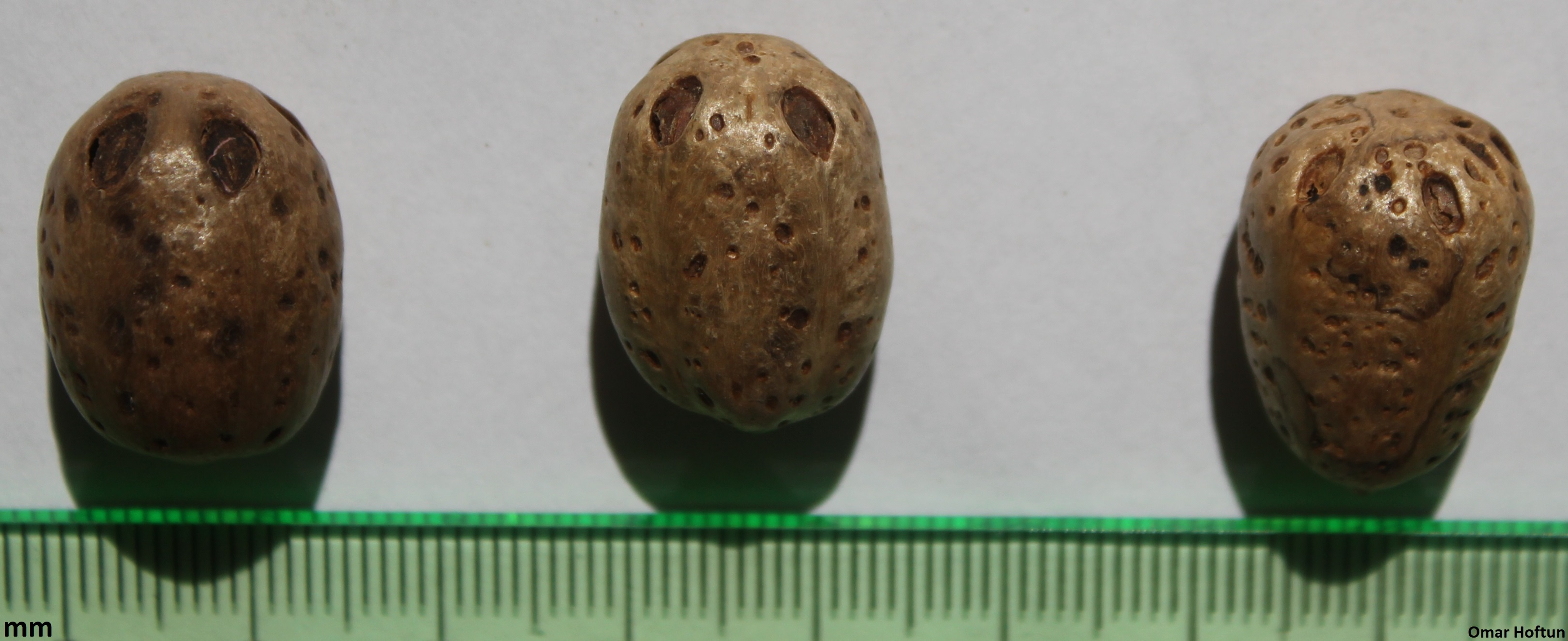
チャンチンモドキの種子

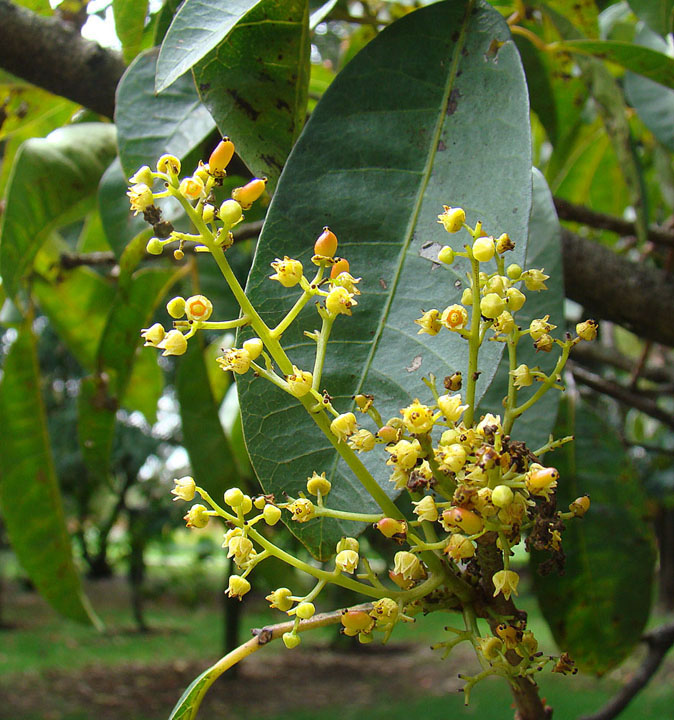
es Kunth の花

- Abrahamia

和名未定の属。マダガスカル島に30種程度が知られる。
- Actinocheita

和名未定の属。メキシコから中米のホンジュラスにかけて分布するActinocheita filicina（和名未定）一種だけが知られる単型の属である。
- Allospondias

和名未定の属。
- Amphipterygium

和名未定の属。メキシコなどに5種が知られる。現地では伝統的な医薬品として使われる種類もあるという。

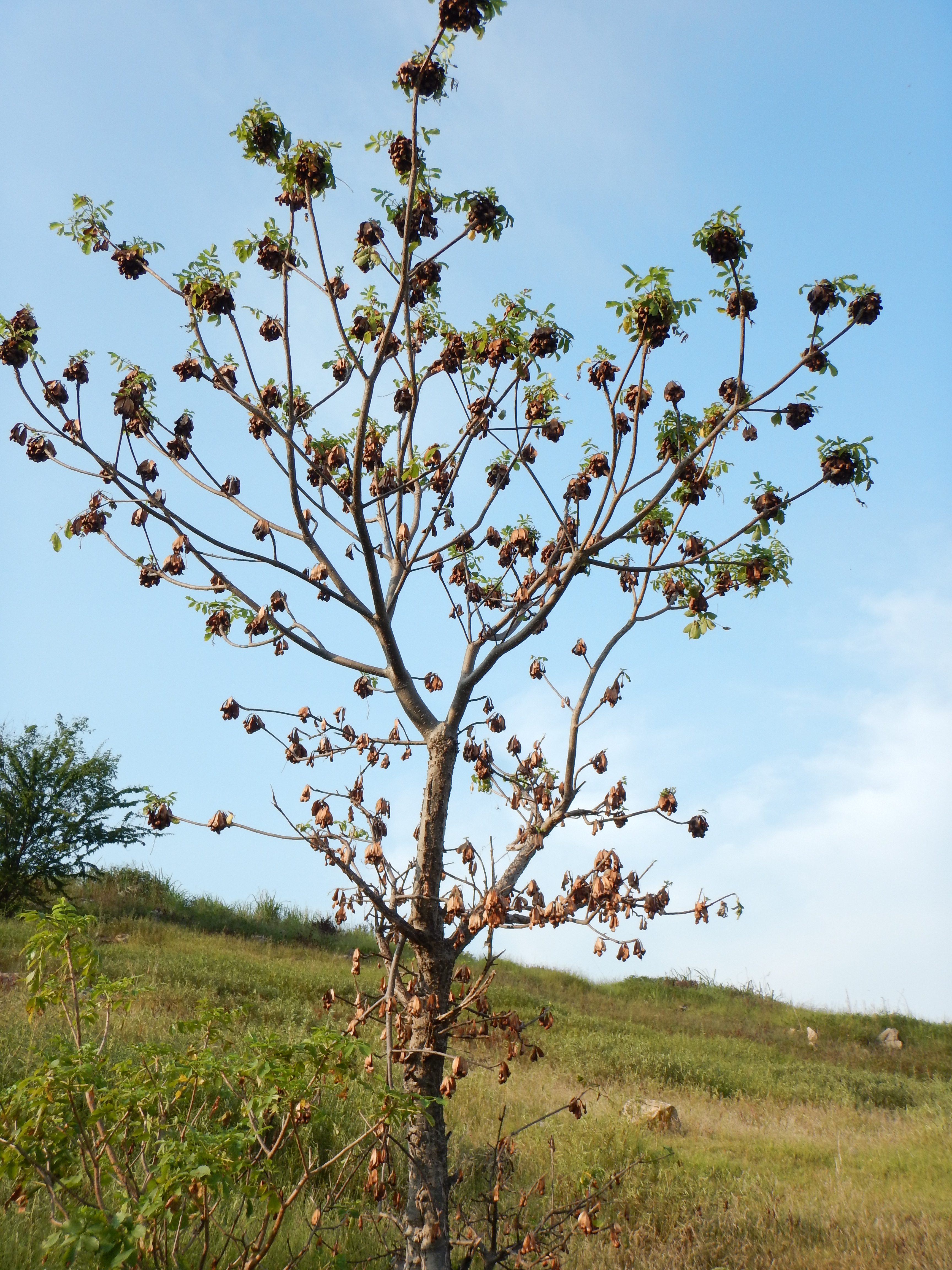
Amphipterygium adstringensの樹形

- カシューナットノキ属 Anacardium L.

南米に20種程度が知られる。カシューナットノキの種子はカシューナッツとして利用される。
- - エスパベル（中米スペイン語: espavel）[8] Anacardium excelsum (Bertero & Balb. ex Kunth) Skeels - キューバと中米からエクアドルにかけて分布[9]。
  - カシューナットノキ Anacardium occidentale L.

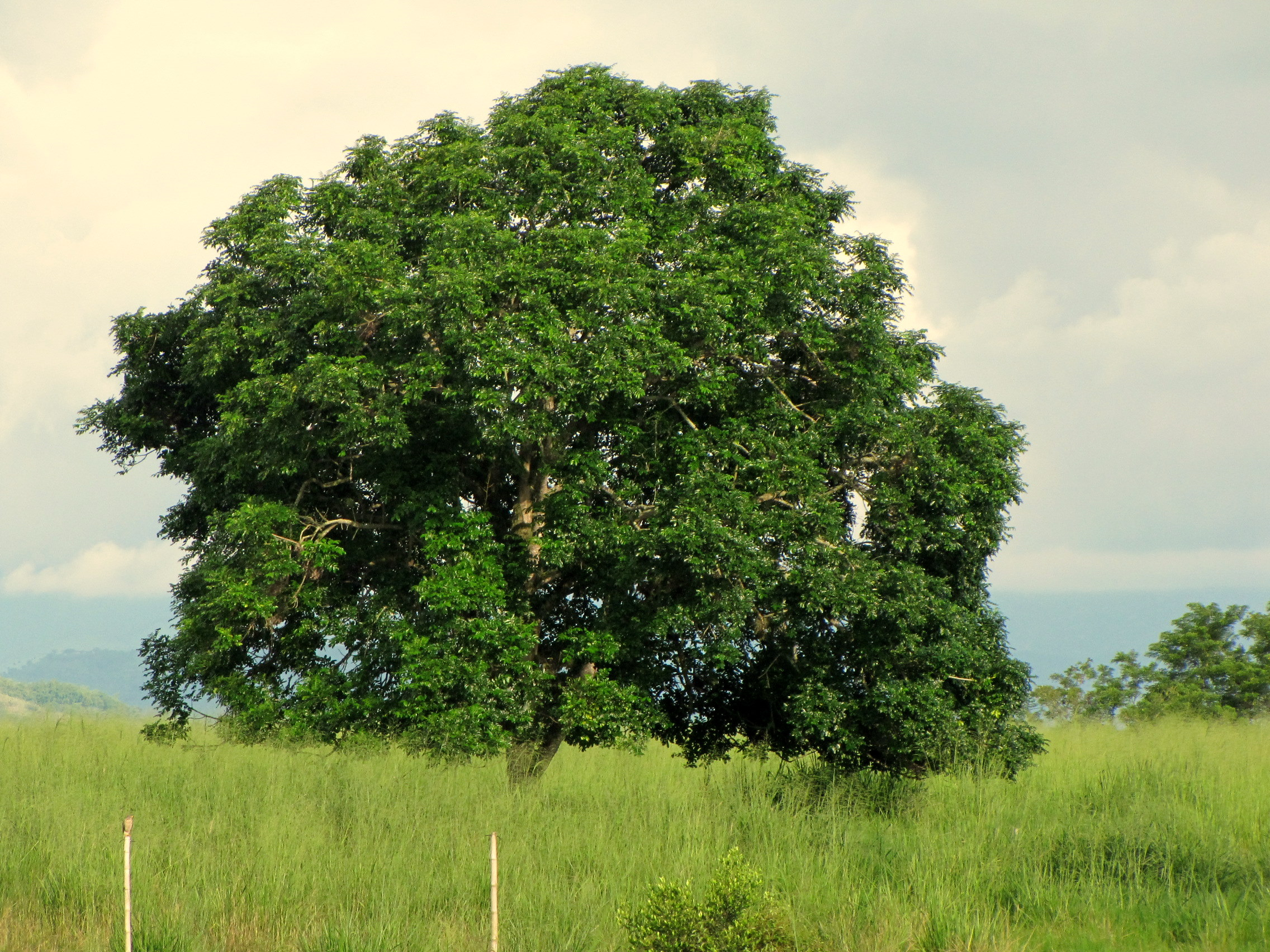
エスパベル（Anacardium excelsum）の樹形
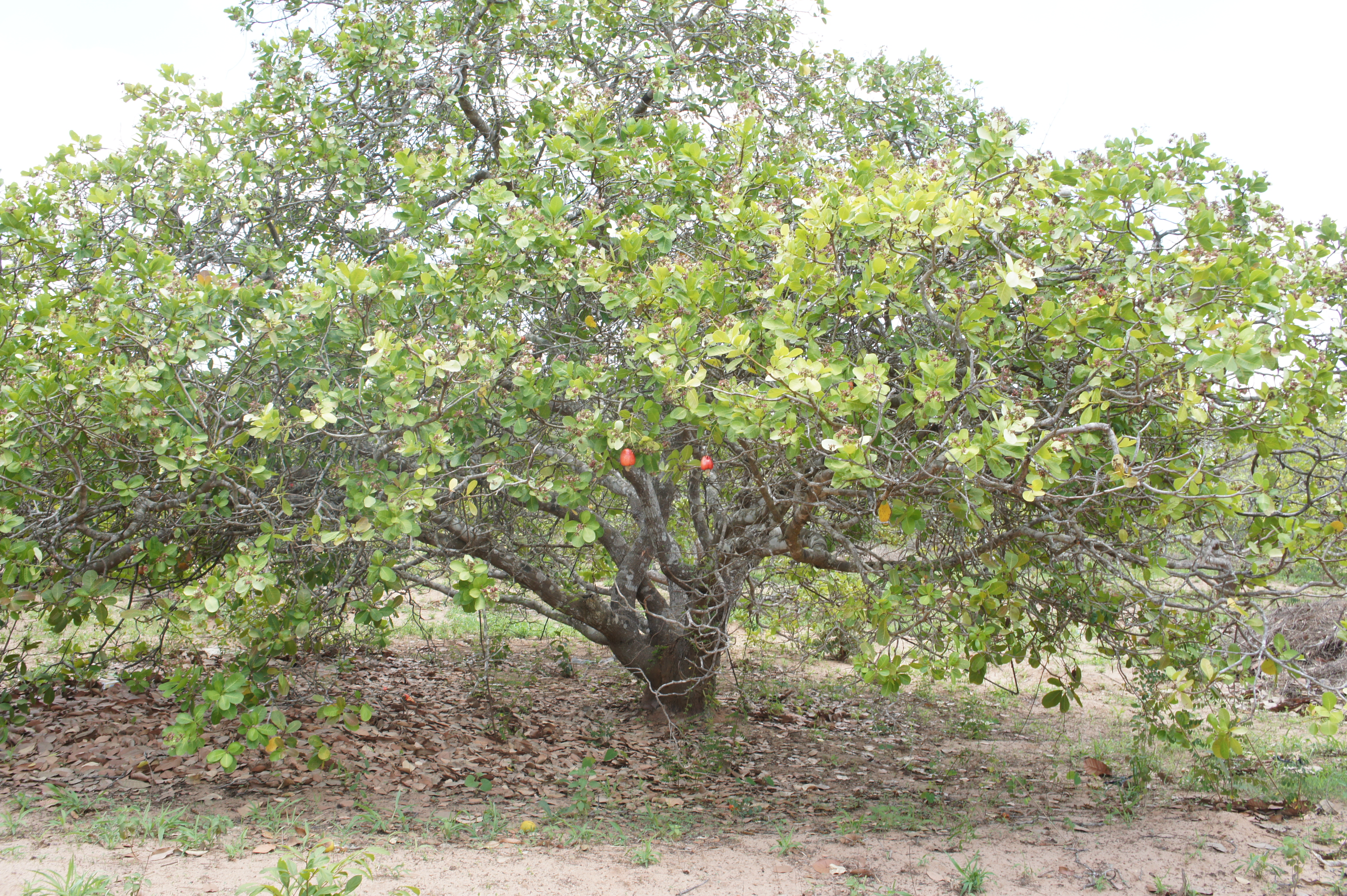
作業しやすいように低く仕立てられたカシューナットノキ
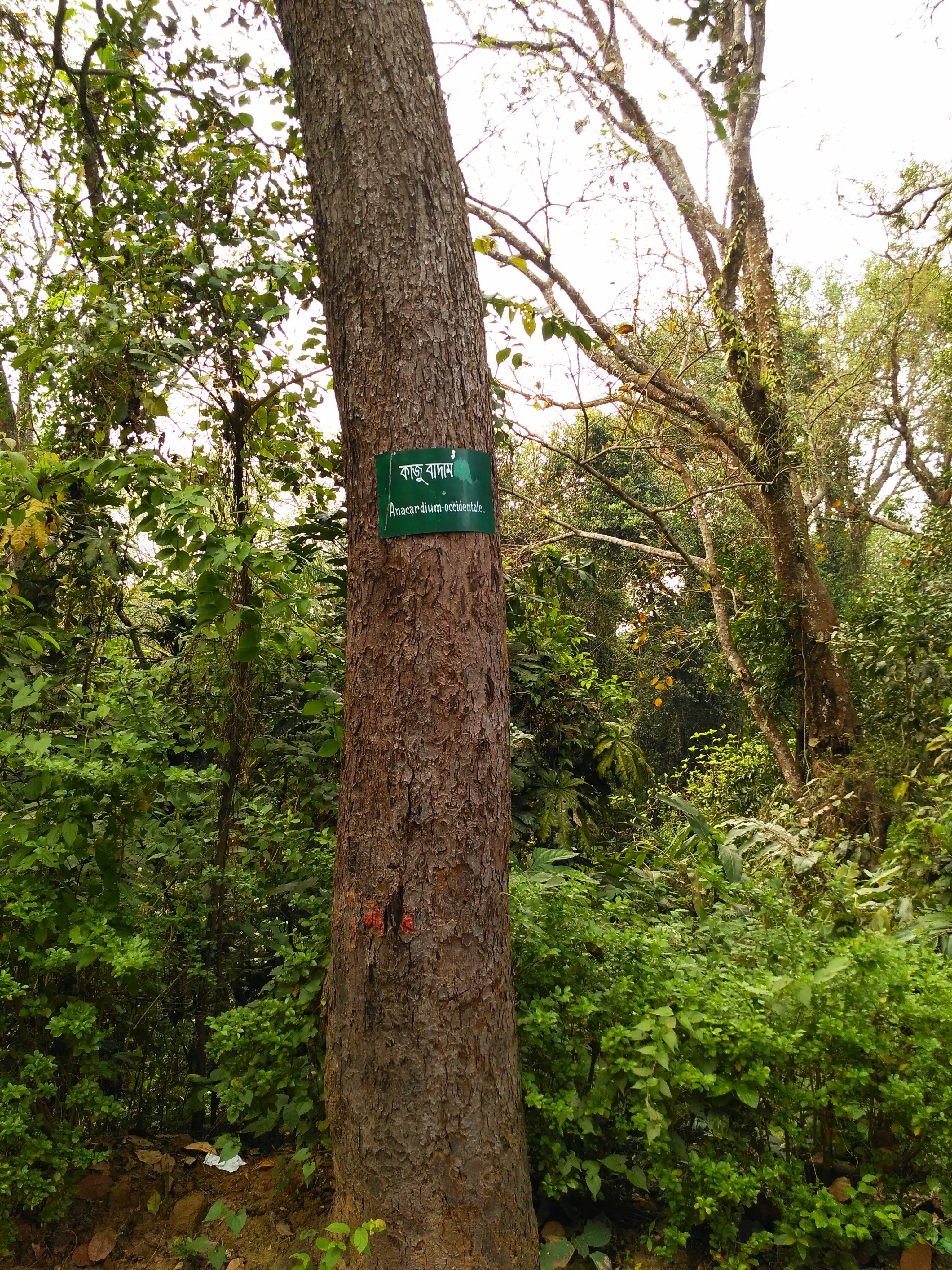
カシューナットノキの幹
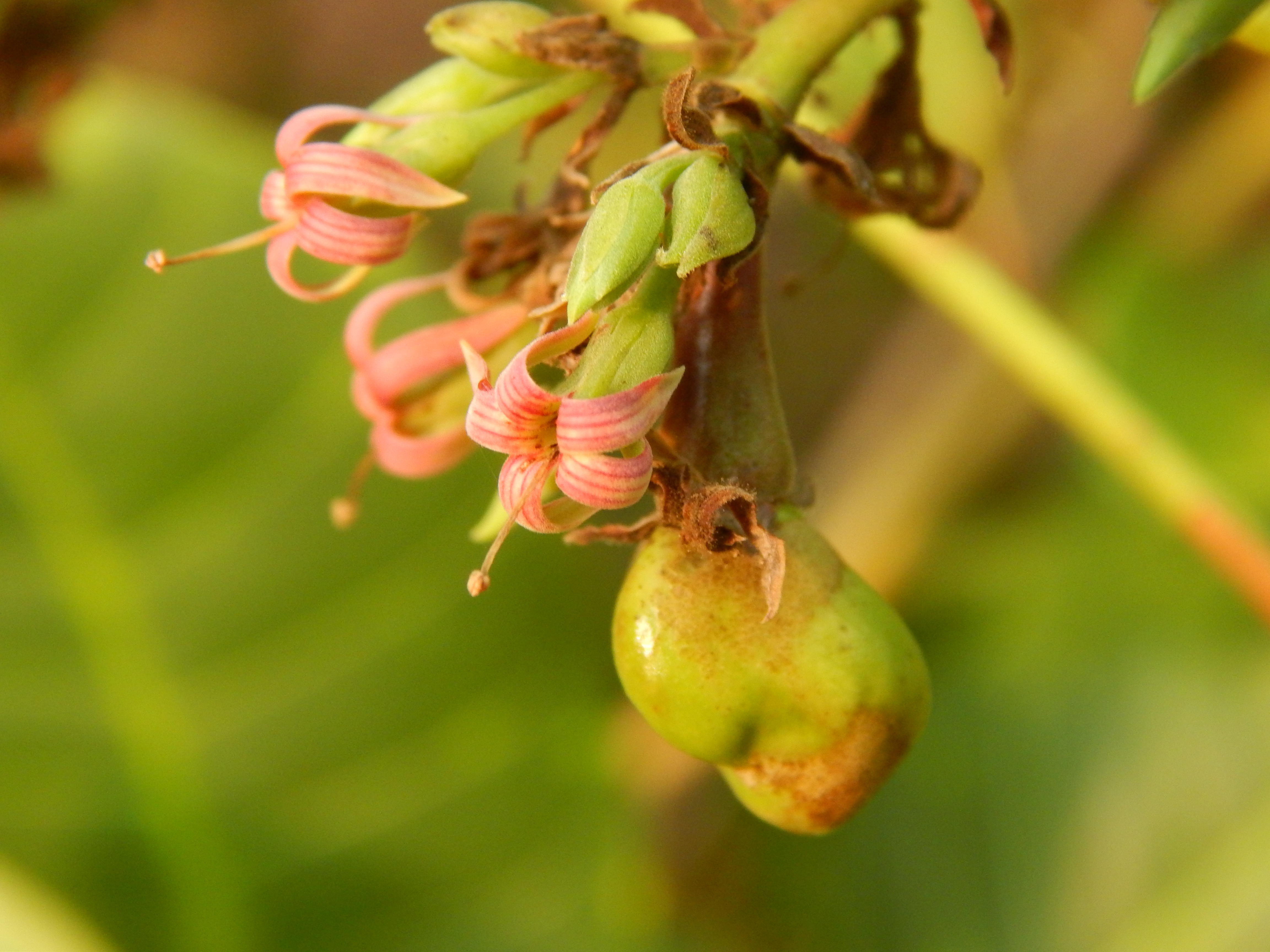
カシューナットノキ属の花
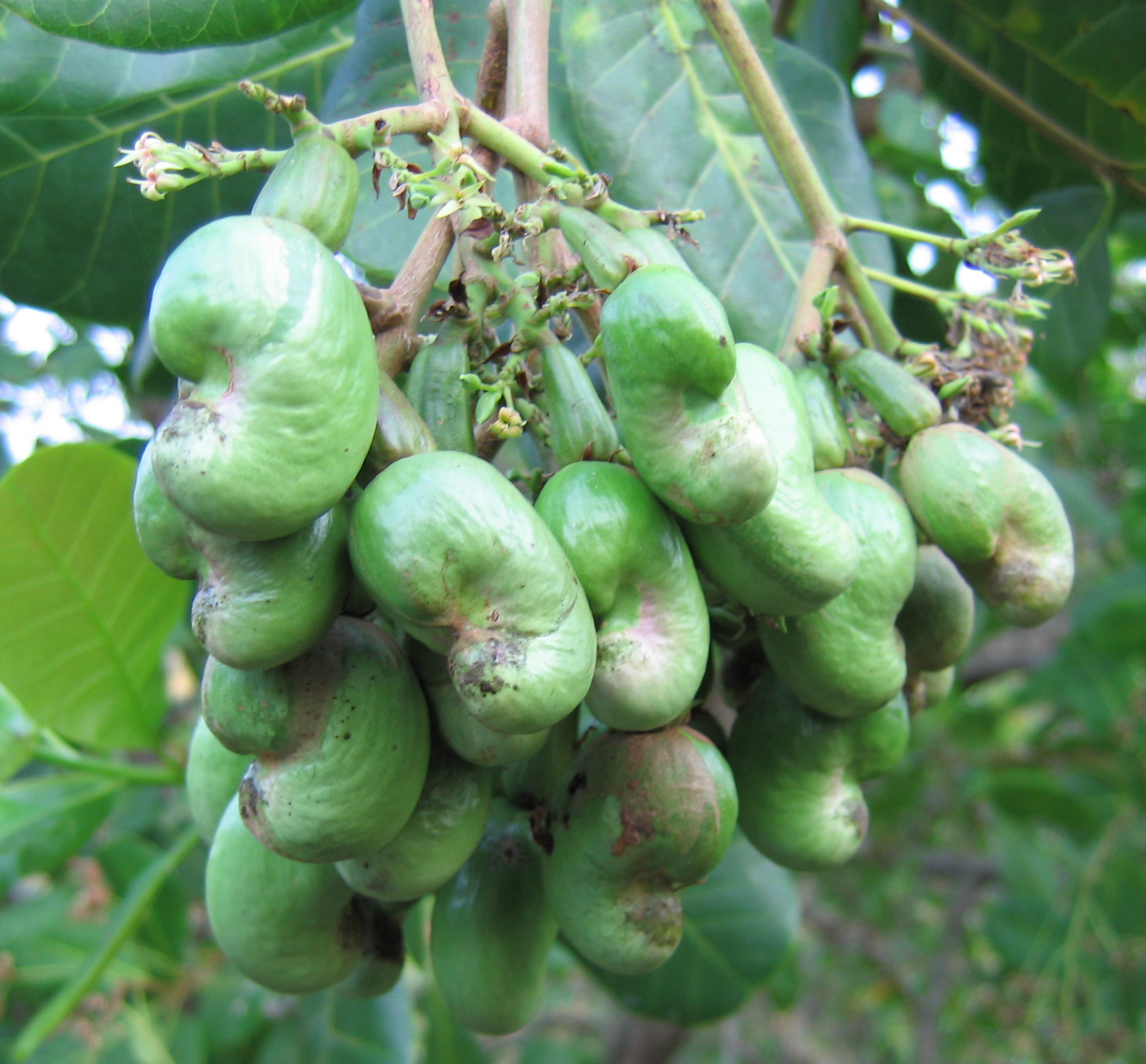
若い果実と種子
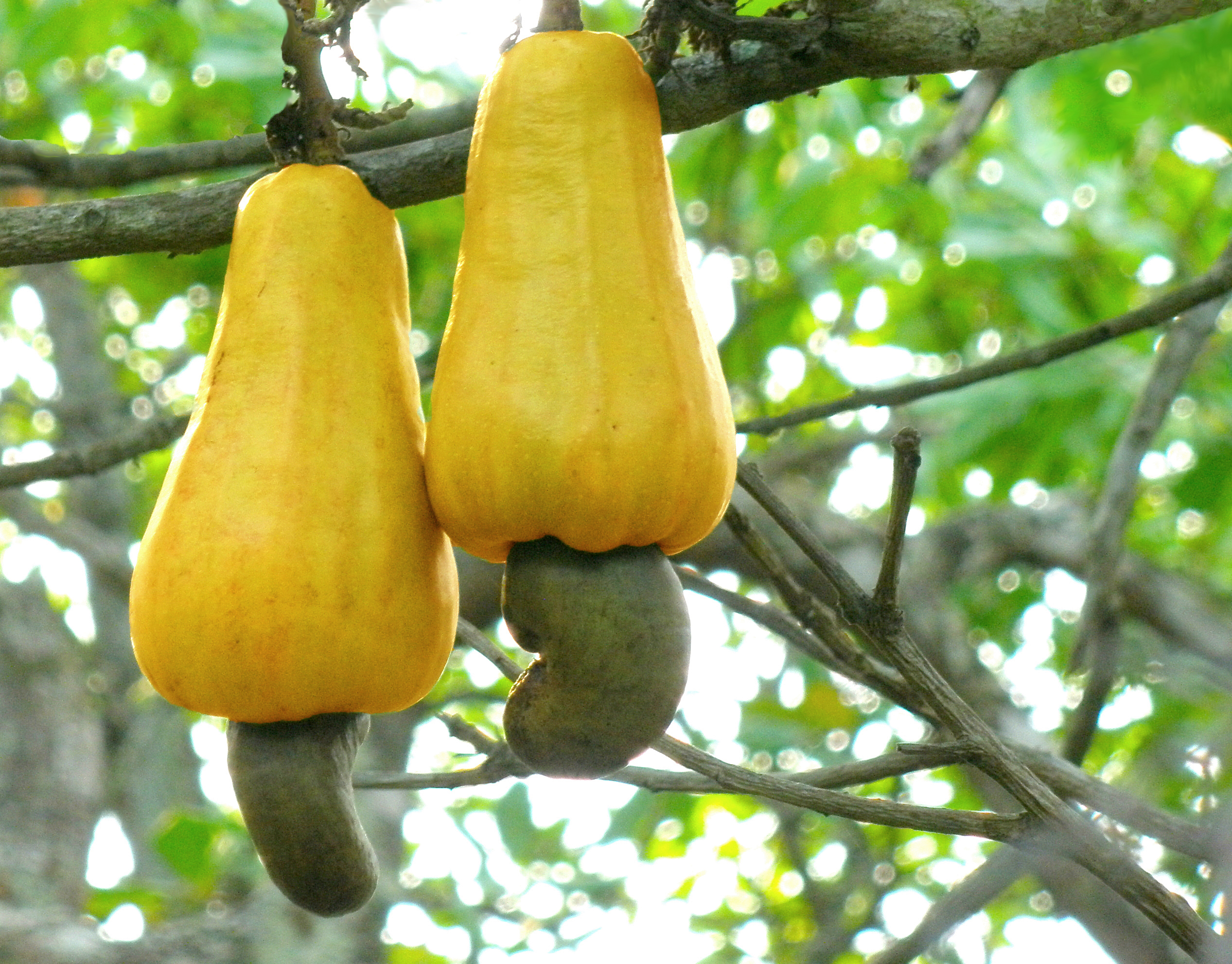
カシューナッツの果実と種

- Androtium

和名未定の属。マレー半島からボルネオ島にかけて分布するAndrotium astylum（和名未定）一種だけが知られる単型の属である。低湿地に生息し、樹高20m程度になるという。
- Antrocaryon R.Br.

和名未定の属。アフリカと南米に5種程度が知られる。
- - オンザビリ[8]（ガボンのファン語: onzabili）Antrocaryon klaineanum Pierre - ナイジェリア南部から中央熱帯アフリカ西部にかけて分布[9]。
- アストロニウム属 Astronium Jacq.

熱帯アメリカ産の11種からなる属。
- - ゴンサロアルベス（ブラジルポルトガル語: gonçalo-alves）Astronium fraxinifolium Schott - 熱帯アメリカ南部に分布[9]。
  - ウルンダイ（urunday）[8] Astronium graveolens Jacq. - メキシコから熱帯アメリカ南部にかけて分布[9]。スペイン語名:〔コロンビア〕gusanero;〔ベネズエラ〕gateado;〔メキシコ・グアテマラ〕jobillo;〔ニカラグア・エルサルバドル・コスタリカ〕ronrón;〔パナマ〕zorro[8]
- Attilaea

- Baronia

- Blepharocarya

和名未定の属。オーストラリアに2種が知られる。雌雄異株だという。

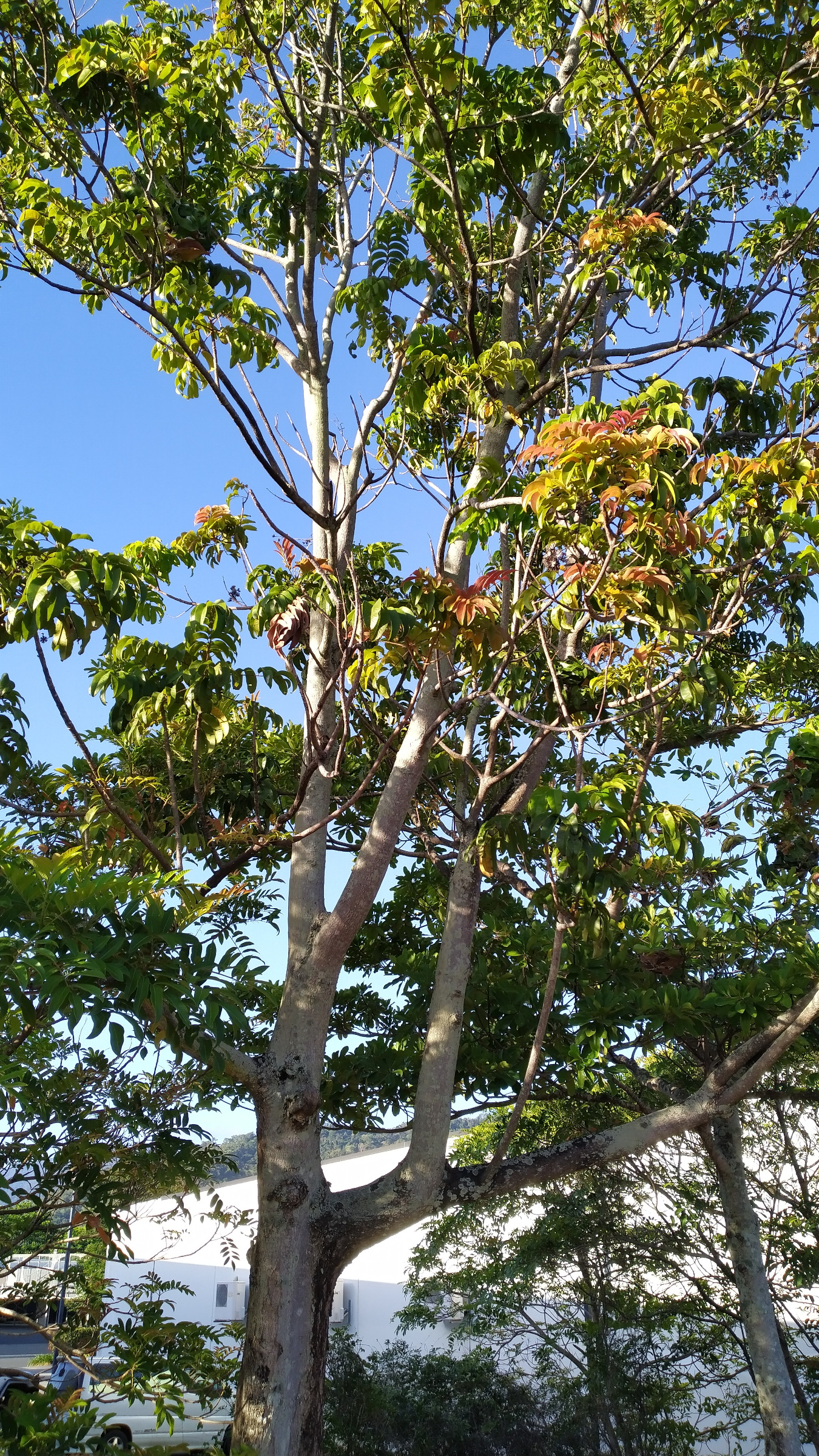
Blepharocarya involucrigeraの樹形
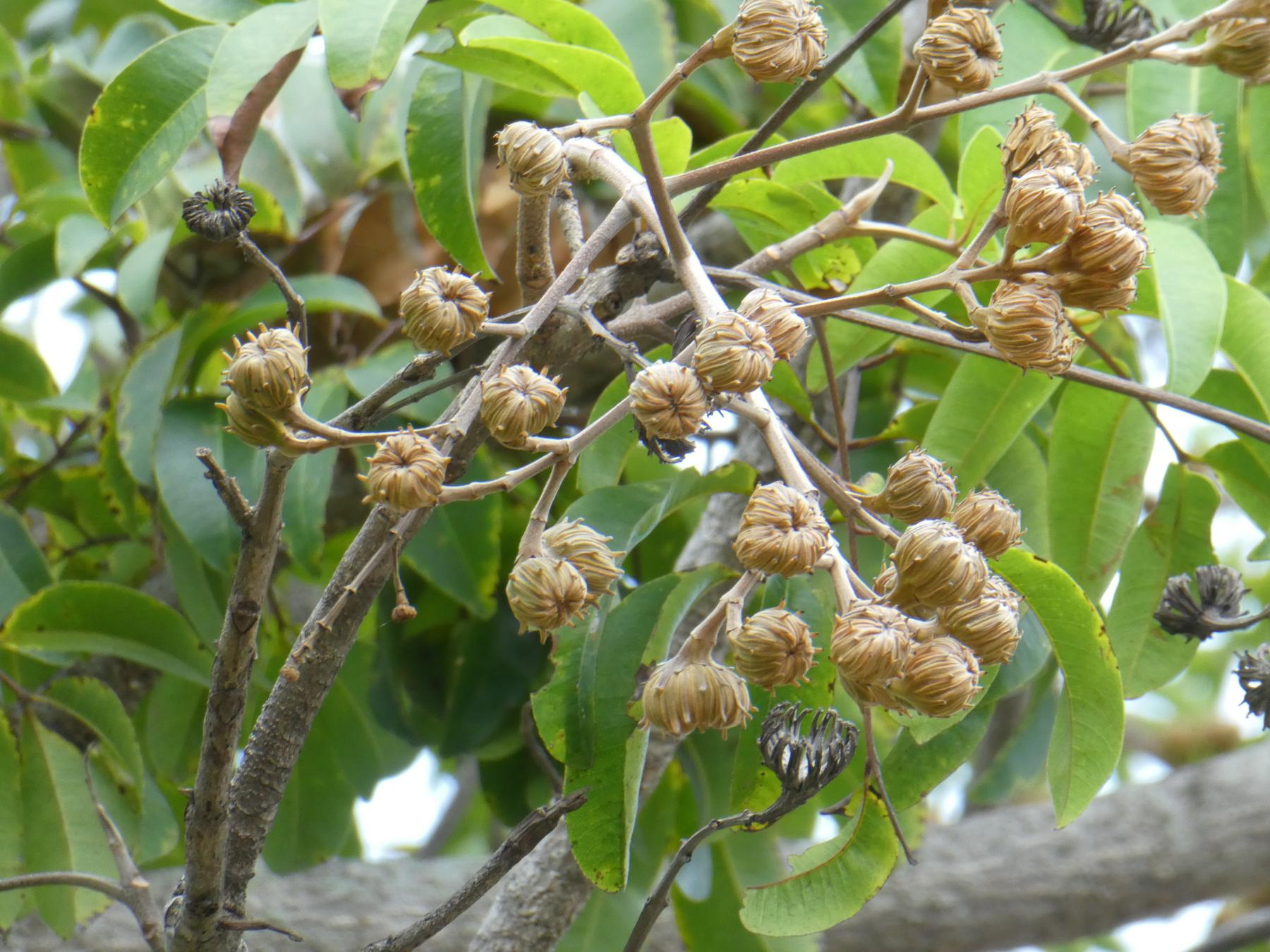
Blepharocarya involucrigeraの果実
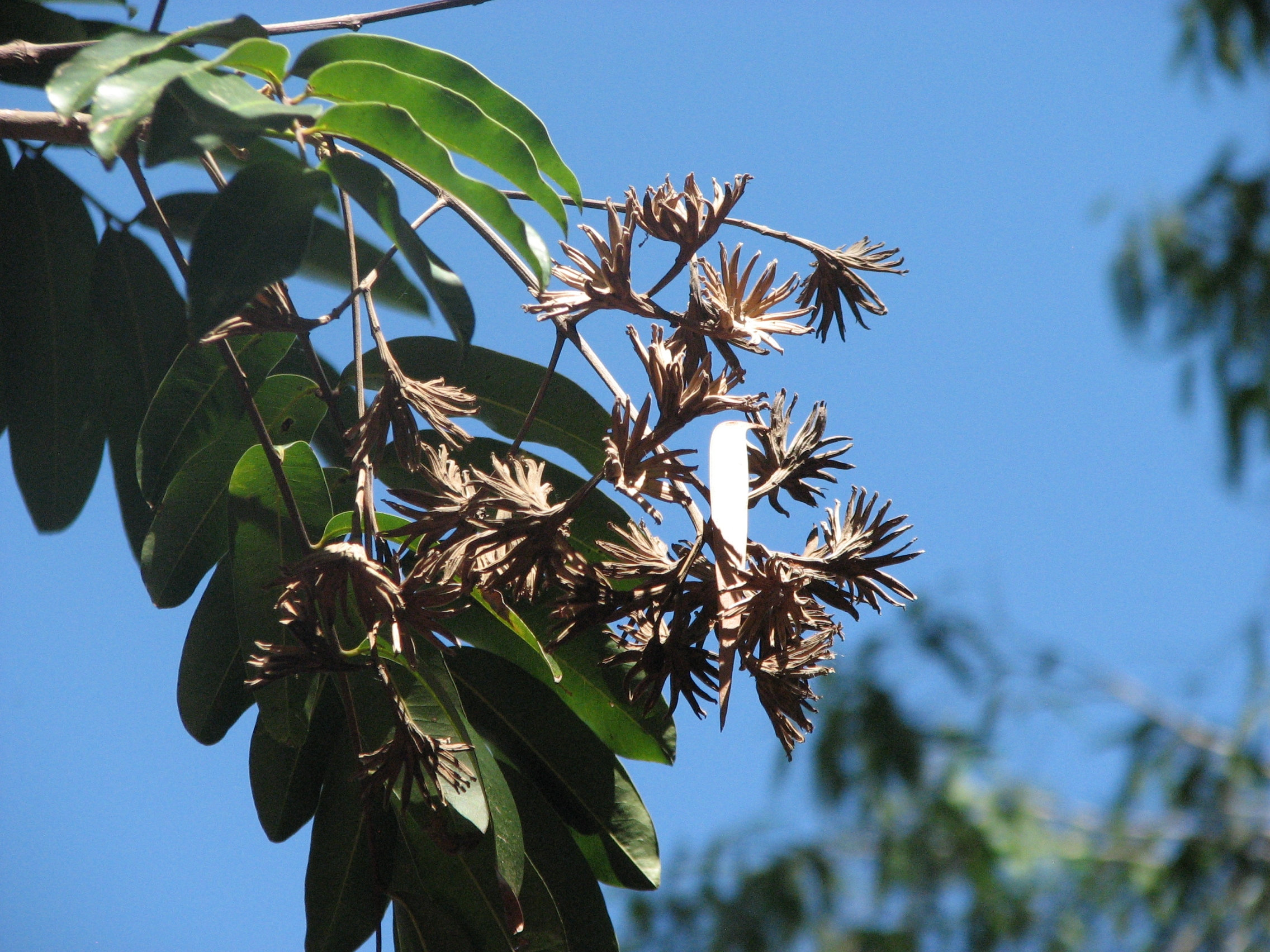
Blepharocarya involucrigeraの果実

- Bonetiella

和名未定の属。メキシコに分布するBonetiella anomala（和名未定、シノニムPseudosmodingium anomalum）一種だけが知られる単型の属である。
- アカタネノキ属[10] Bouea Meisn.

アカタネノキなどバングラデシュから中国南部およびマレー群島区系西部にかけて3種が知られる。実や若葉は食用にされる。マレー語ではkundang、remiaやsetar、インドネシア語ではramaniaやgandariaなど多彩な現地名を持ち親しまれている。
- - アカタネノキ[11] Bouea macrophylla Griff. - アンダマン諸島やタイ南部からジャワ西部および中央部にかけて分布[9]。タイ語では มะปราง /máprāːŋ/ マプラーン という。
  - ヒメアカタネノキ[11] Bouea oppositifolia (Roxb.) Meisn.（シノニム: B. microphylla Griff.）- バングラデシュから中国（雲南省南部）およびマレー群島区系西部にかけて分布[9]。タイ語では มะปริง /máprīŋ/ マプリン という。
  - Bouea poilanei Evrard - ベトナム固有種[9]。

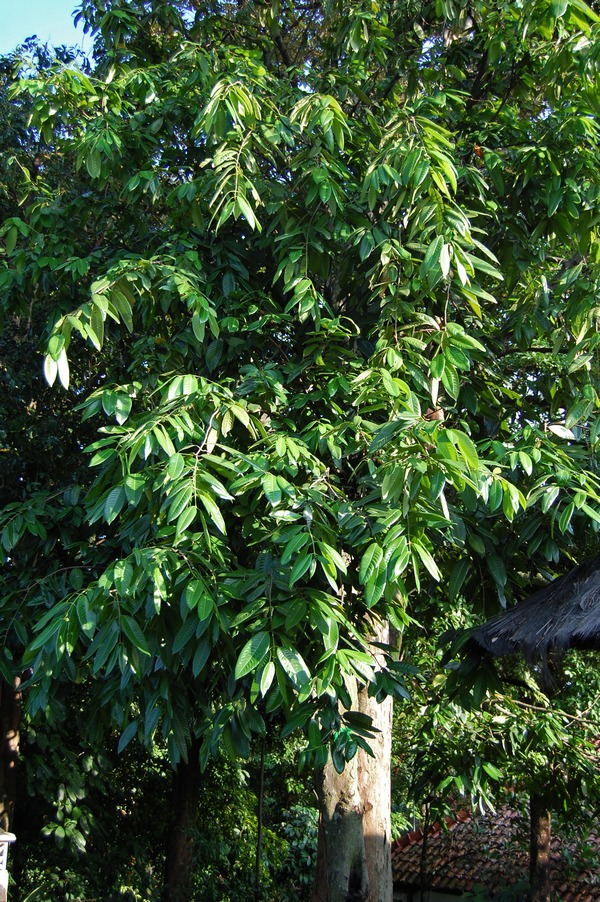
アカタネノキの樹形
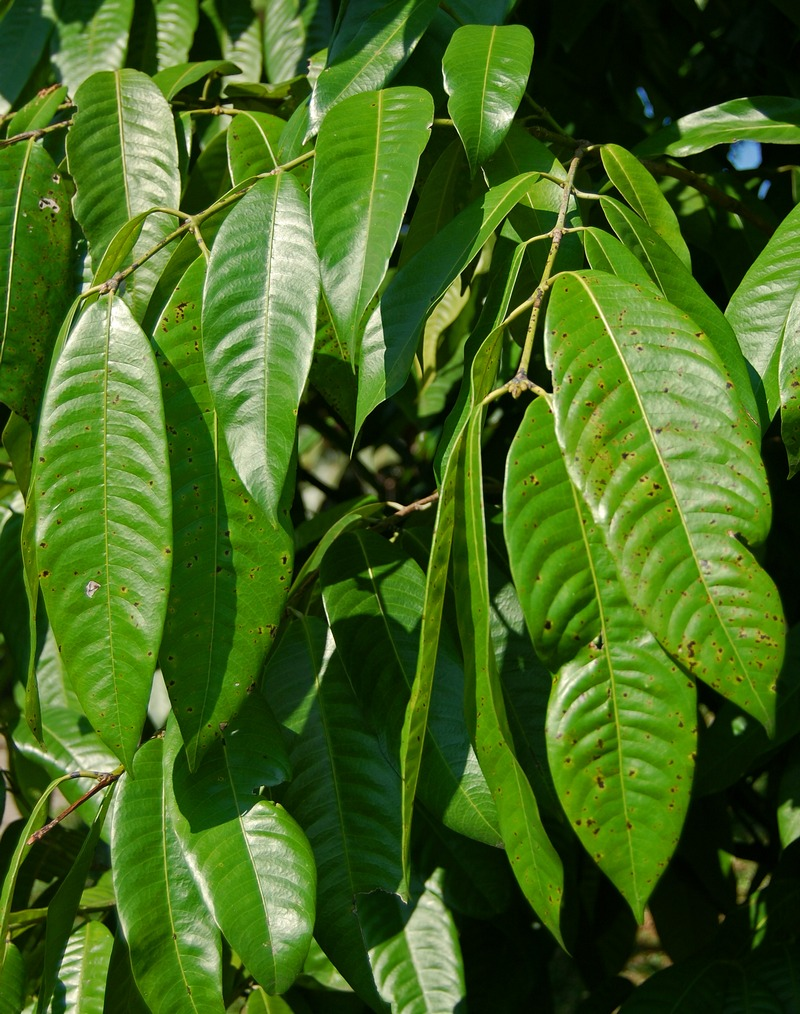
アカタネノキの葉
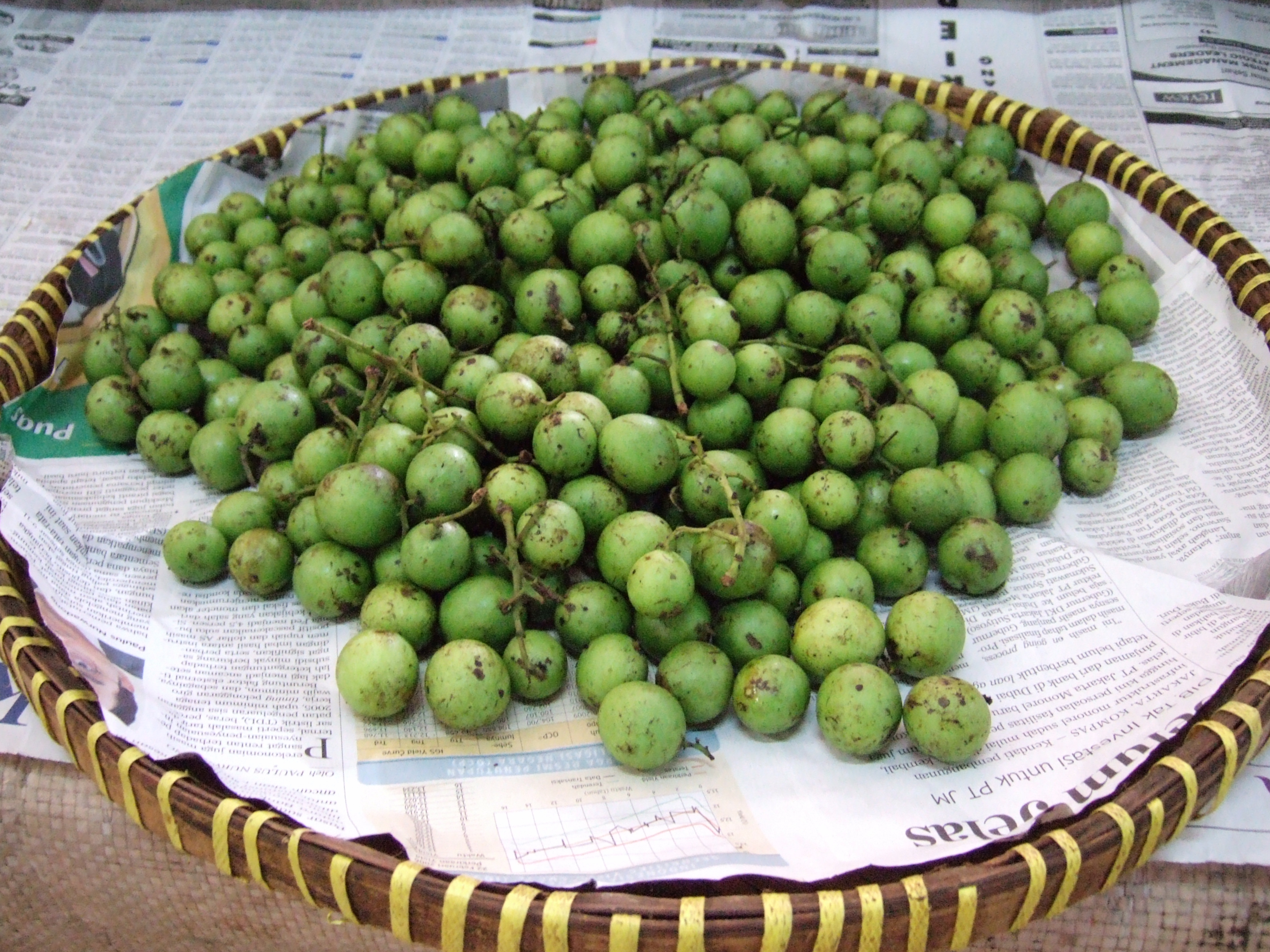
アカタネノキの若い果実
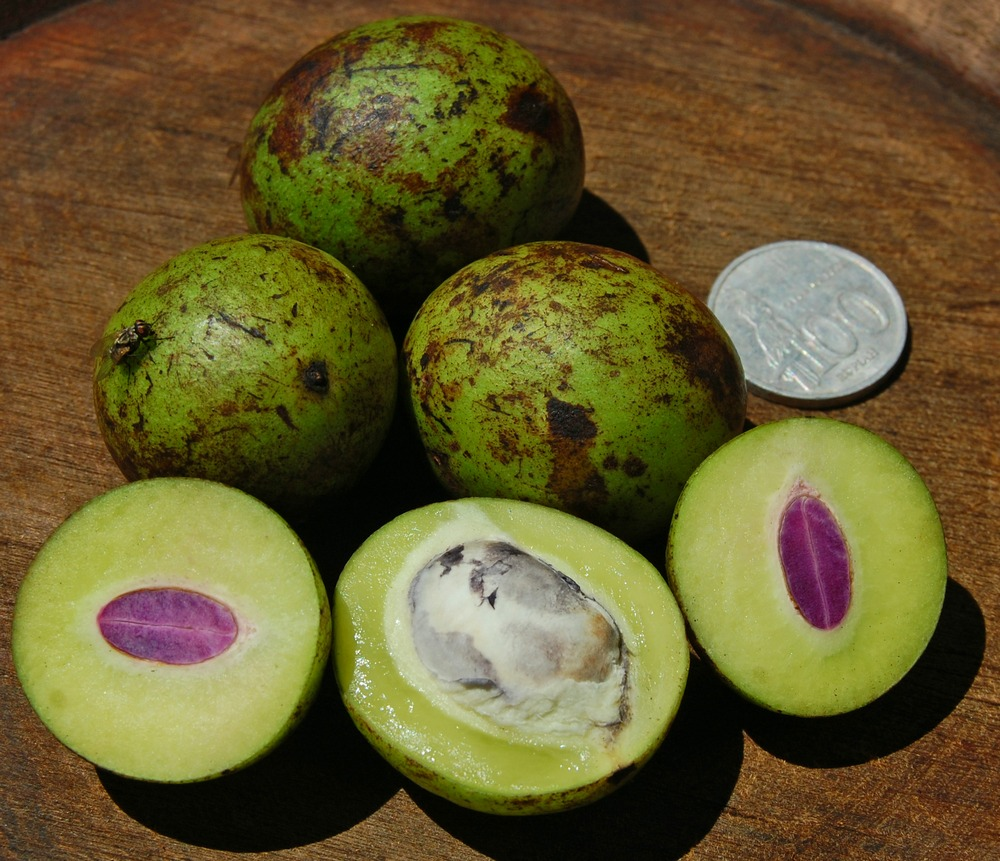
アカタネノキの若い果実の切断面
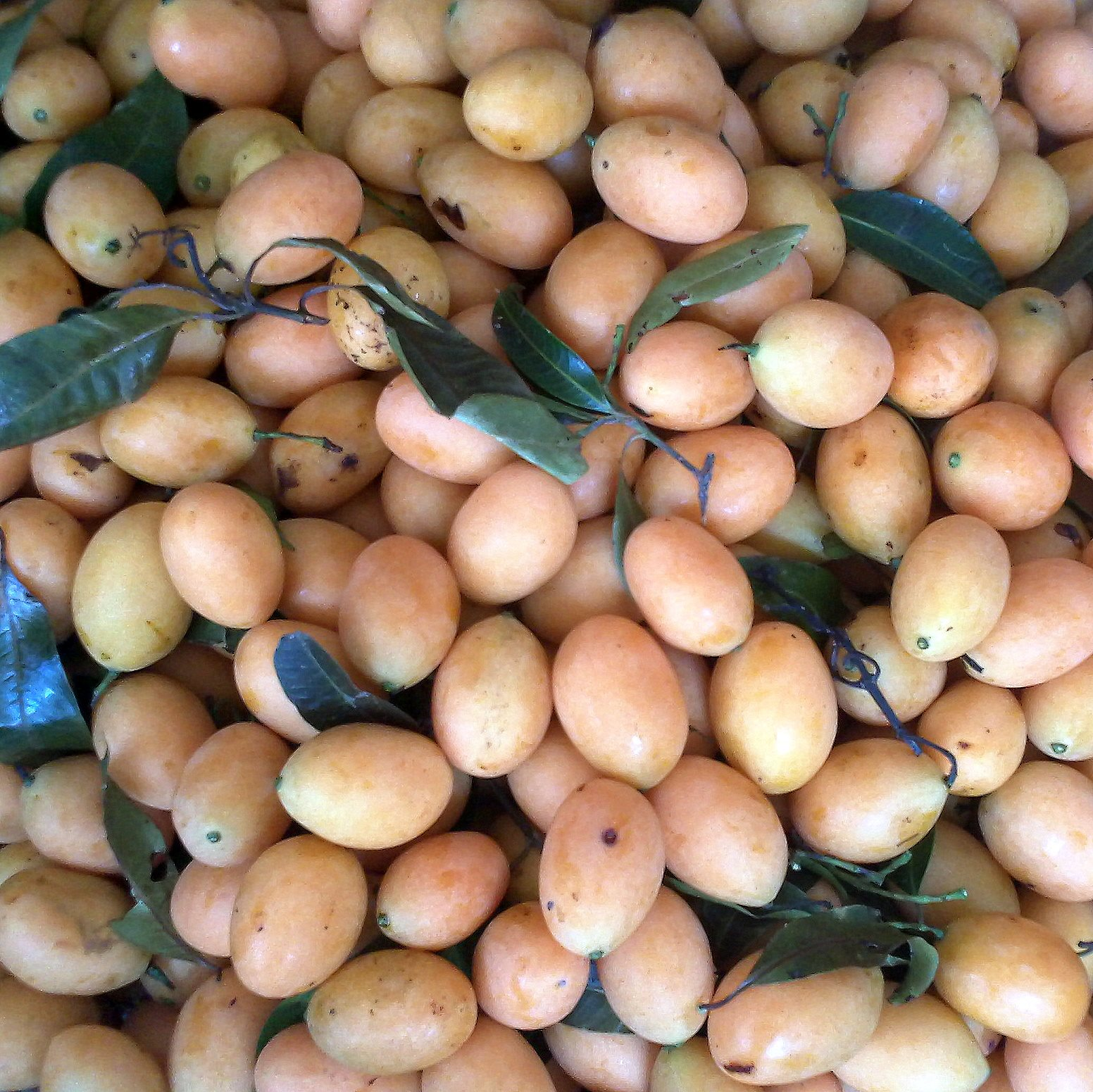
アカタネノキの果実
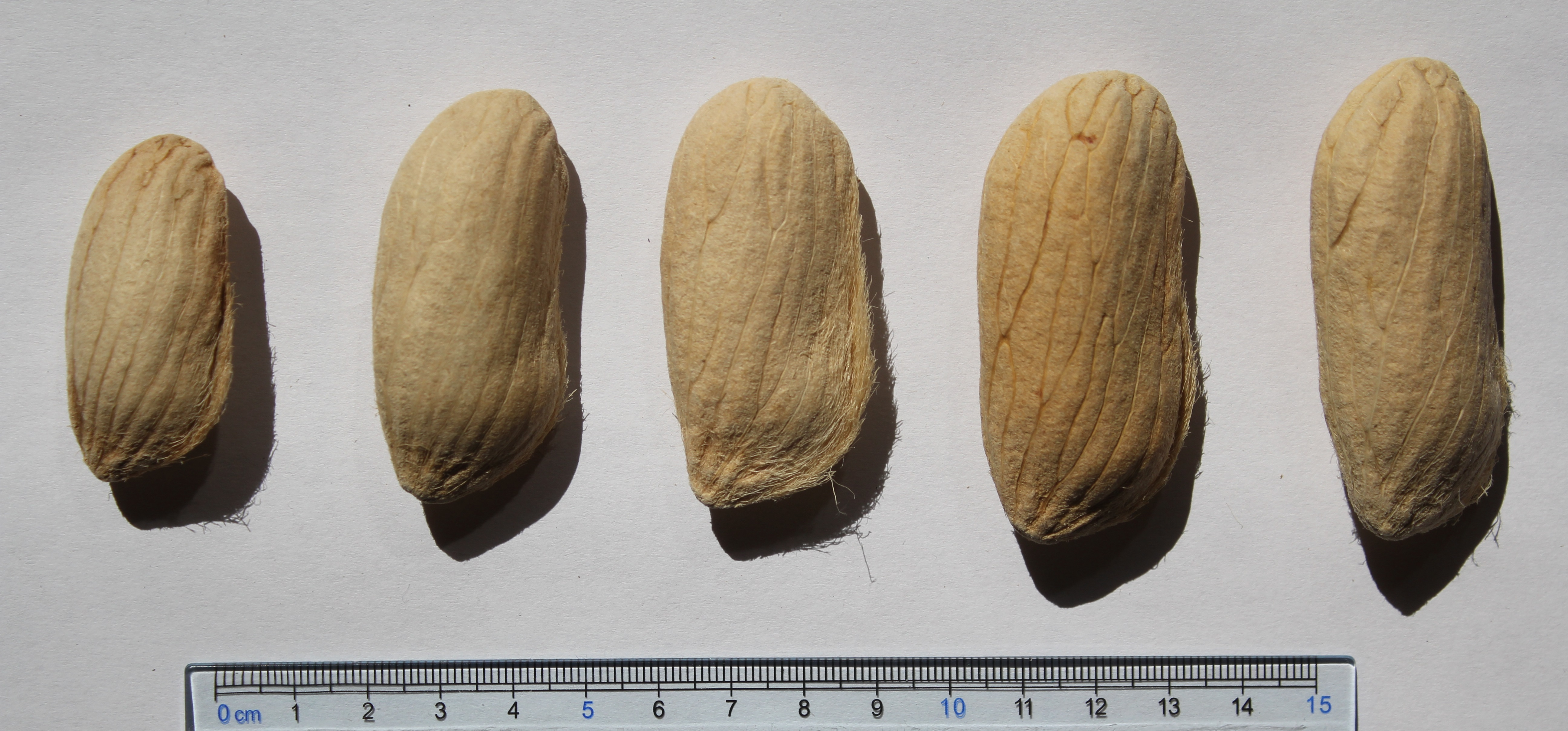
アカタネノキの種子

- ウミソヤ属[12][13] Buchanania Spreng.

中国南部、台湾、熱帯アジア、熱帯オーストラリア、太平洋西部に26種が見られる。一部に落葉性のものが知られる。インドではインドウミソヤ（インドではchironjiやcharoliと呼ばれる）の種子をスパイスとして使うほか、アーユルヴェーダやユナニ医学と呼ばれる伝統医学で使うという。また、オーストラリア先住民のアボリジニもBuchanania obovata（和名未定）の果実を食べるという。
- - ウミソヤ[12] Buchanania arborescens (Blume) Blume - 台湾南部や熱帯アジアからオーストラリア北部にかけて分布[9]。台湾の植物一覧である Kawakami (1910) には「ヤマソワヤ」の名で見えるが、「ソワヤ」は台湾のことば（cf. 閩南語: 檨 (suāinn)）でマンゴーのことを指す。
  - インドウミソヤ[8] Buchanania cochinchinensis (Lour.) M.R.Almeida（シノニム: B. lanzan Spreng.）- インドから中国（雲南省南部）およびインドシナにかけて分布[9]。
  - ヒロハウミソヤ[13] Buchanania engleriana Volkens - カロリン諸島固有種[9]。
  - ブキャナニア（ニューギニア名: buchanania）[8] Buchanania macrocarpa Lauterb. - マルク諸島からパプアシア（英語版）にかけて分布[9]。
  - ホソバウミソヤ[13] Buchanania palawensis Lauterb. - カロリン諸島（パラオ）固有種[9]。
  - オタウダンノキ[14] Buchanania sessifolia Blume[注 2] - インド（アッサム州）からマレー群島区系西部にかけて分布[9]。コーナー & 渡辺 (1969) ではこの種が「ウミソヤ」とされている。

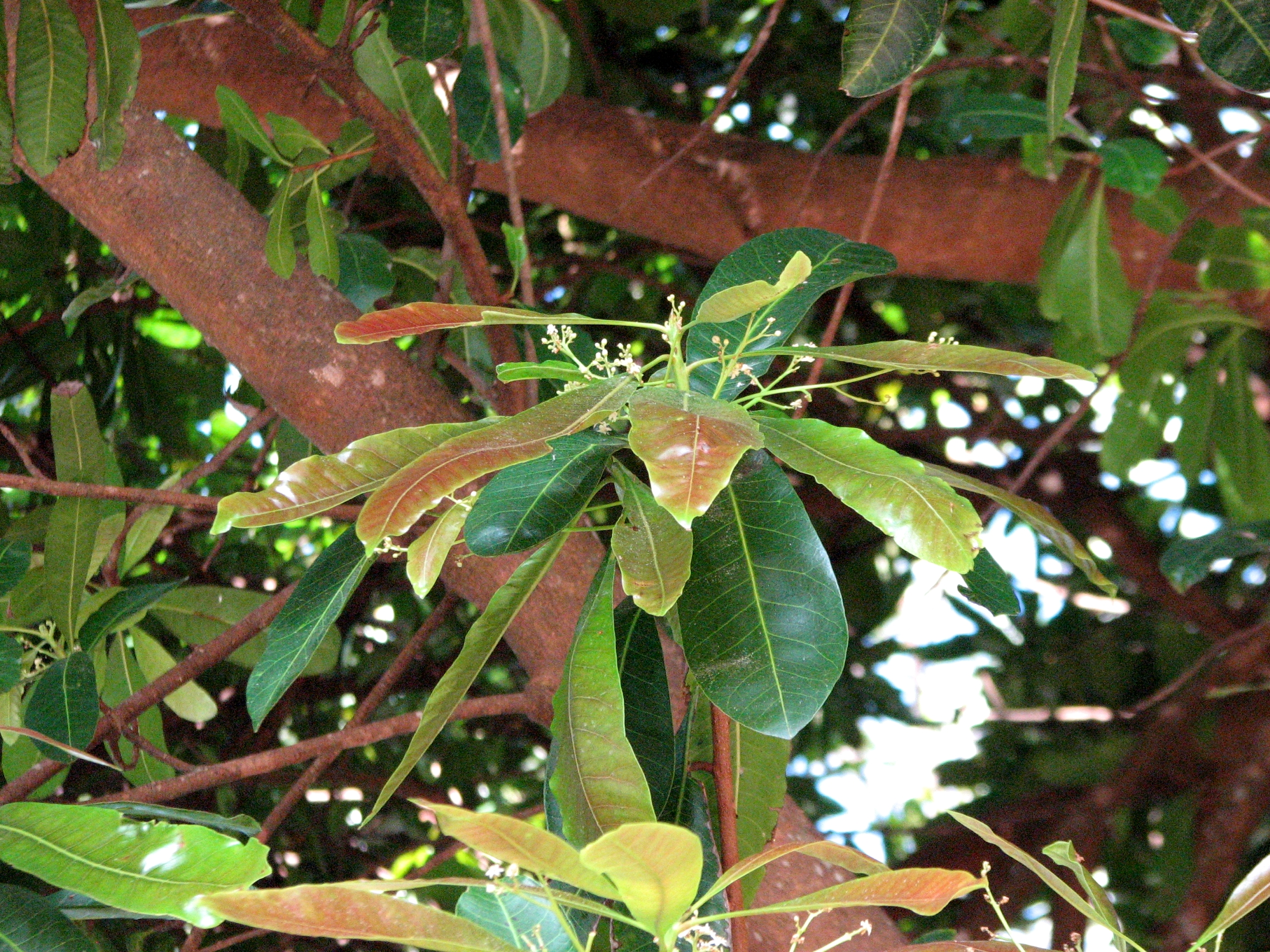
ウミソヤ（Buchanania arborescens）の葉
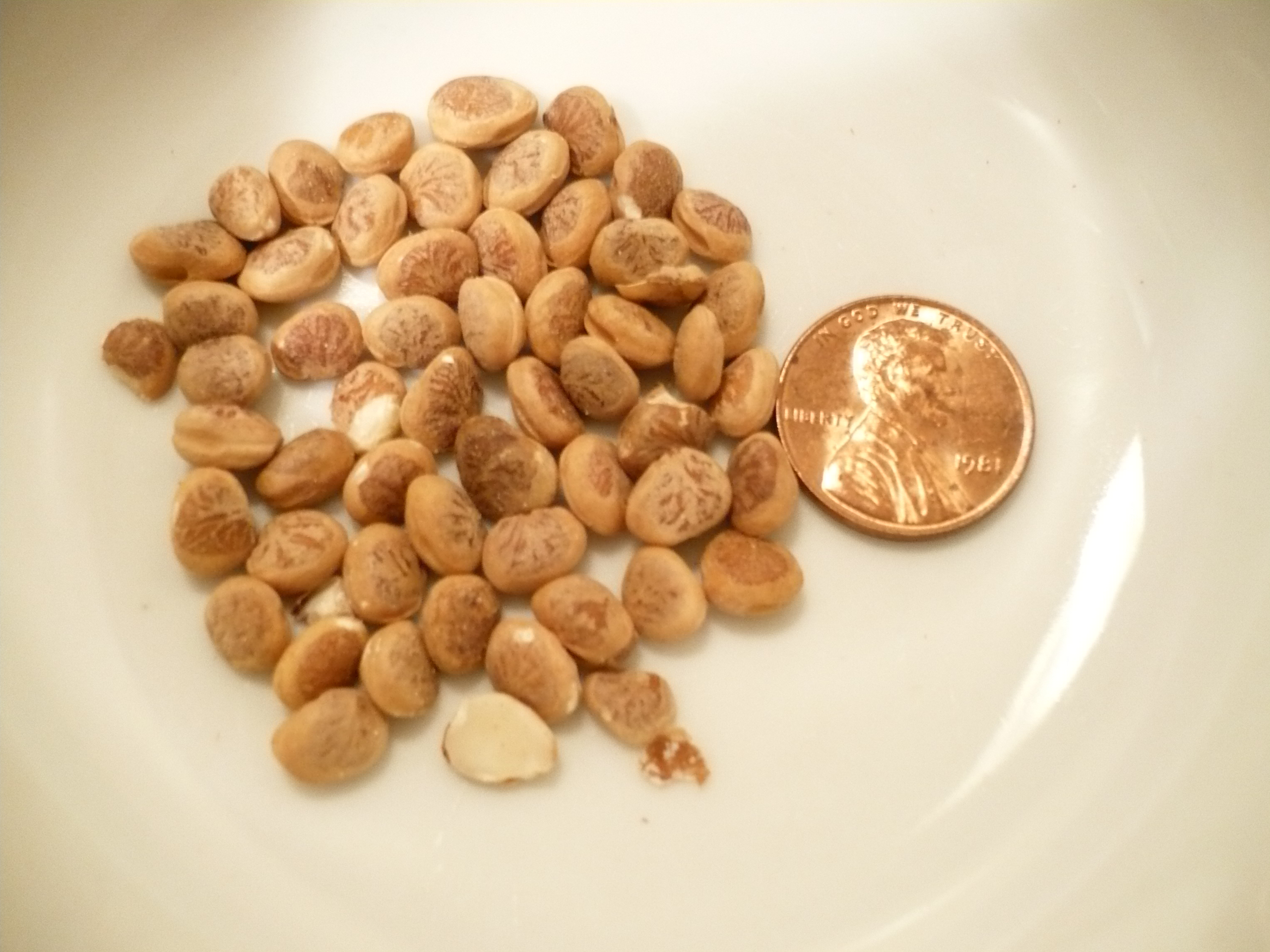
食用や薬用として使われるインドウミソヤ（Buchanania cochinchinensis）の種子

- ウミソヤモドキ属[10] Campnosperma Thwaites

インド洋西部・熱帯アジア・太平洋・熱帯アメリカ中央部および南部といった地域に14種が知られる。インドネシア西部に分布するテレンタンプティの木材は樹形がよく、軽く切削性もよいことから小型船サンパンや水車の羽根に使われるという。また、種子から油を搾り食用油やランプの燃料として使う地域もあるという。
- - テレンタンプティ（インドネシア語: terentang putih）[8] Campnosperma auriculatum (Blume) Hook.f. - タイの半島部からマレー群島区系西部および中央部にかけて分布[9]。
  - ウミソヤモドキ[18] Campnosperma brevipetiolatum Volkens - マレー群島区系中央部および東部から太平洋西部にかけて分布[9]。ポンペイ島では「トーン」[13]、ソロモン諸島のクワラアエ語（Kwara'ae）では「ケテケテ」[8] (kete kete) と呼ばれる[19]。
  - テレンタンシンポー（マレー語: terentang simpoh）[8] Campnosperma coriaceum (Jack) Hallier f.（シノニム: C. macrophyllum (Blume) Hook.f.）- タイの半島部からマレー群島区系西部、ニューギニアにかけて分布[9]。
  - オレイ（パナマ名およびコスタリカ名: orey）[8] Campnosperma panamense Standl.(Wikispecies) - 中米からエクアドルにかけて分布[9]。
  - アリッダ[8]（シンハラ語: අරිද්ද）Campnosperma zeylanicum Thwaites - スリランカ固有種[9]。

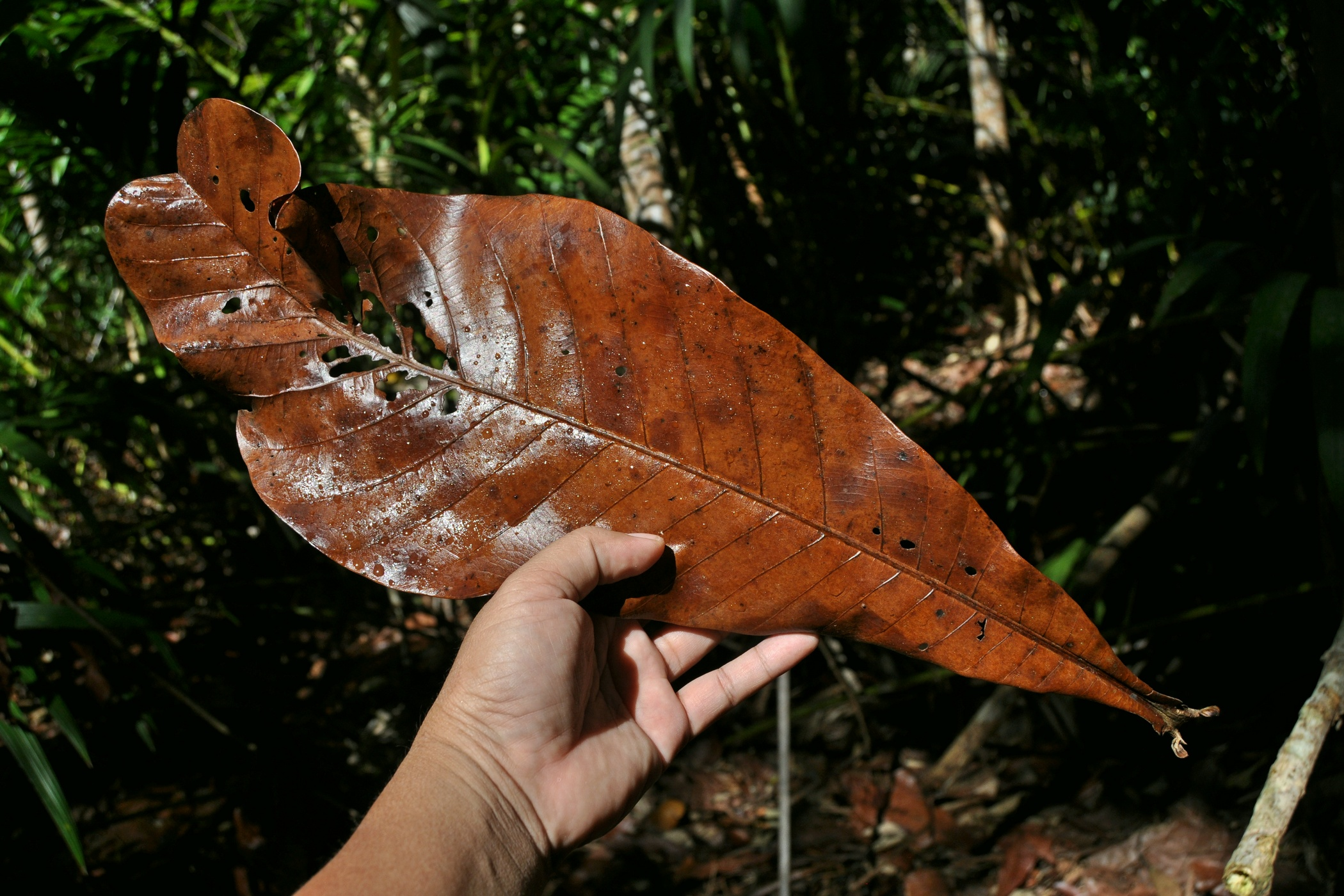
テレンタンプティ（Campnosperma auriculatum）の落ち葉の様子
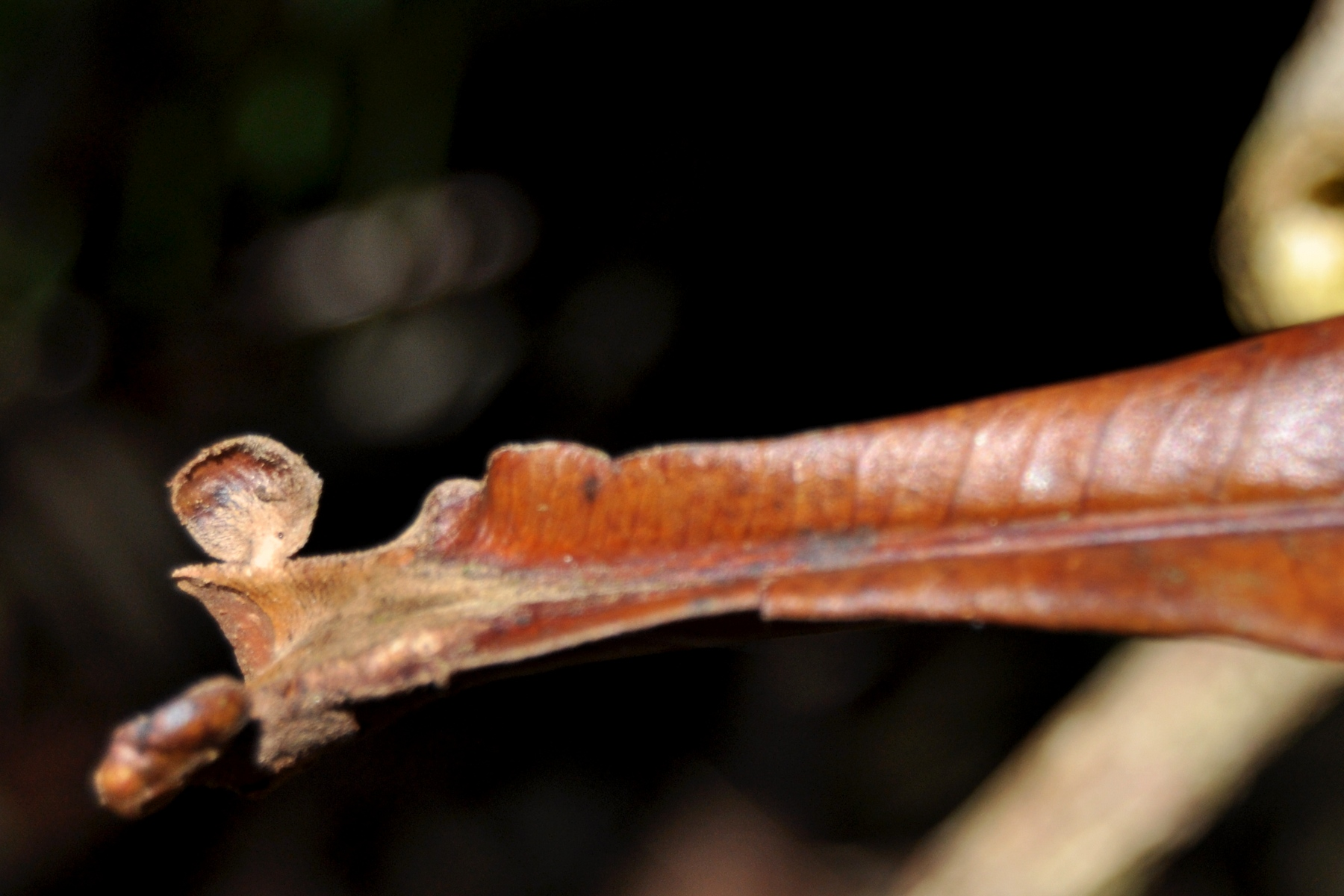
テレンタンプティの葉の付け根に半球状の構造がある

- Campylopetalum

和名未定の属。タイ北部に分布するCampylopetalum siamense（和名未定）一種だけが知られる単型の属である。
- Cardenasiodendron

和名未定の属。南米ボリビアに分布するCardenasiodendron brachypterum（和名未定）一種だけが知られる単型の属である。
- チャンチンモドキ属[10]（学名：Choerospondias）

東南アジアから南日本にかけて分布するチャンチンモドキ（Choerospondias axillaris）他1種の計2種が知られる。果実は日本でもかつて縄文時代には食用にしたとみられており遺跡から出土するという。またネパールでは今も漬物などにして利用するという。
- チャンチンモドキの幹
- チャンチンモドキの葉
- チャンチンモドキの実
- チャンチンモドキの種子

- コモクラディア属 Comocladia P.Browne

メキシコから中米、カリブ諸島に30種程度が分布し、いずれも低木もしくは灌木。個々の葉の縁には棘が発達しヒイラギのような葉になる。

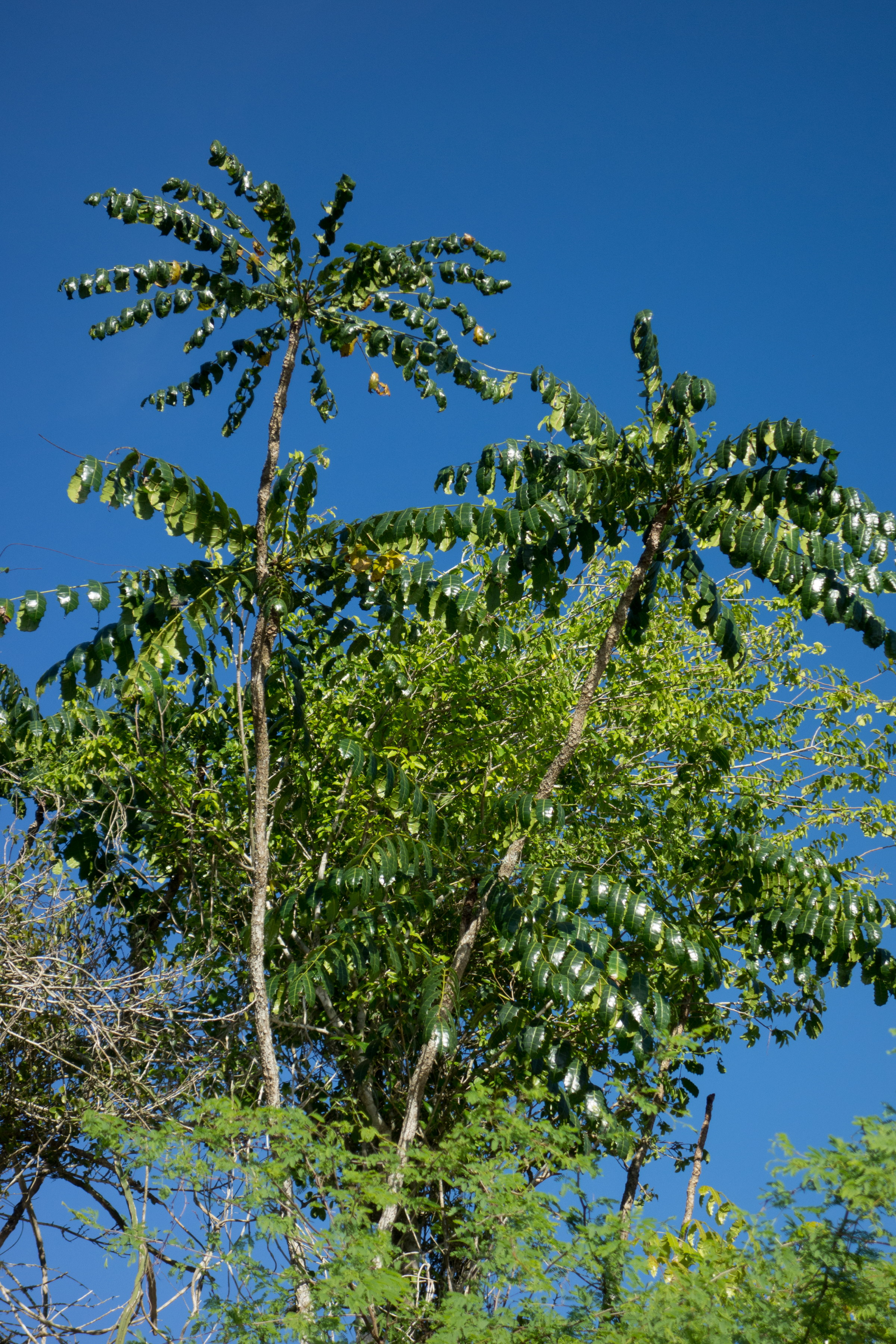
コモクラディア属の樹形
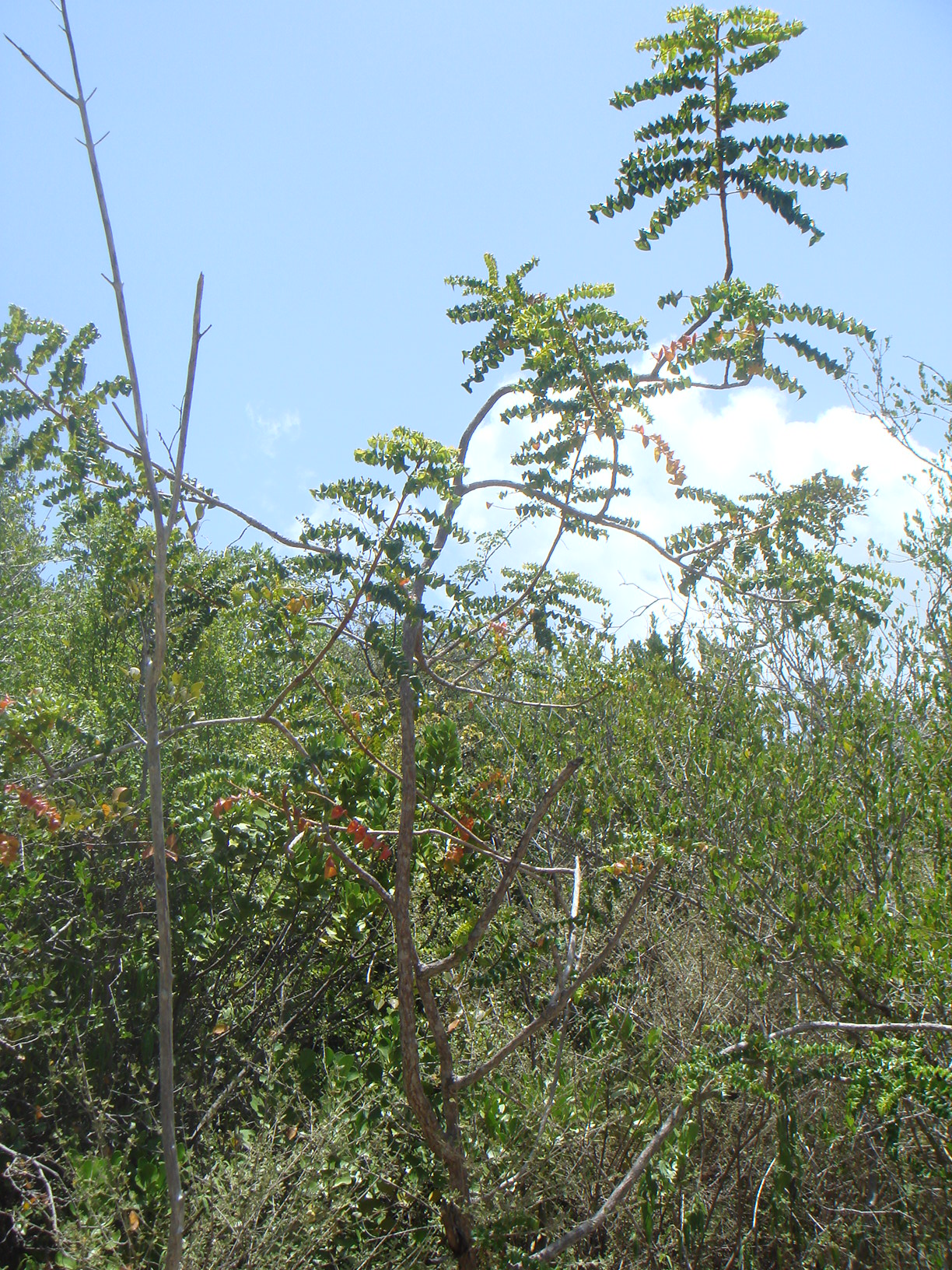
Comocladia dodonaea (L.) Britton 若い個体の樹形
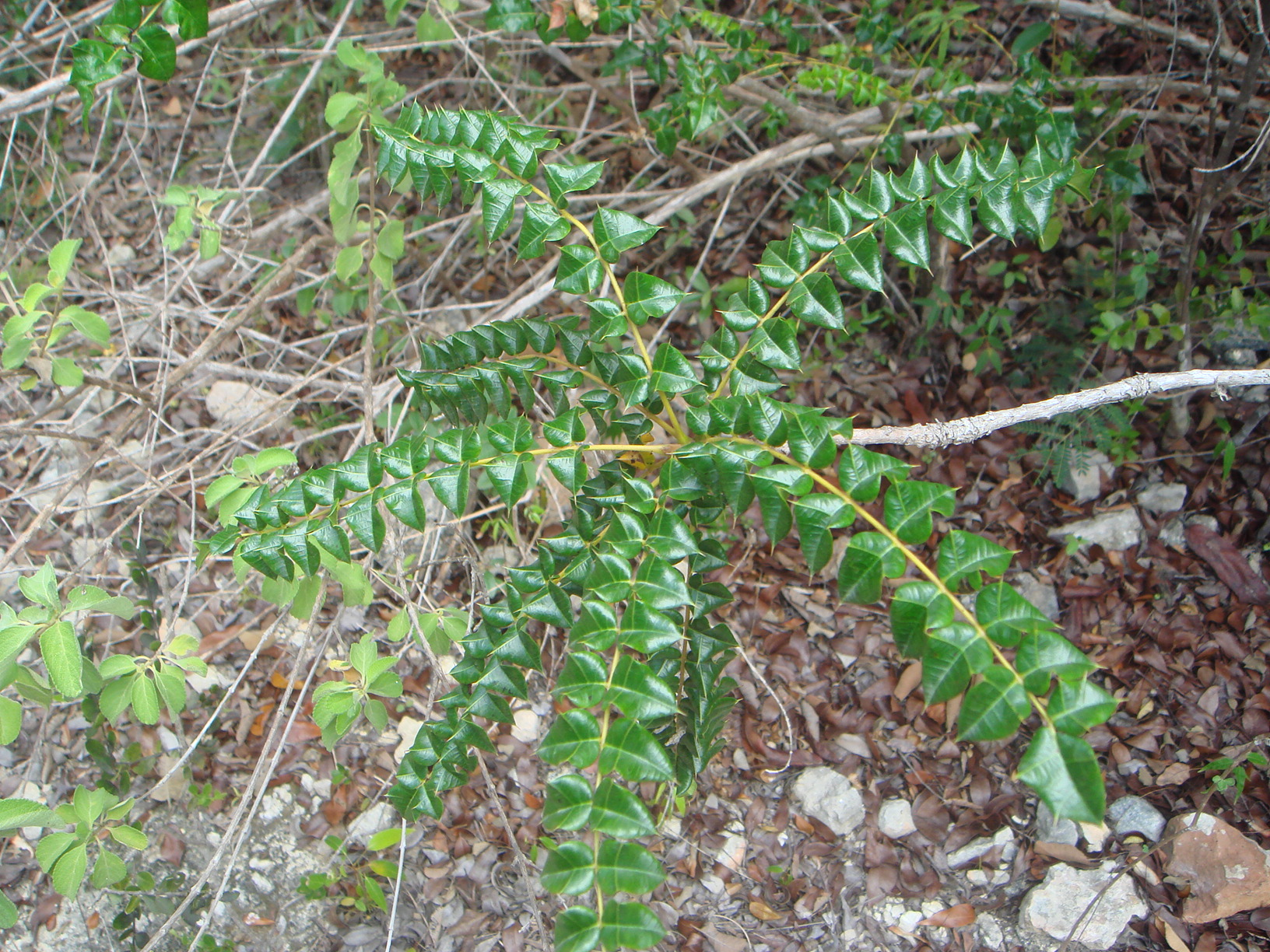
Comocladia dodonea の葉
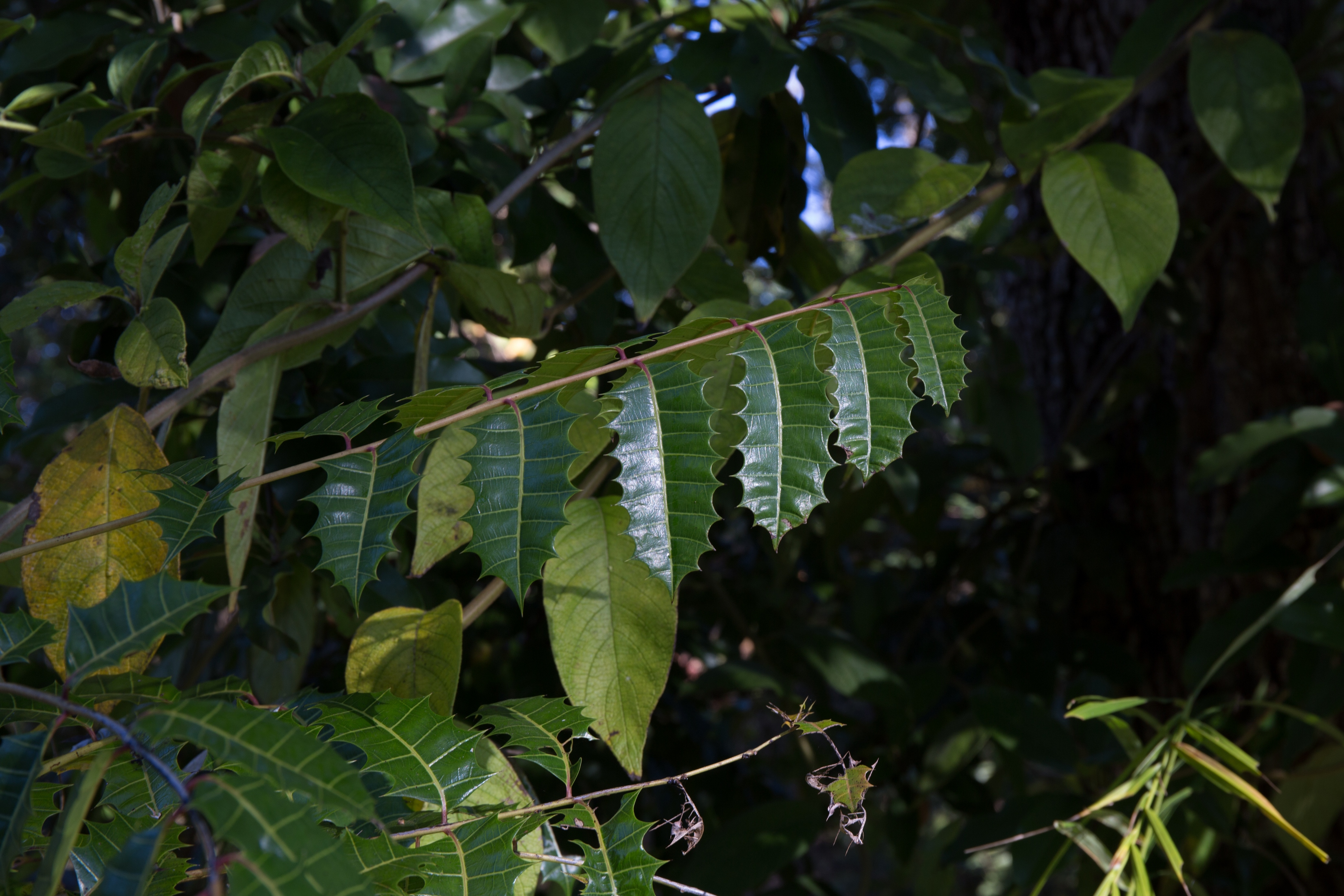
Comocladia dentata Jacq. の葉

- ケムリノキ属[10]/ハグマノキ属 Cotinus Mill.

中央ヨーロッパ南部から中国、アメリカ合衆国東中央部および南東部からメキシコ北東部にかけて7種が分布。
- - ハグマノキ（通称: スモークツリーなど）Cotinus coggygria Scop. - 中央ヨーロッパ南部から中国の中央部および南部にかけて分布[9]。
- Cyrtocarpa

和名未定の属。メキシコを中心とした中南米に5種が知られる。果実は食用。

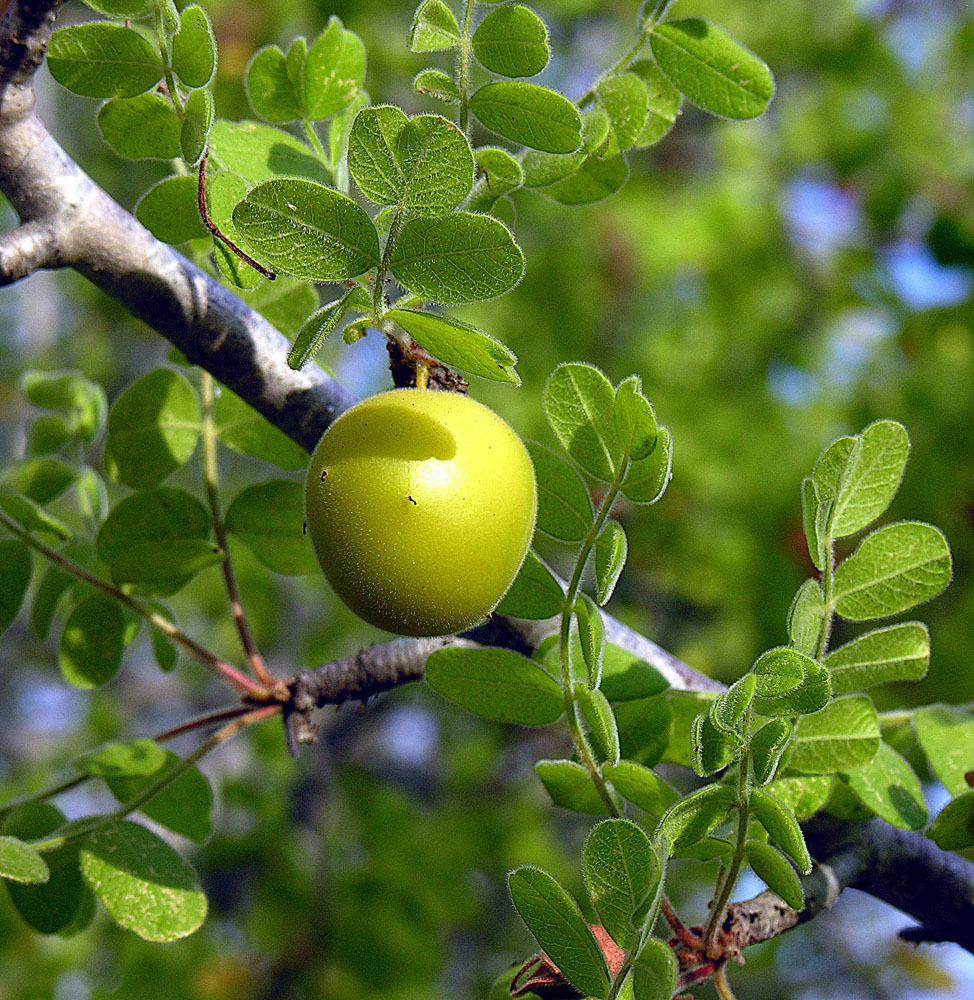
Cyrtocarpa edulisの果実
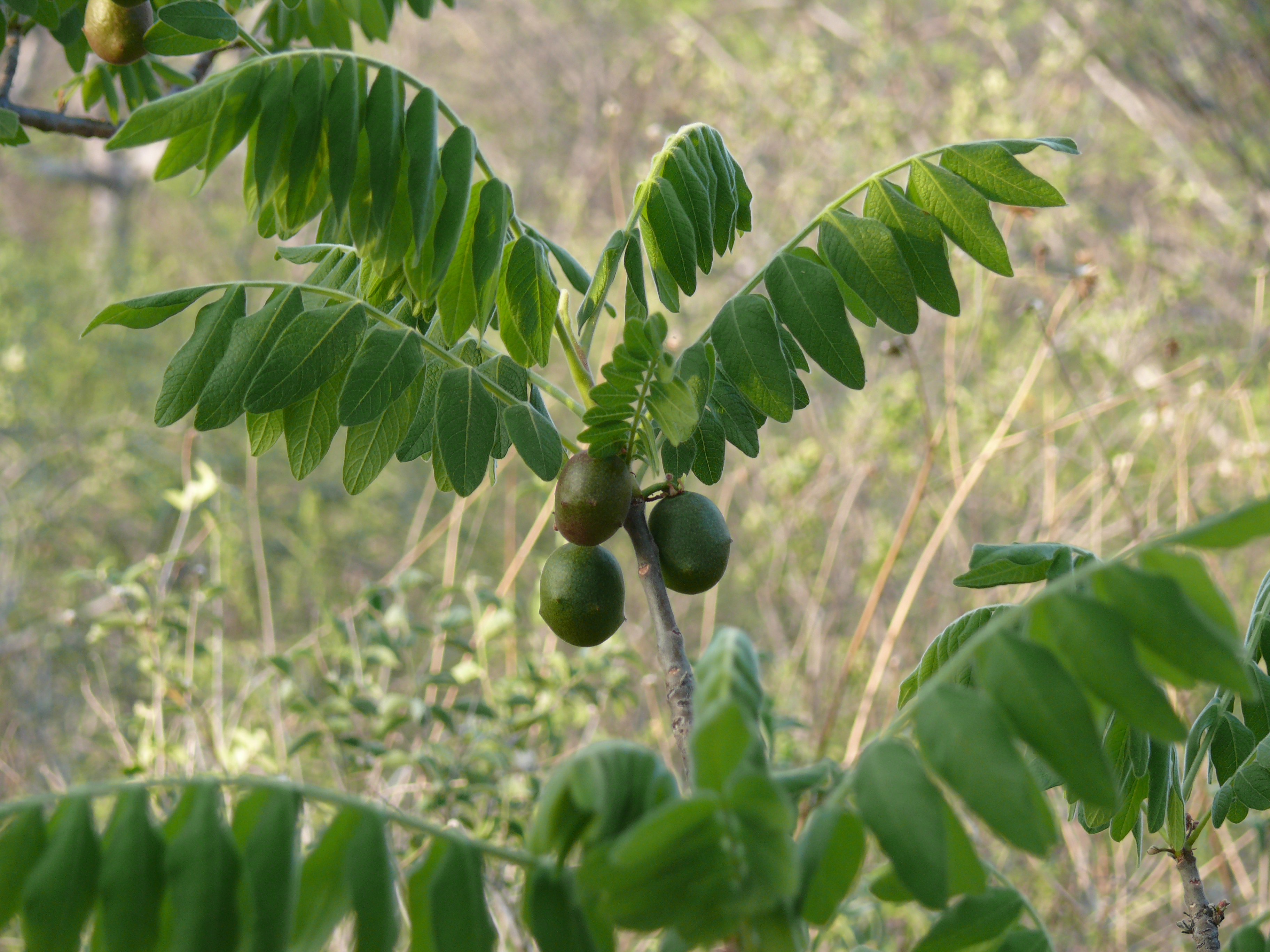
Cyrtocarpa proceraの葉と果実

- Dobinea

和名未定の属。ヒマラヤから中国にかけて2種が知られる。
- Dracontomelon R.Br.

和名未定の属。東南アジアから南太平洋の島々にかけて10種程度が知られる。樹高30m以上になる高木種。果実は食用にされ、ベトナムでは漬物として使われるほか、伝統医学で薬として扱われる。
- - イボモモノキ[11]（別名: イボモモ[14]）Dracontomelon dao (Blanco) Merr. & Rolfe（シノニム: D. edule (Blanco) Skeels、D. edule Merr.、D. mangiferum (Blume) Blume）- インド（アルナーチャル・プラデーシュ州）から中国南部およびソロモン諸島にかけて分布[9]。フィリピン名にちなんでダオ（dao）とも呼ばれる[8]。

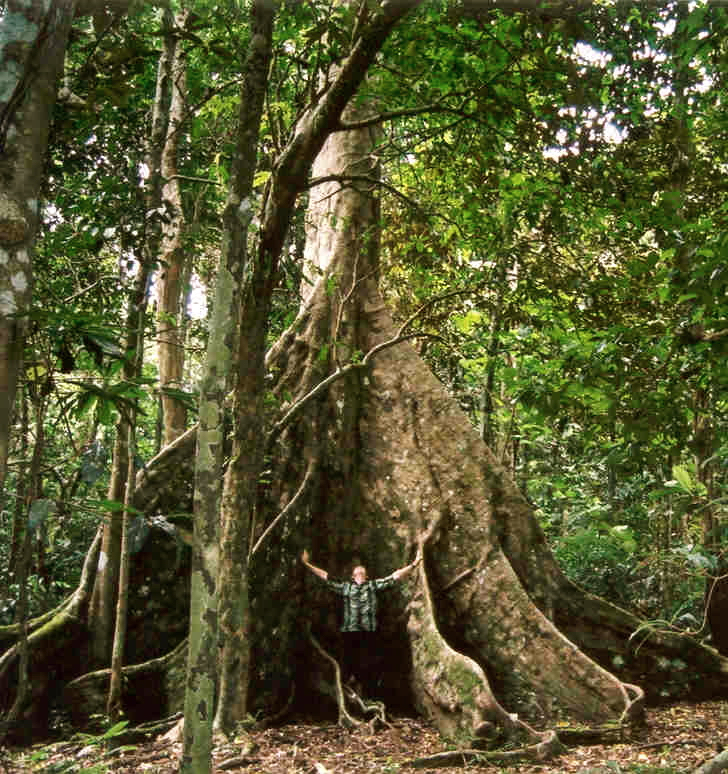
板状に発達した根を持つDracontomelon vitiense
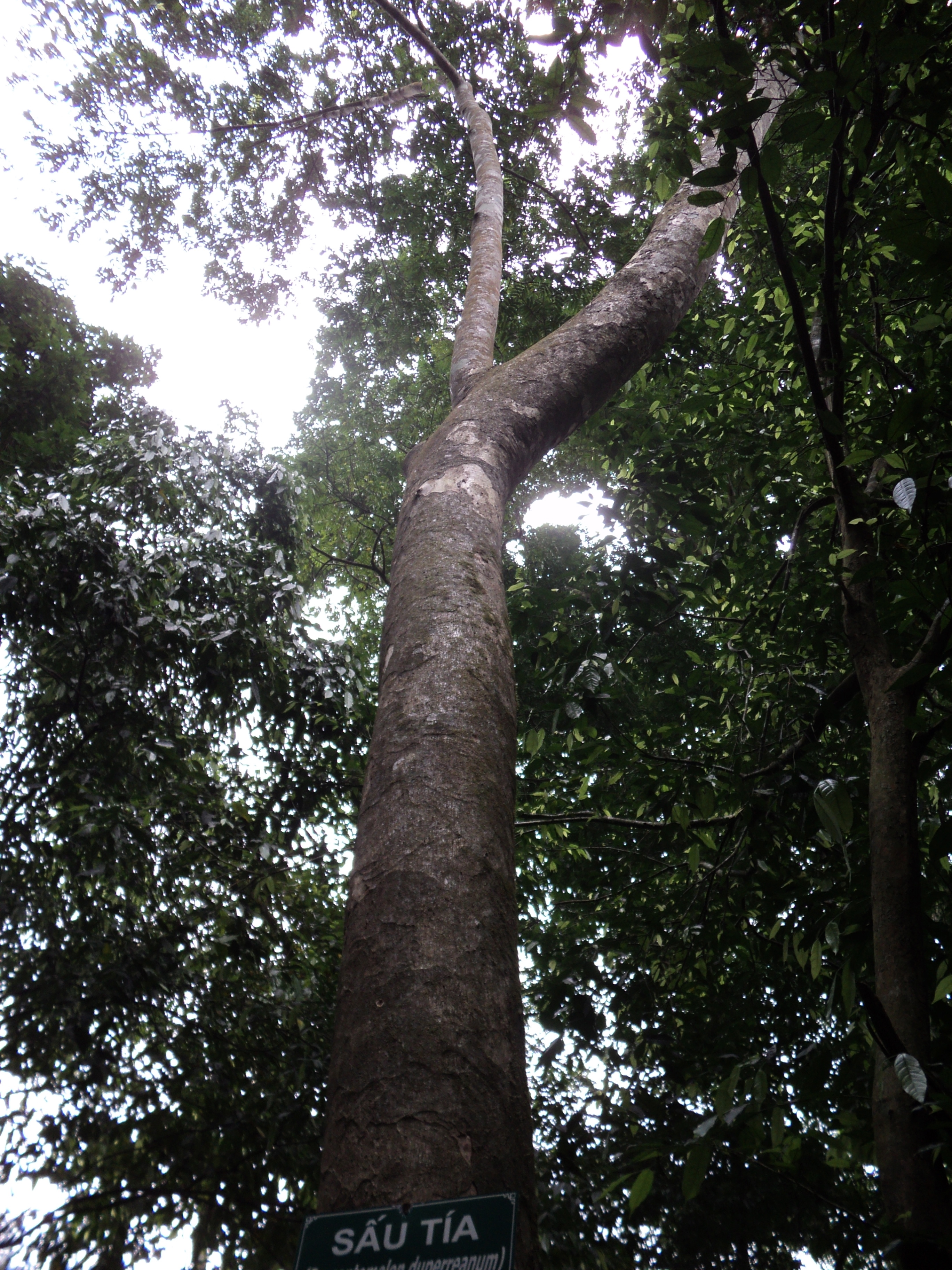
Dracontomelon duperreanumの幹
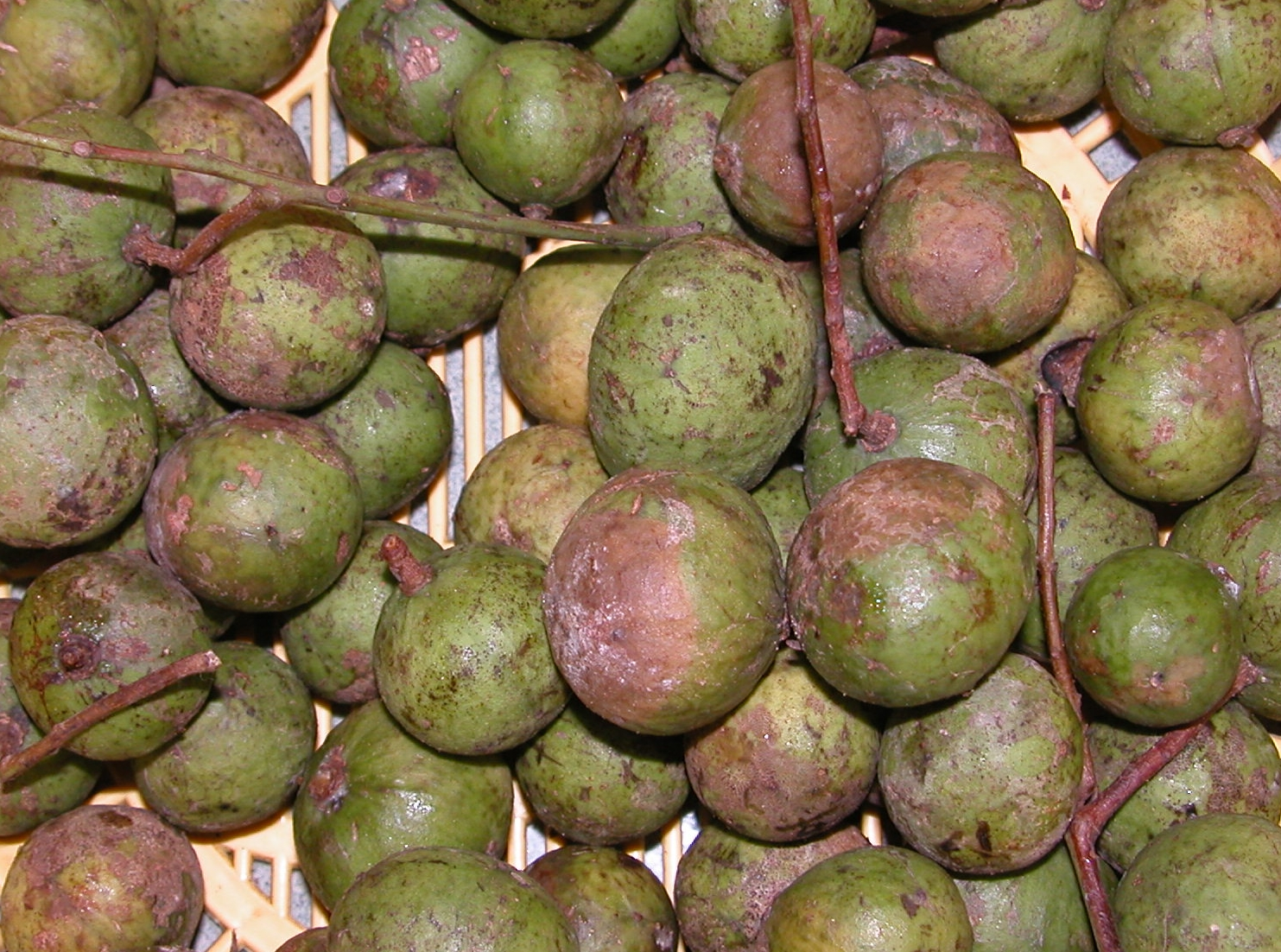
Dracontomelon duperreanumの果実
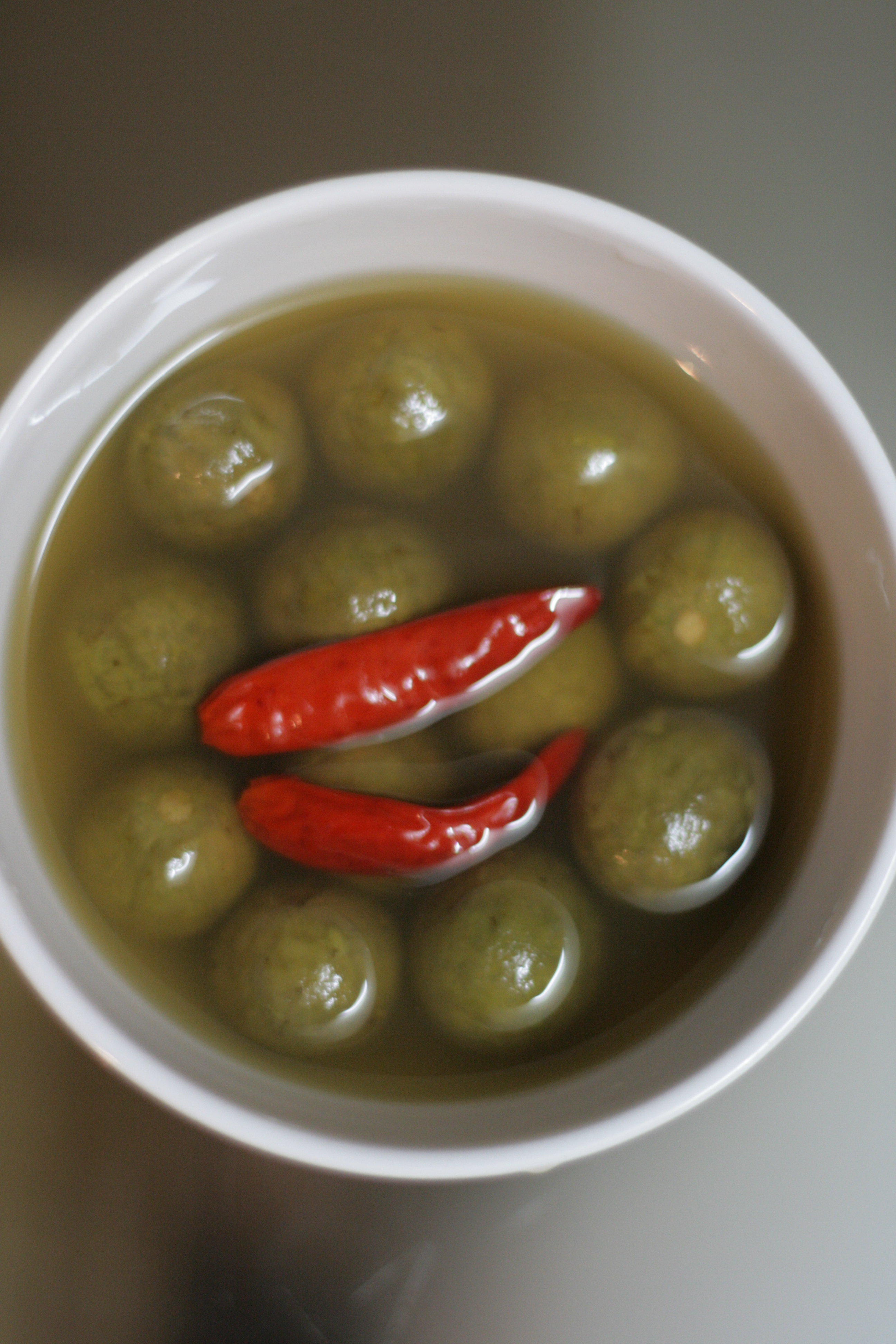
ベトナムでの漬物 Sấu ngâm mắm

- Drimycarpus

和名未定の属。インドからボルネオ島にかけての南アジア、東南アジア地域に4種が知られる。
- Euroschinus

和名未定の属。南太平洋のニューカレドニアからオーストラリアにかけて10種程度が知られる。

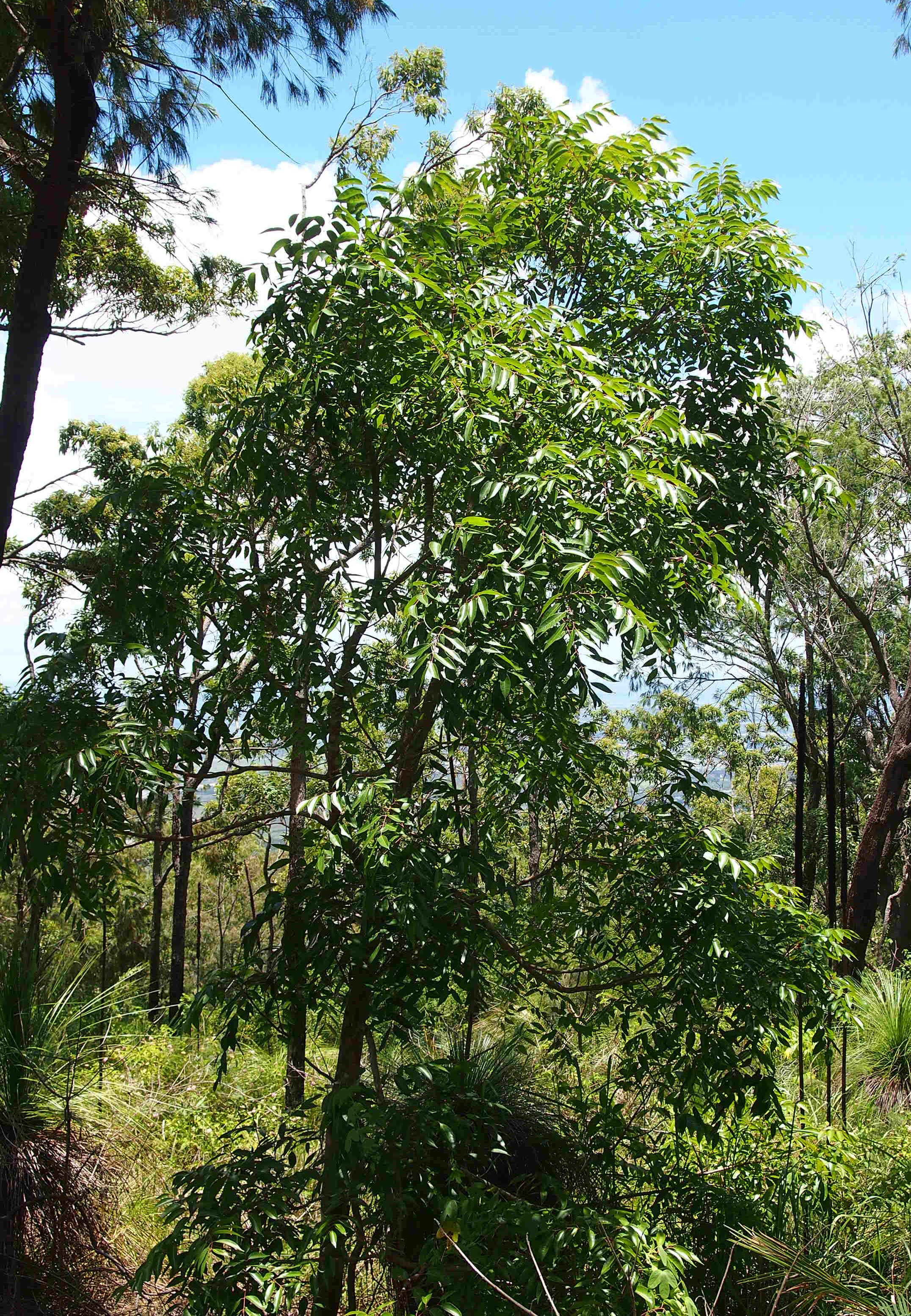
Euroschinus falcatusの樹形
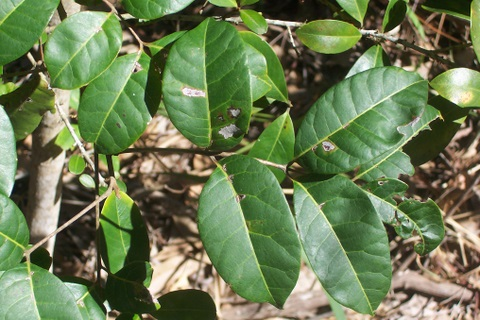
E. falcatusの葉
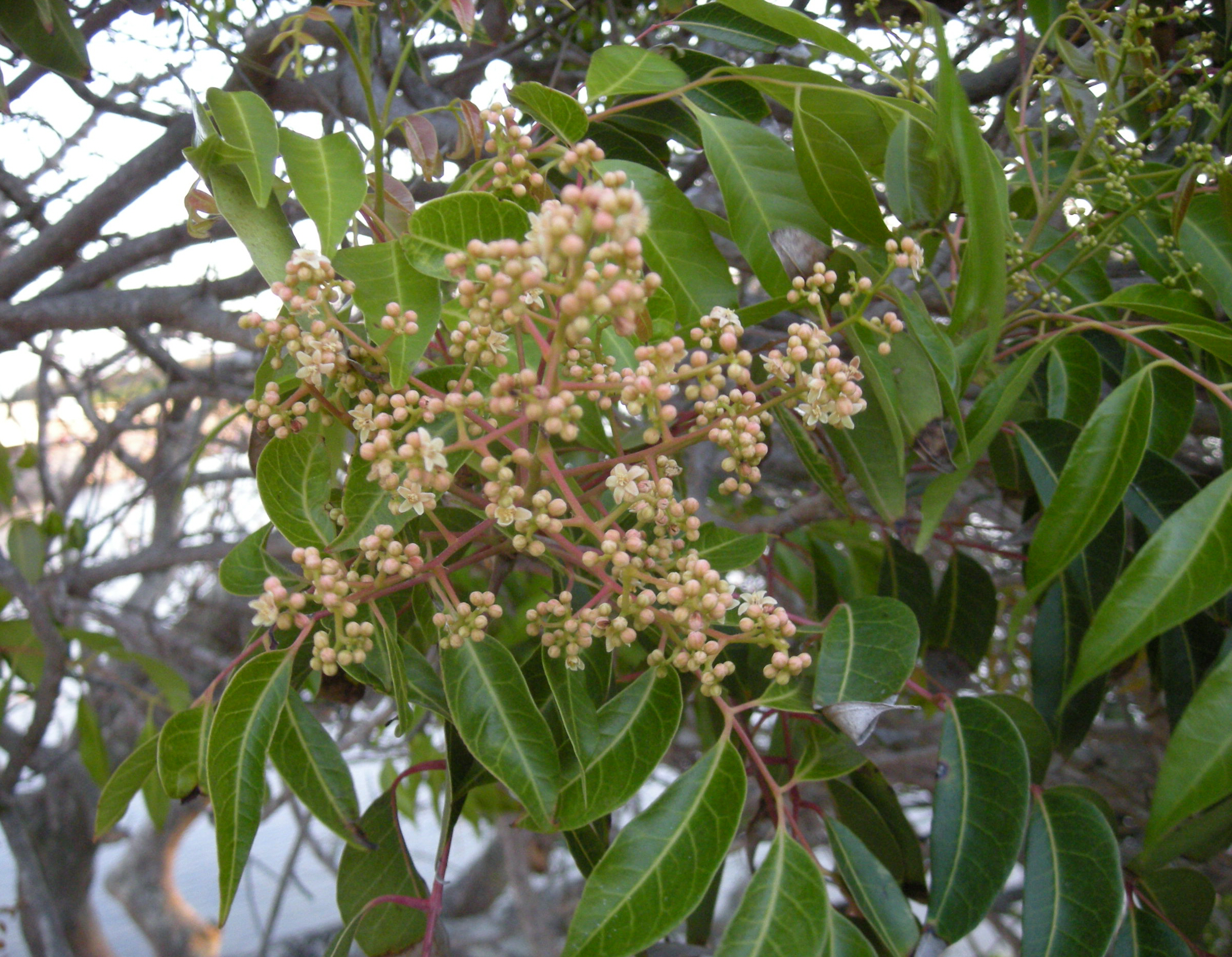
E. falcatusの花
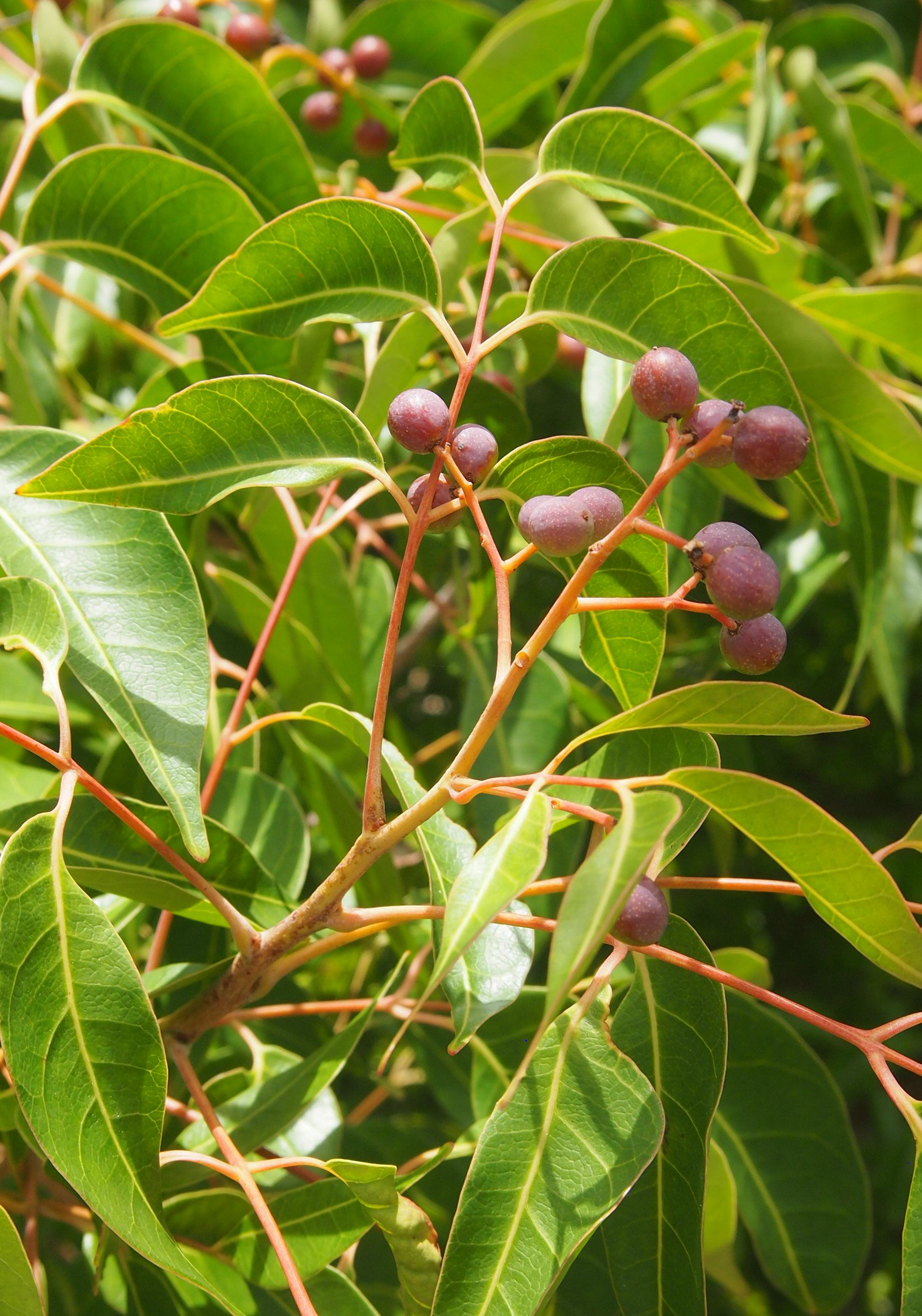
E. falcatusの果実

- Faguetia

和名未定の属。マダガスカル島に分布するFaguetia falcata（和名未定）一種だけが知られる単型の属である。
- Fegimanra

和名未定の属。アフリカに3種が知られる。
- レンガス属[21] Gluta L.（シノニム: Melanorrhoea Wall.）

インド洋を囲むようにマダガスカルや海南島から熱帯アジアにかけて35種が分布する。ミャンマーなどに分布するビルマウルシは伝統的な漆器の製作に用いられる。
- - レンガスパヤ（サラワク名およびブルネイ名: rengas paya）[8] Gluta beccarii (Engl.) Ding Hou（シノニム: Melanorrhoea beccarii Engl.）
  - ムラサキワカバノキ[11] Gluta elegans (Wall.) Kurz
  - カンボジアウルシ[8] Gluta laccifera (Pierre) Ding Hou（シノニム: Melanorrhoea laccifera Pierre）
  - レンガスウルシ[14] Gluta renghas L. - 単にレンガスとも呼ぶ[8]。
  - グルタチャイ（ビルマ名: gluta chay）[8] Gluta tavoyana Hook.f.
  - チルネルベリレッドウッド（英: Tirunelveli red wood）[8] Gluta travancorica Bedd.
  - ビルマウルシ[8] Gluta usitata (Wall.) Ding Hou（シノニム: Melanorrhoea usitata Wall.）- ビルマ語: သစ်စေး ティッセー、スィッスィー
  - ツクバネウルシ[11] Gluta wallichii (Hook.f.) Ding Hou（シノニム: Melanorrhoea wallichii Hook.f.）

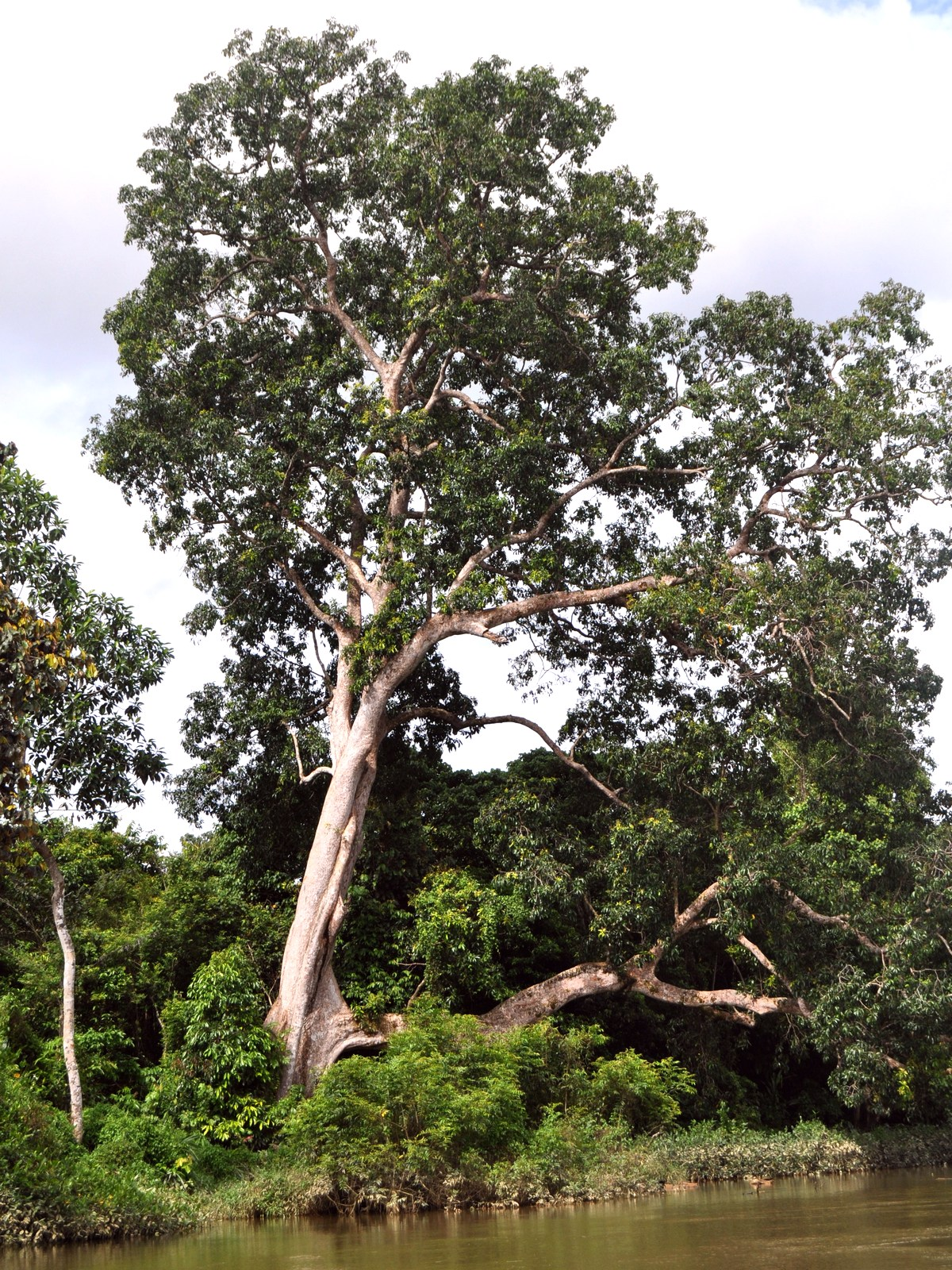
レンガスウルシ（Gluta renghas）の樹形
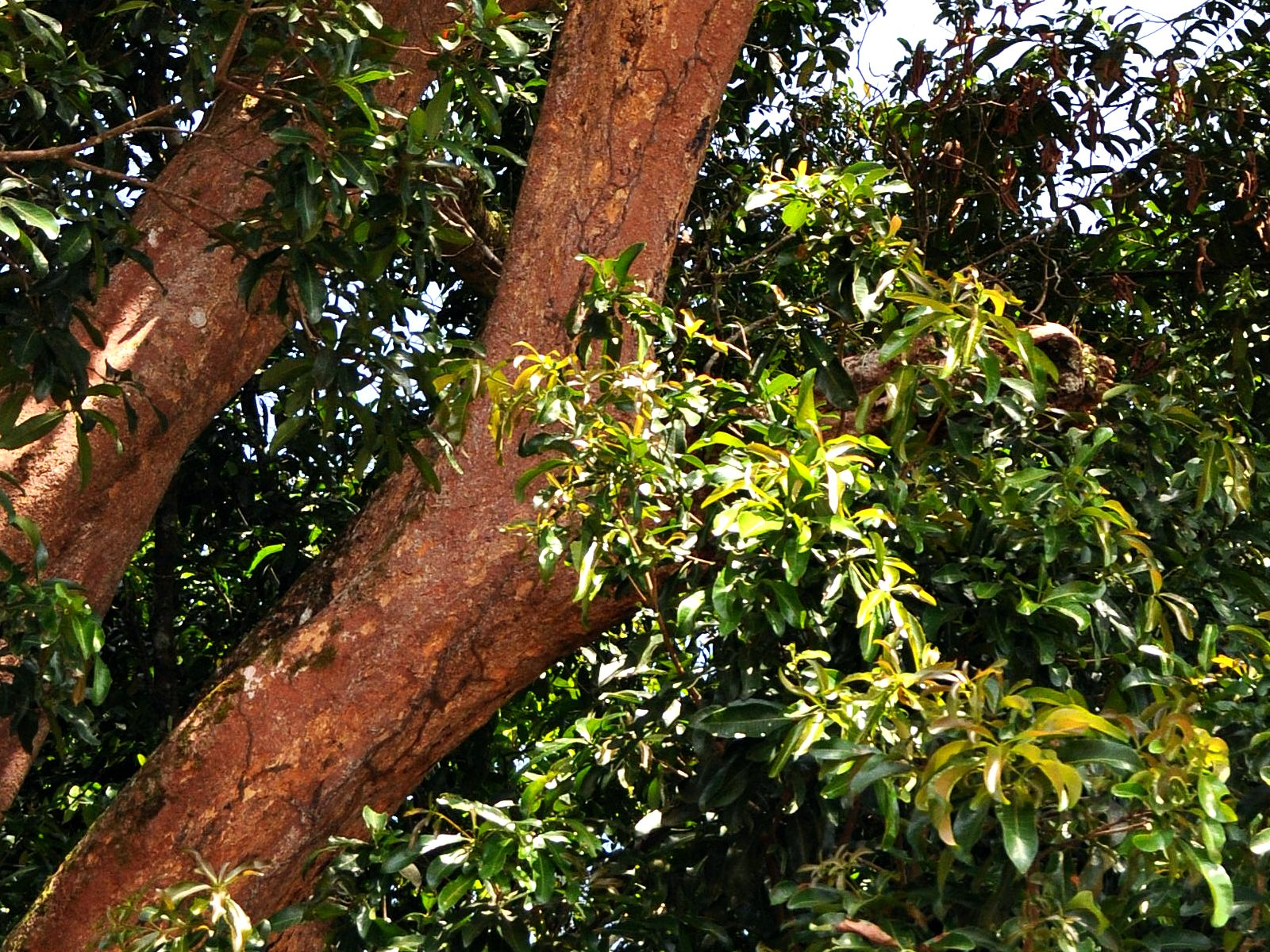
レンガスウルシの樹皮
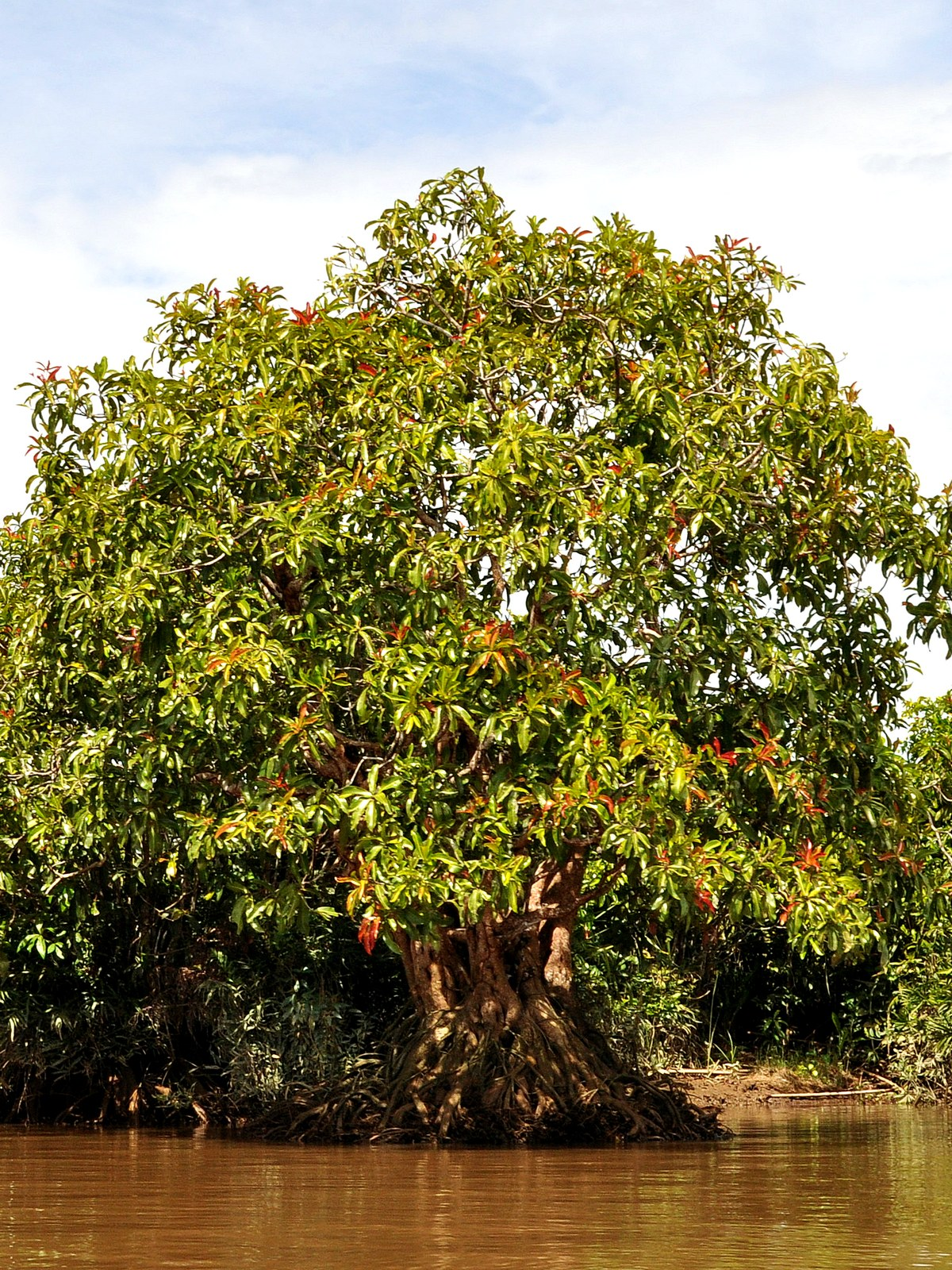
Gluta velutina Blume の樹形
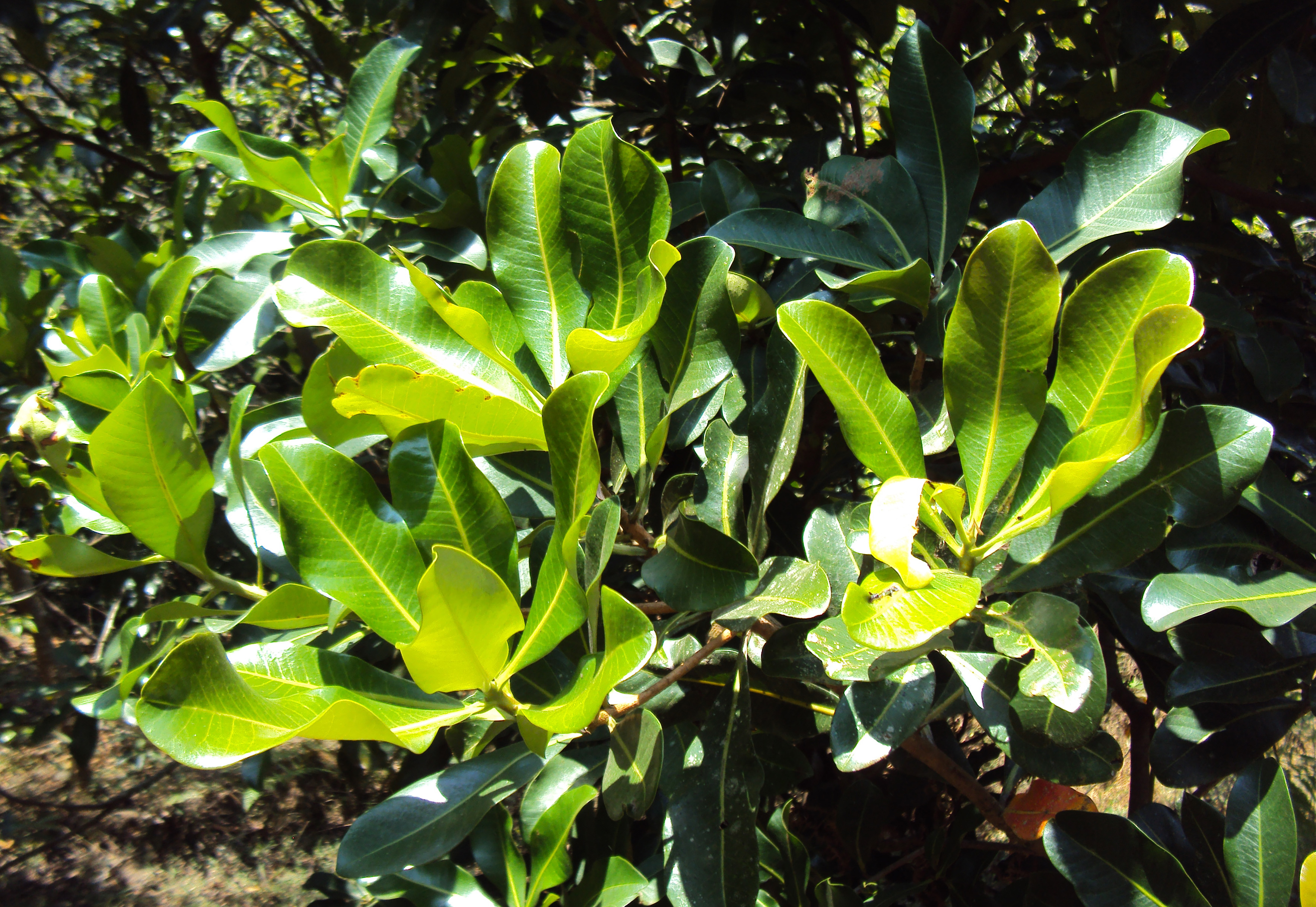
チルネルベリレッドウッド（Gluta travancorica）の葉

- Haematostaphis

- Haplorhus

和名未定の属。南米に分布するHaplorhus peruviana（和名未定）一種だけが知られる単型の属である。
- Harpephyllum

和名未定の属。アフリカ大陸南部に分布するHarpephyllum caffrum一種だけが知られる単型の属である。果実は食用とされるという。

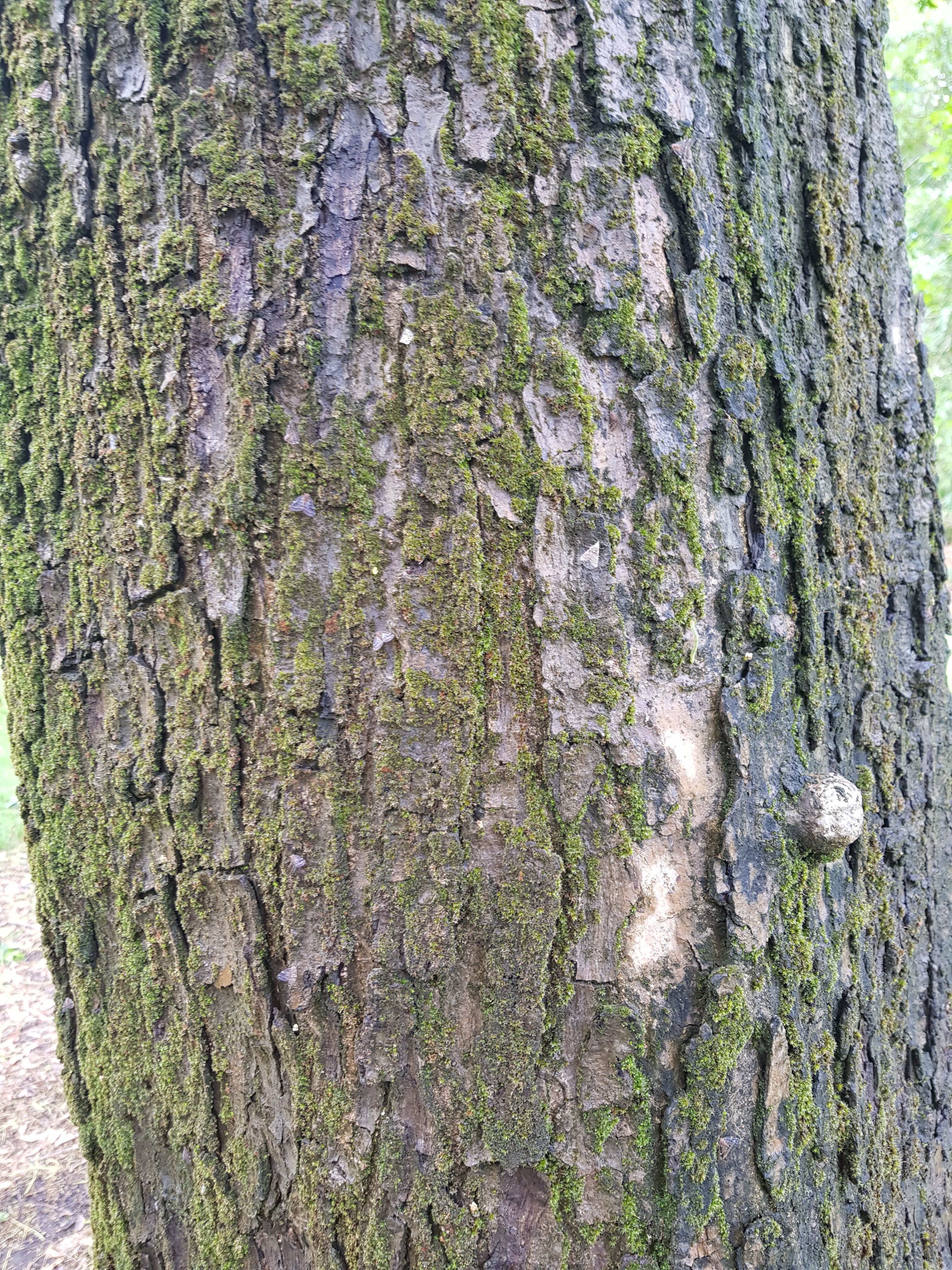
HarpephyllumCaffrumの樹皮
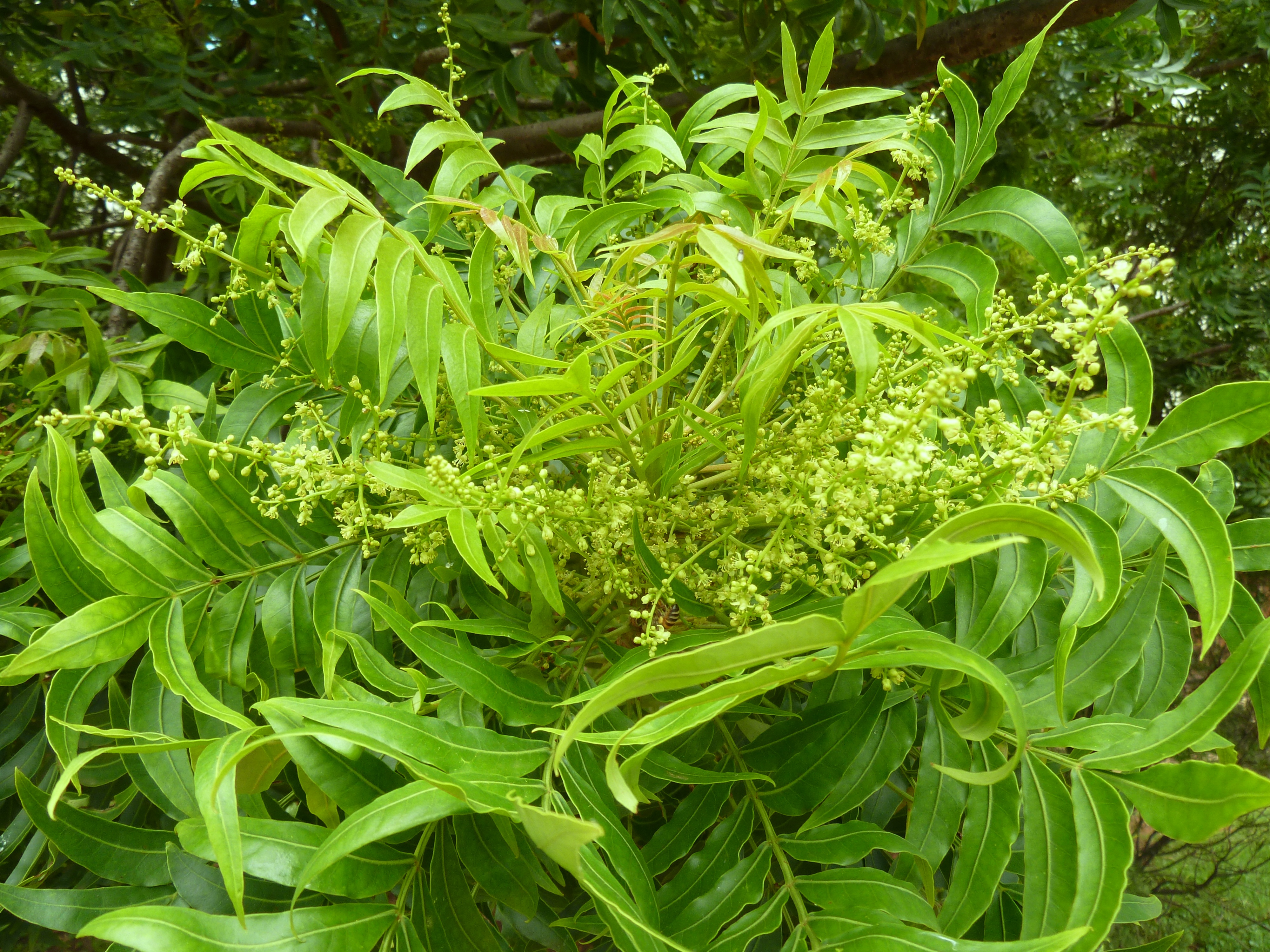
Harpephyllum caffrumの花
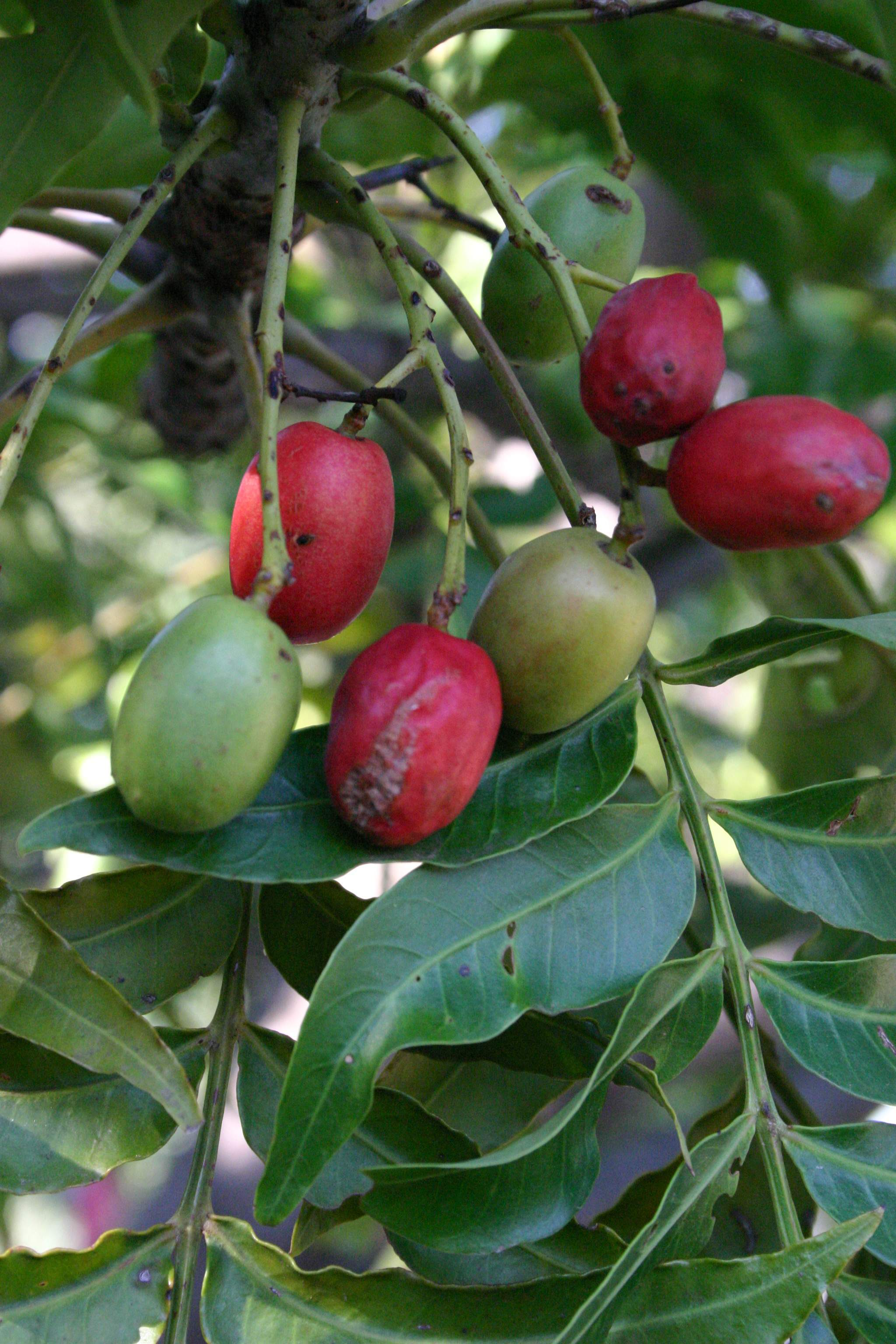
Harpephyllum caffrumの果実
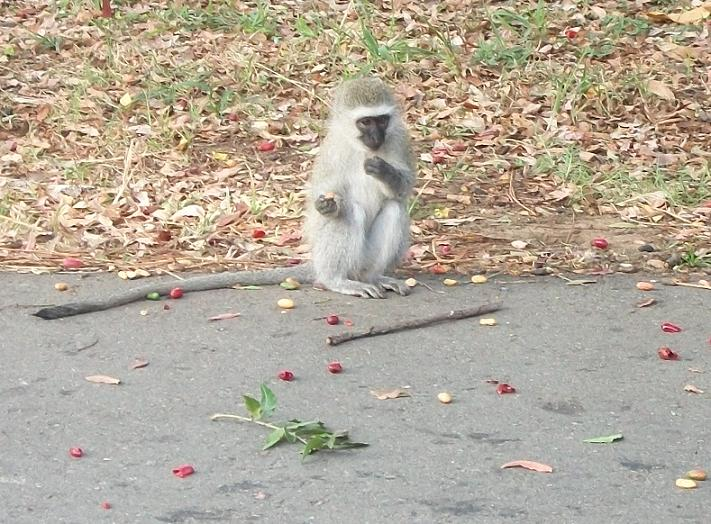
Harpephyllum caffrumの果実を食べるオナガザル科のサル

- Heeria

- Holigarna

和名未定の属。インドから中国南部にかけて7種～10種程度が知られる。

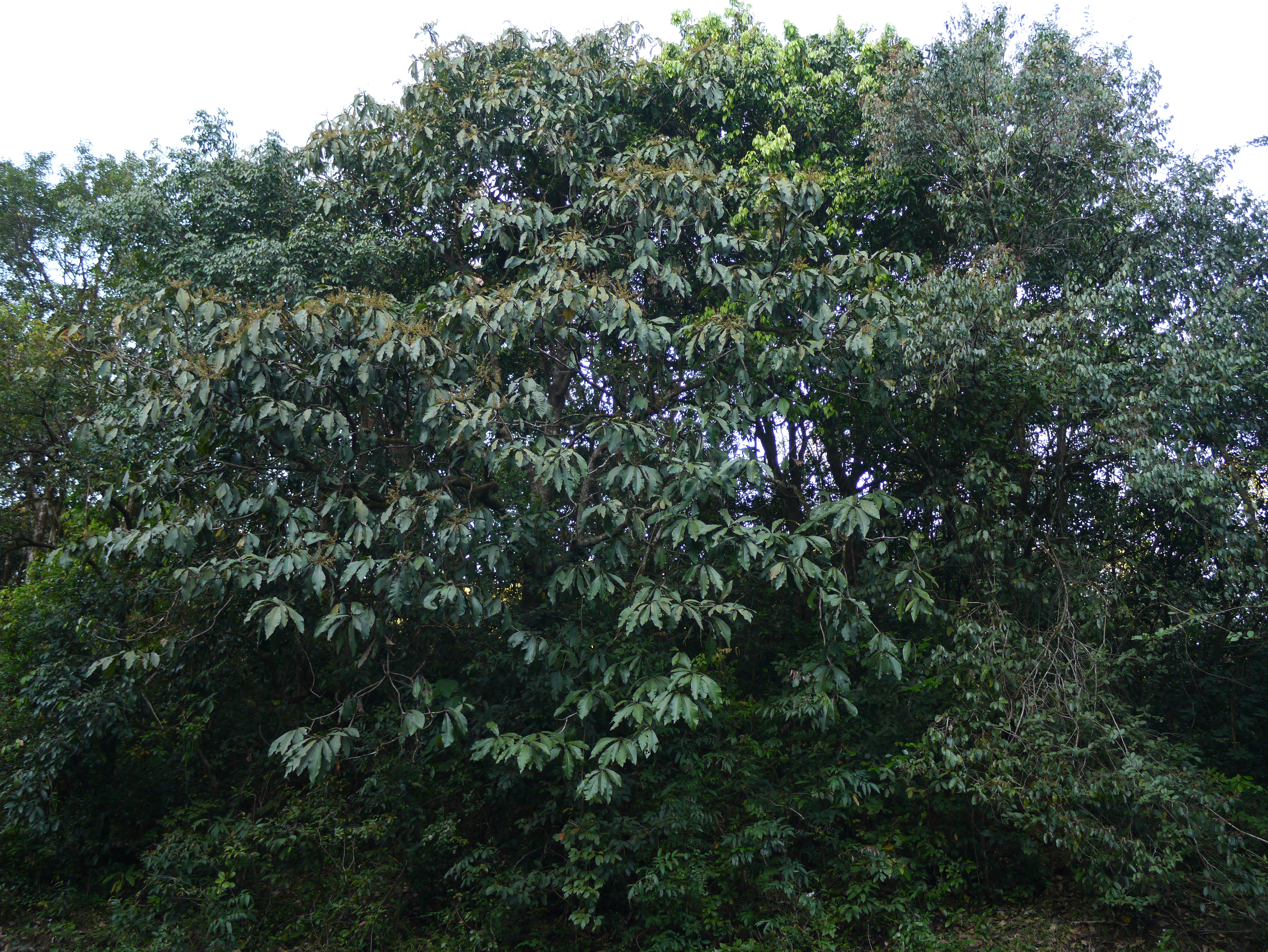
Holigarna arnottianaの樹形
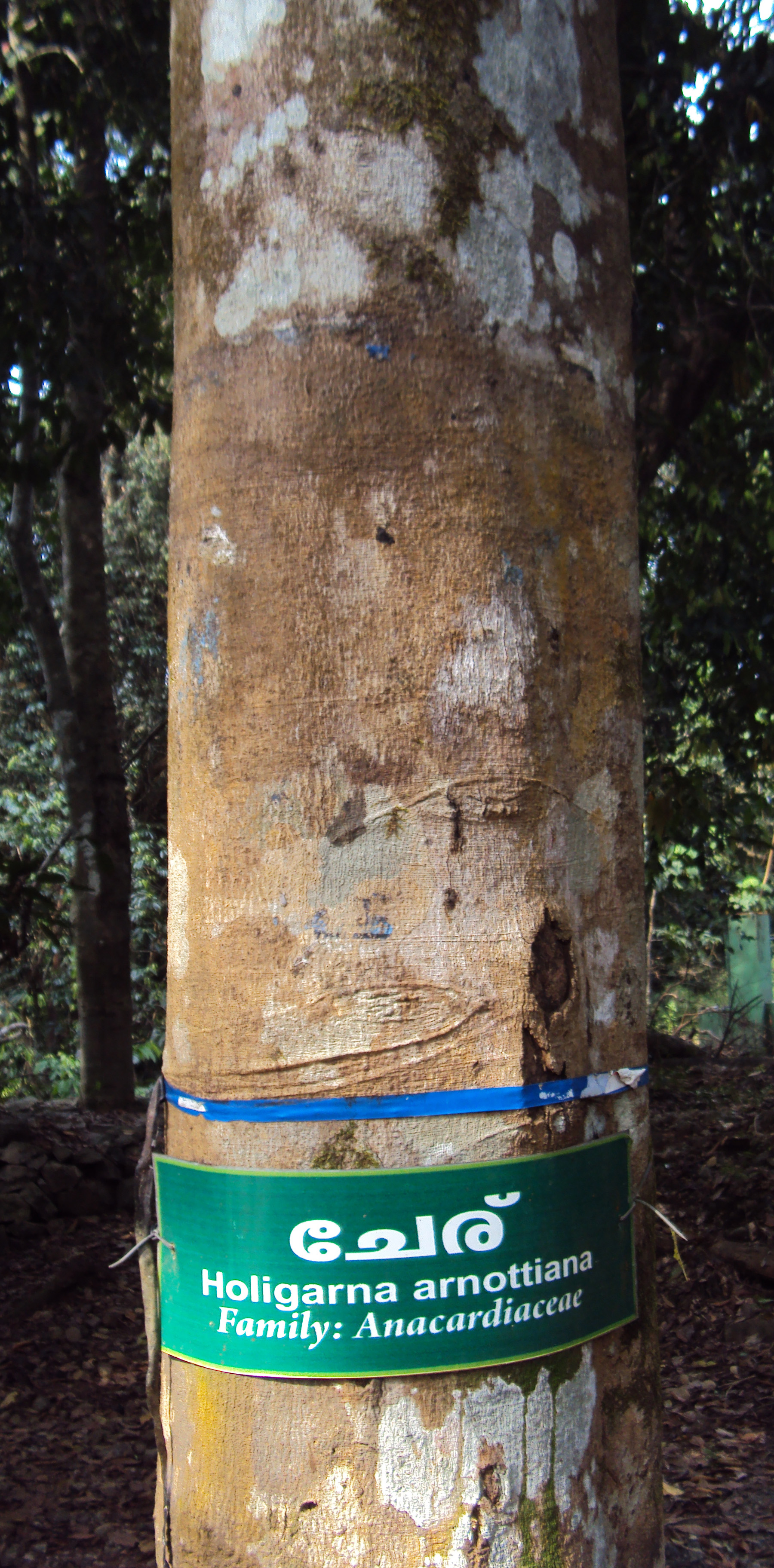
Holigarna arnottianaの樹皮
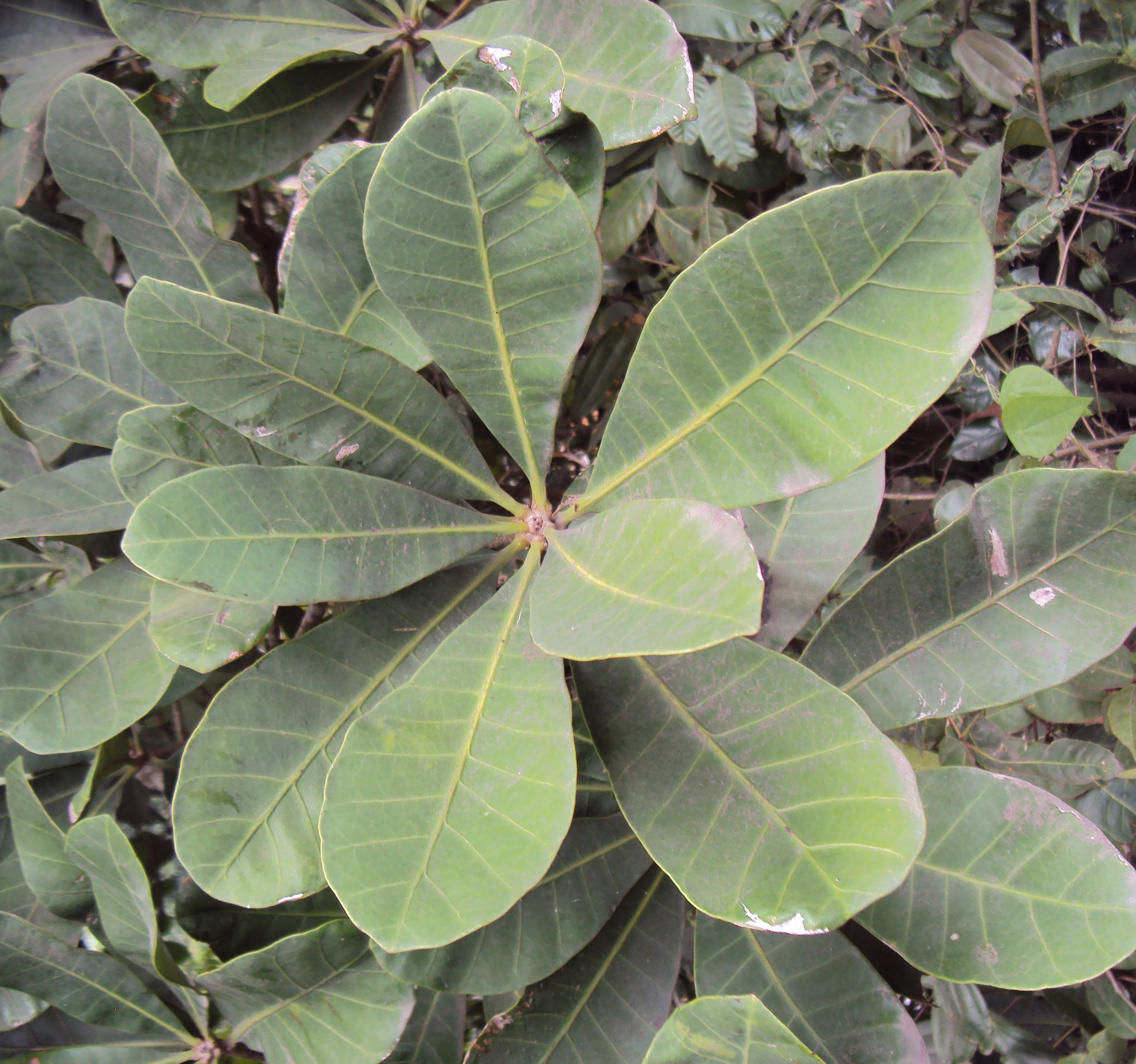
H. nigraの葉
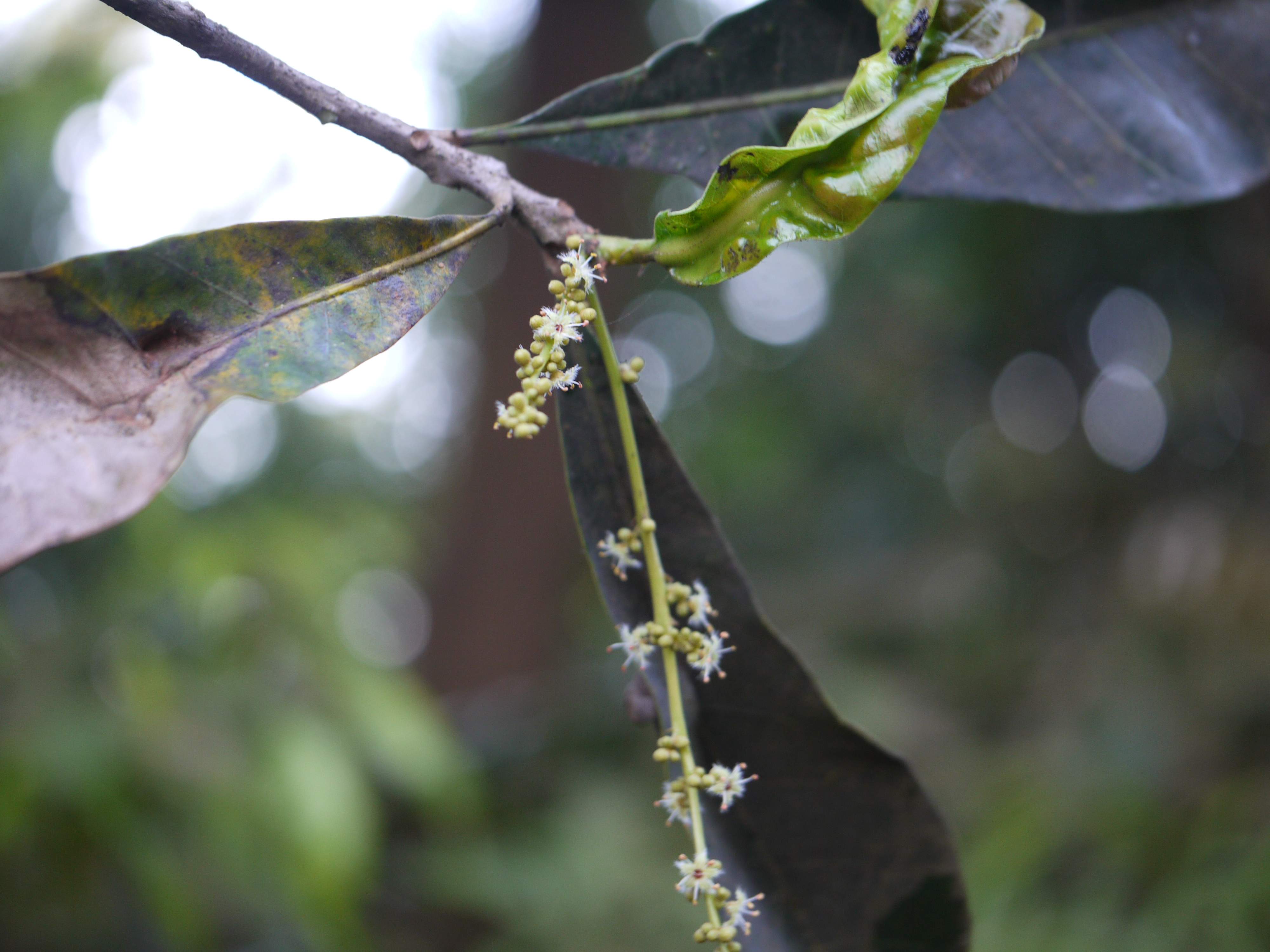
H. arnottianaの花
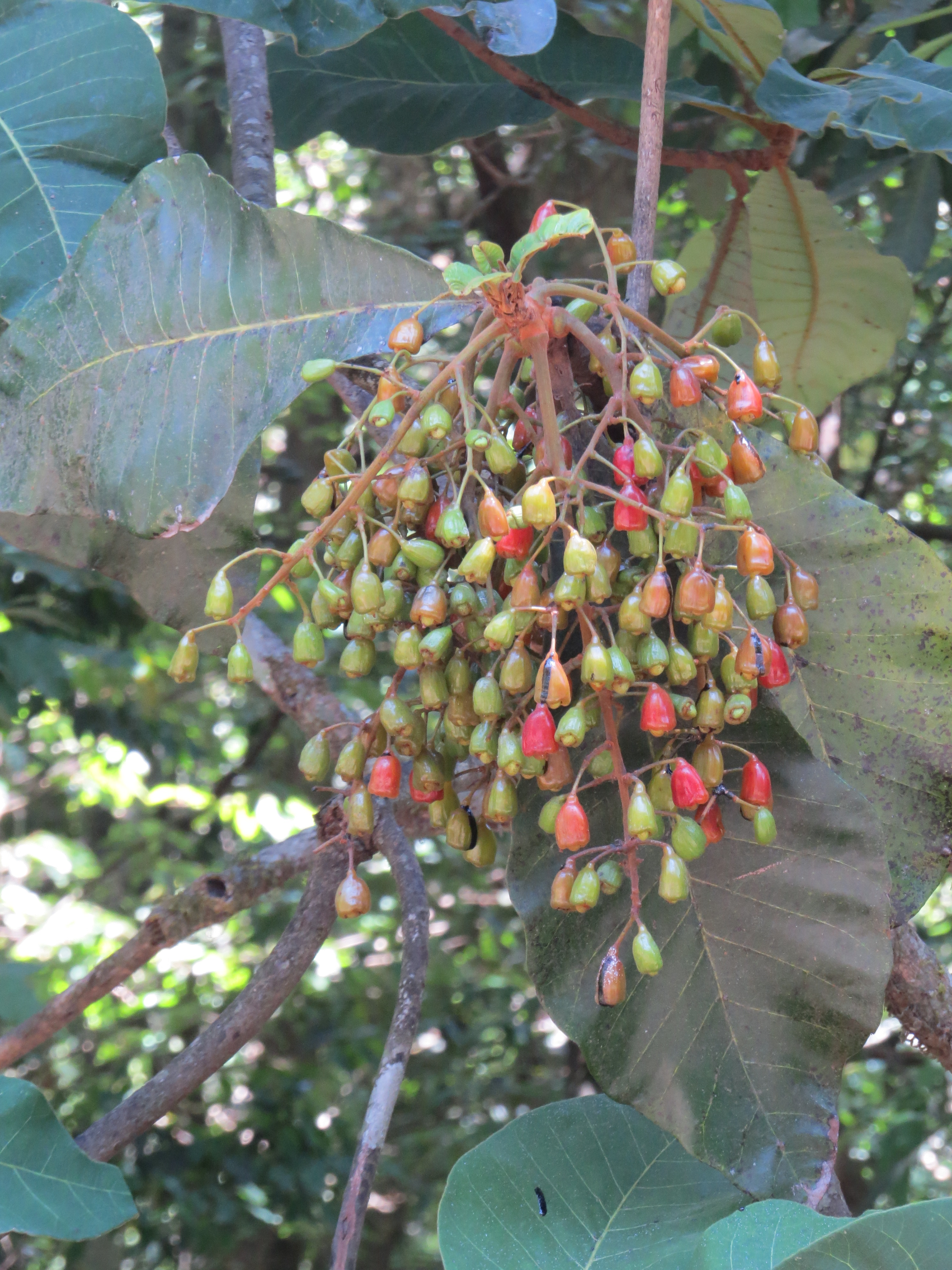
H. grahamiiの果実

- Koordersiodendron Engl. ex Koord.

現在はボルネオからニューギニア西部にかけて分布するラング1種のみの単型属。
- - ラング（ボルネオ北部: ranggu）[8] Koordersiodendron pinnatum (Blanco) Merr. - フィリピン名: amugis[8]
- Lannea A.Rich.

和名未定の属。インド洋を囲むようにアフリカからアラビア半島、インドなどに30種程度が知られる。熱帯アフリカに分布する Lannea welwitschii という種からは樹皮からロープを作ったり、伝統医薬の原料とするという。
- - ウダノキ Lannea coromandelica (Houtt.) Merr. - インド等アジア地域に分布。
  - エコア（カメルーン名: ekoa）[8] Lannea welwitschii (Hiern) Engl. - 熱帯アフリカ西部からエチオピア南西部およびアンゴラに分布[9]。

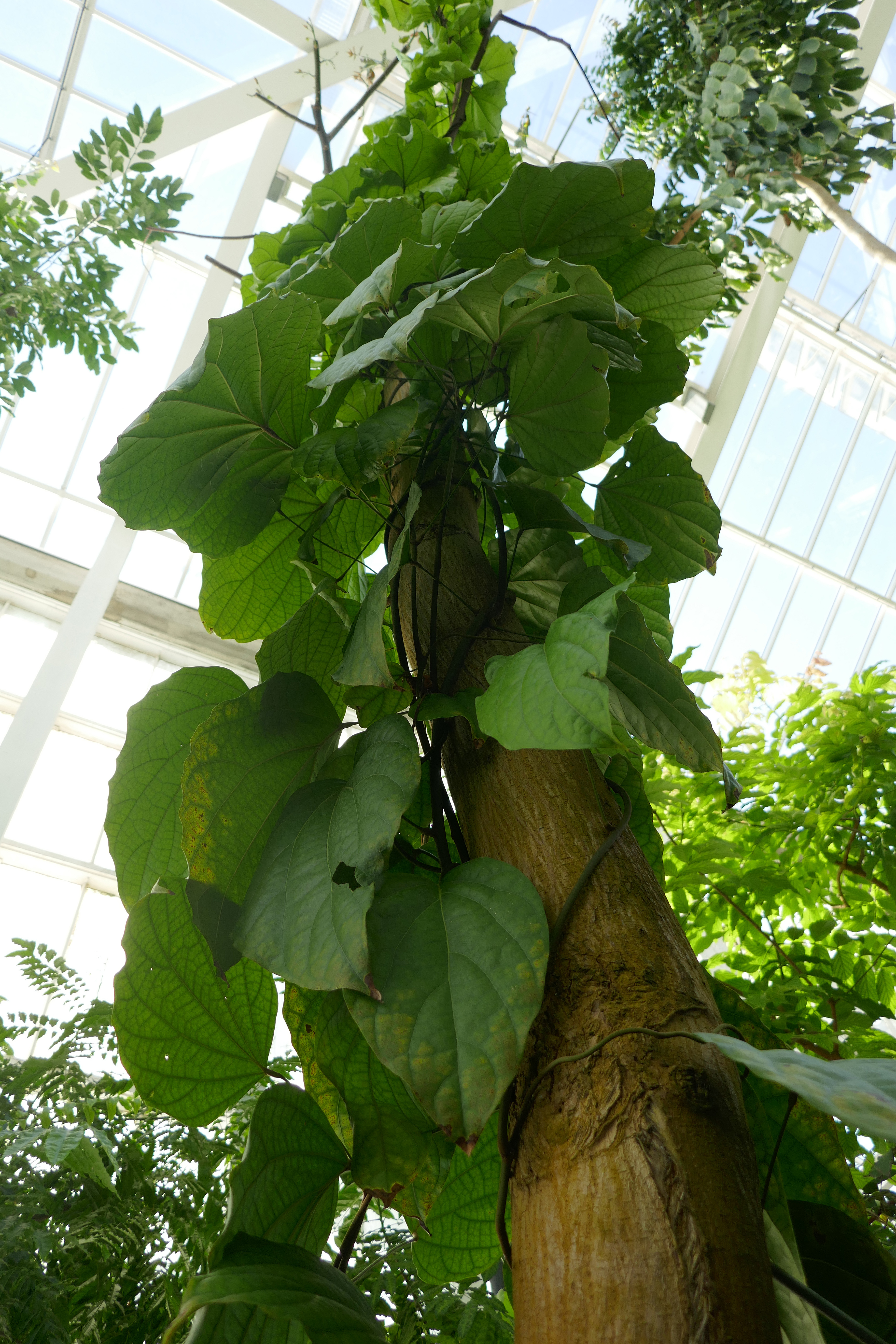
エコア（Lannea welwitschii）の幹
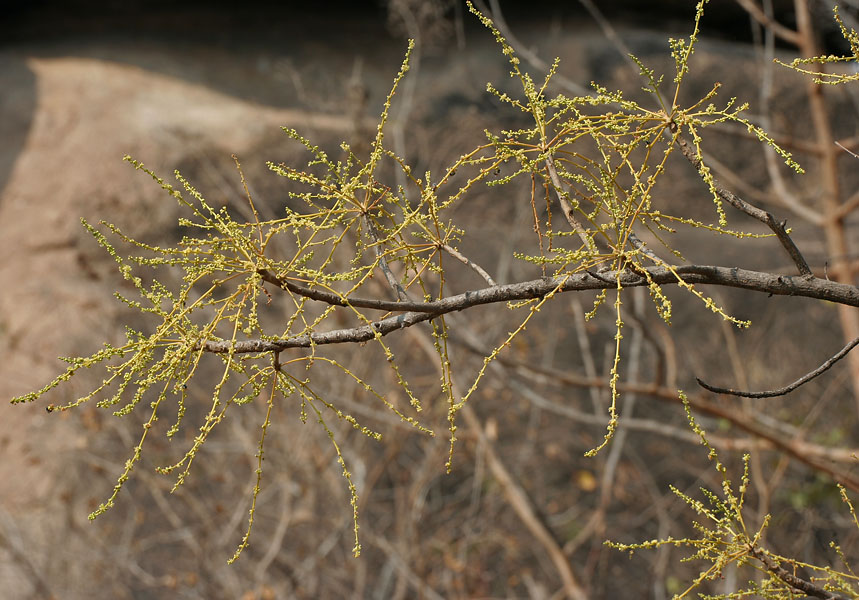
枝先に花を付けるウダノキ（Lannea coromandelica）
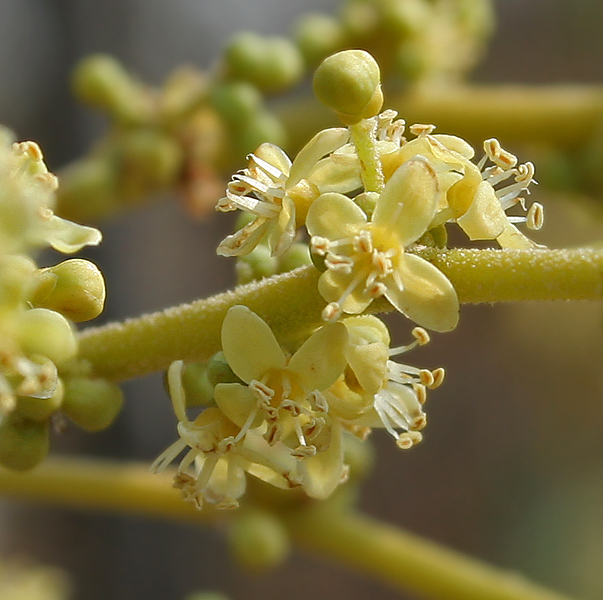
ウダノキの花の拡大写真
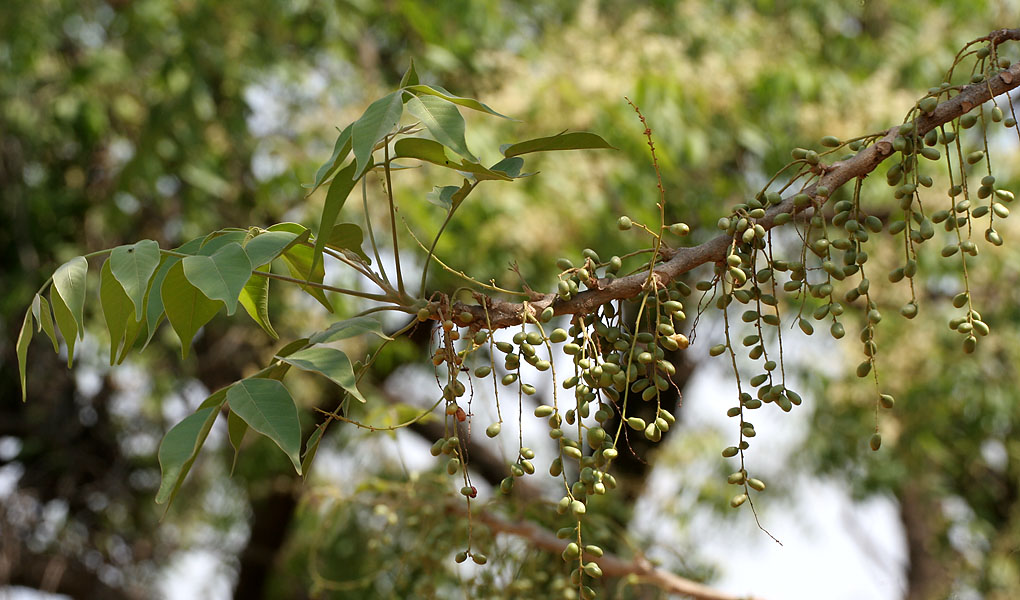
ウダノキの果実

- Laurophyllus

和名未定の属。南アフリカに分布するLaurophyllus capensis（和名未定）一種だけが知られる単型の属である。
- Lithraea

和名未定の属。南米に3種が知られる。

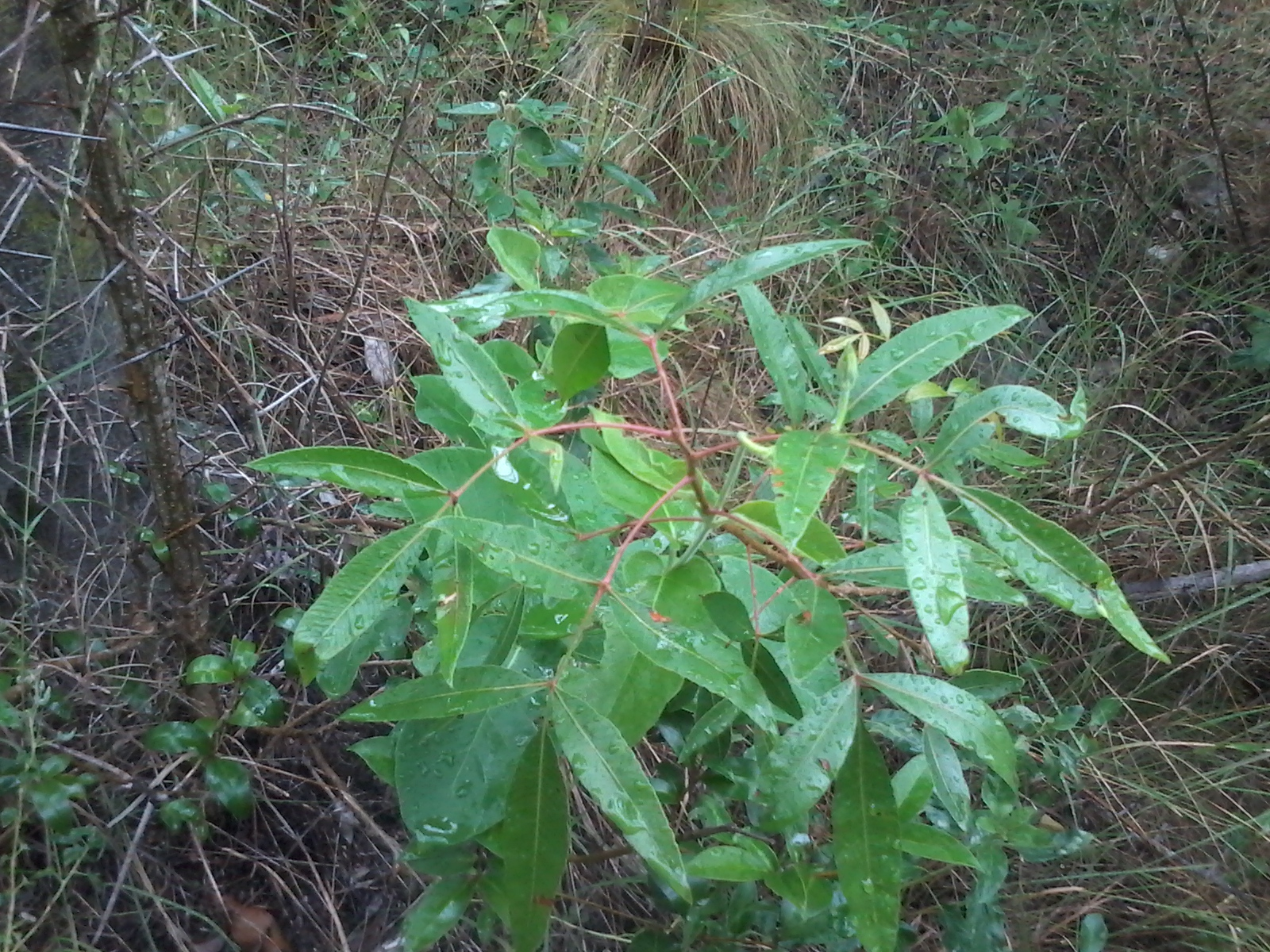
Lithraea melloidesの葉
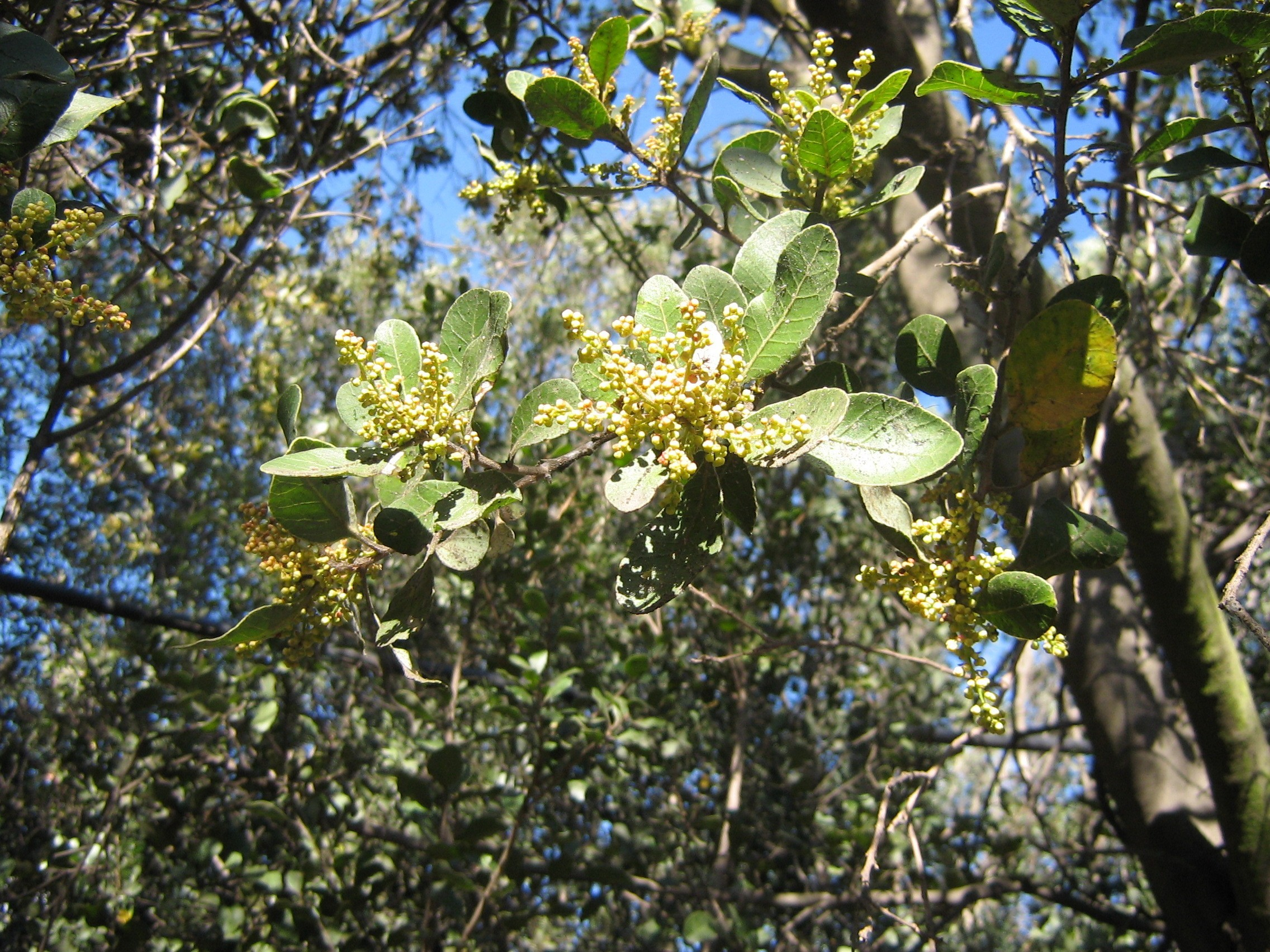
Lithrea causticaの花
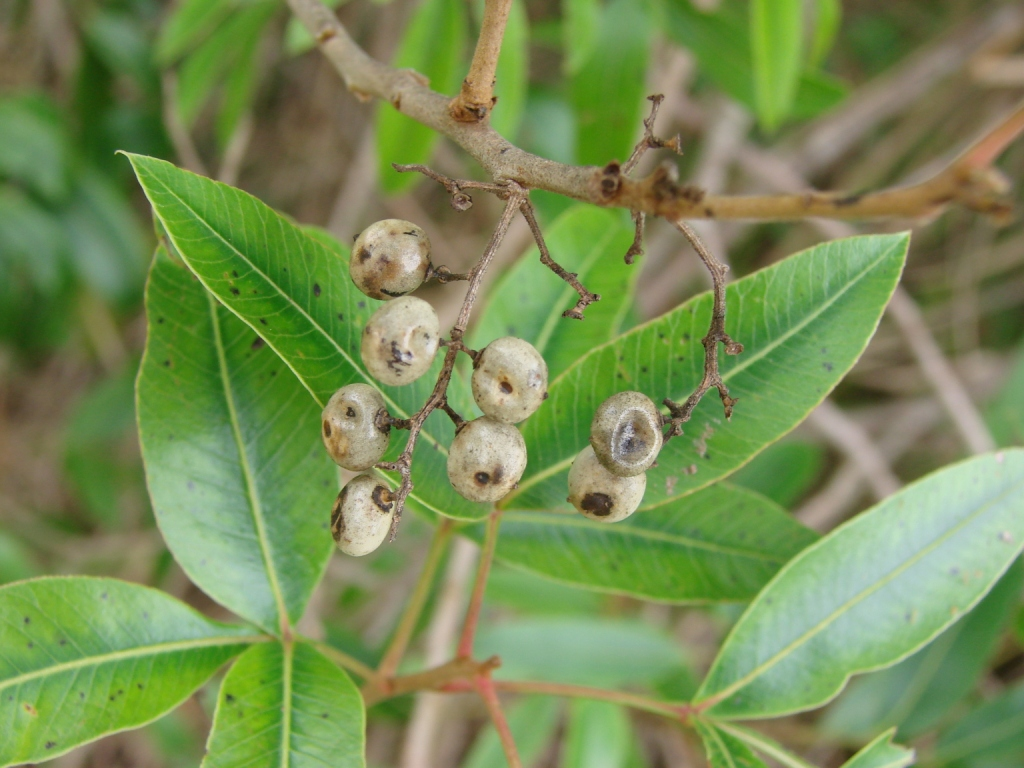
L. melloidesの果実

- Loxopterygium Hook.f.（シノニム: Apterokarpos Rizzini)

和名未定の属。南米に4種が知られる。
- - Loxopterygium gardneri Engl. - ブラジル北東部のみに分布[9]。
  - Loxopterygium grisebachii Hieron. & H.Lorentz ex Griseb. - ボリビアからアルゼンチン北西部にかけて分布[9]。
  - Loxopterygium huasango Spruce ex Engl. - エクアドルとペルーに分布[9]。
  - フブバリ（ガイアナ名: hububalli）[8] Loxopterygium sagotii Hook.f. - 南アメリカ北部に分布[9]。スリナムのオランダ語では slangenhout〈蛇の木〉と呼ぶ[8]。
- Loxostylis

- Malosma

和名未定の属。カリフォルニア州からメキシコにかけて分布するMalosma laurina（和名未定）一種だけが知られる単型の属である。

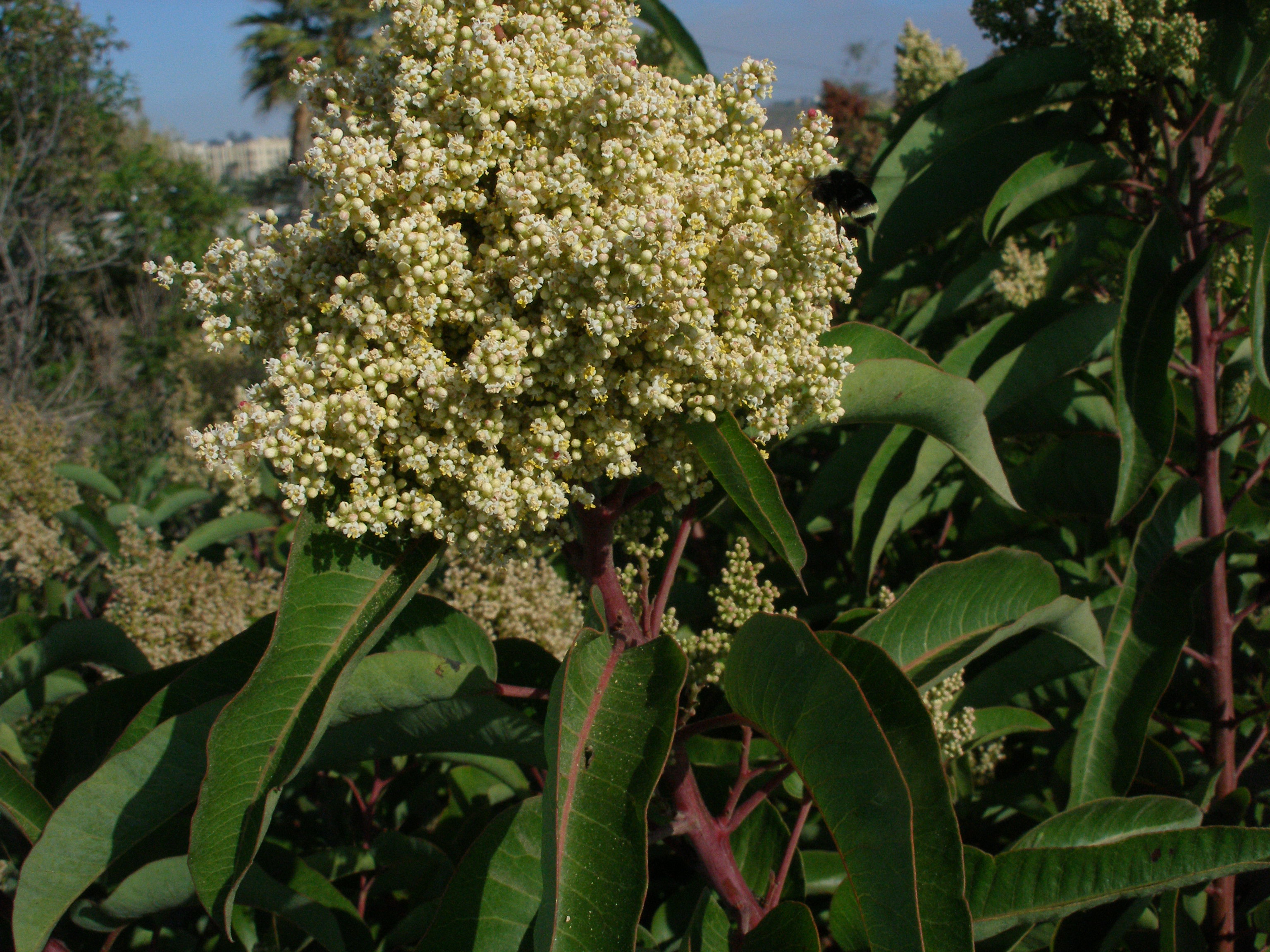
Malmosa laurinaの花
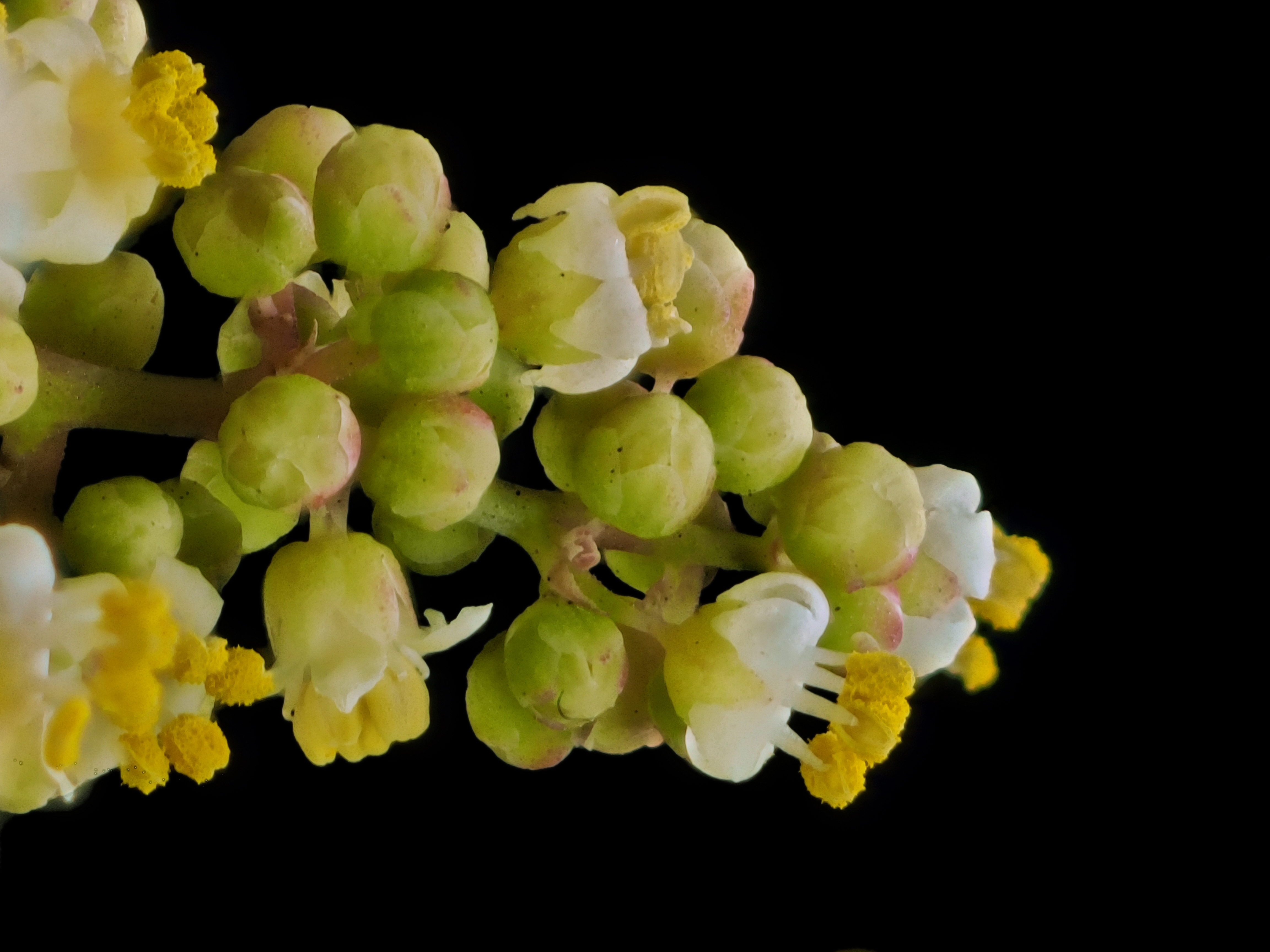
M. laurinaの花の拡大画像
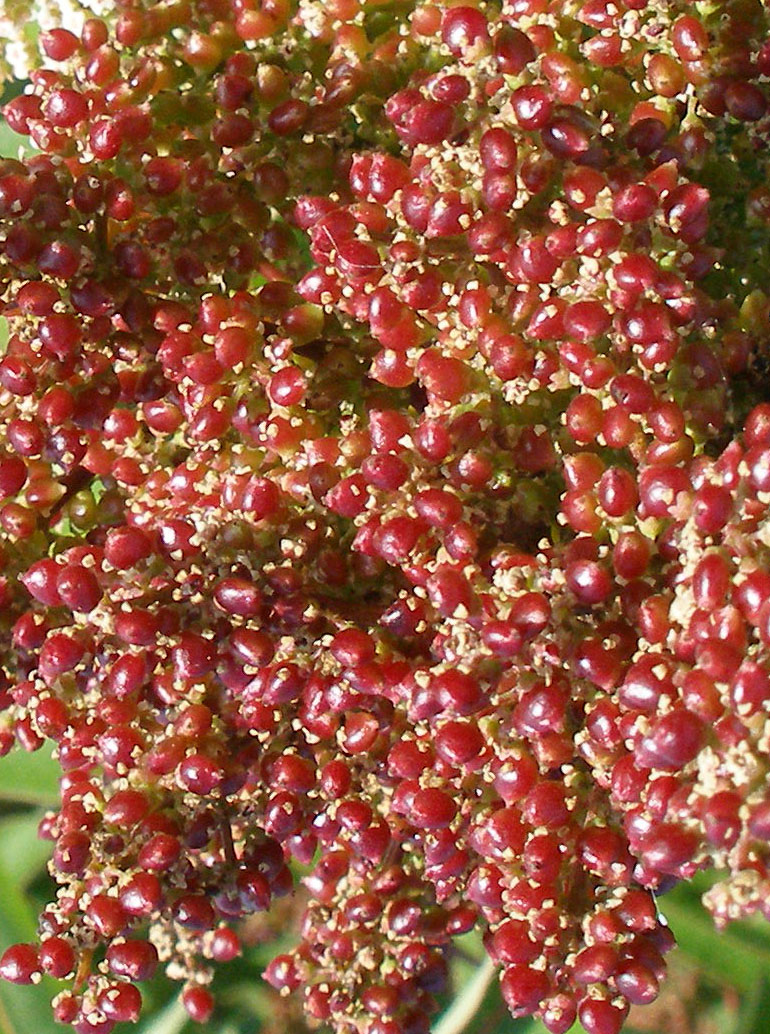
Malmosa laurinaの果実

- マンゴー属 Mangifera

マンゴー（Mangifera indica）をはじめ70種程度が知られる。

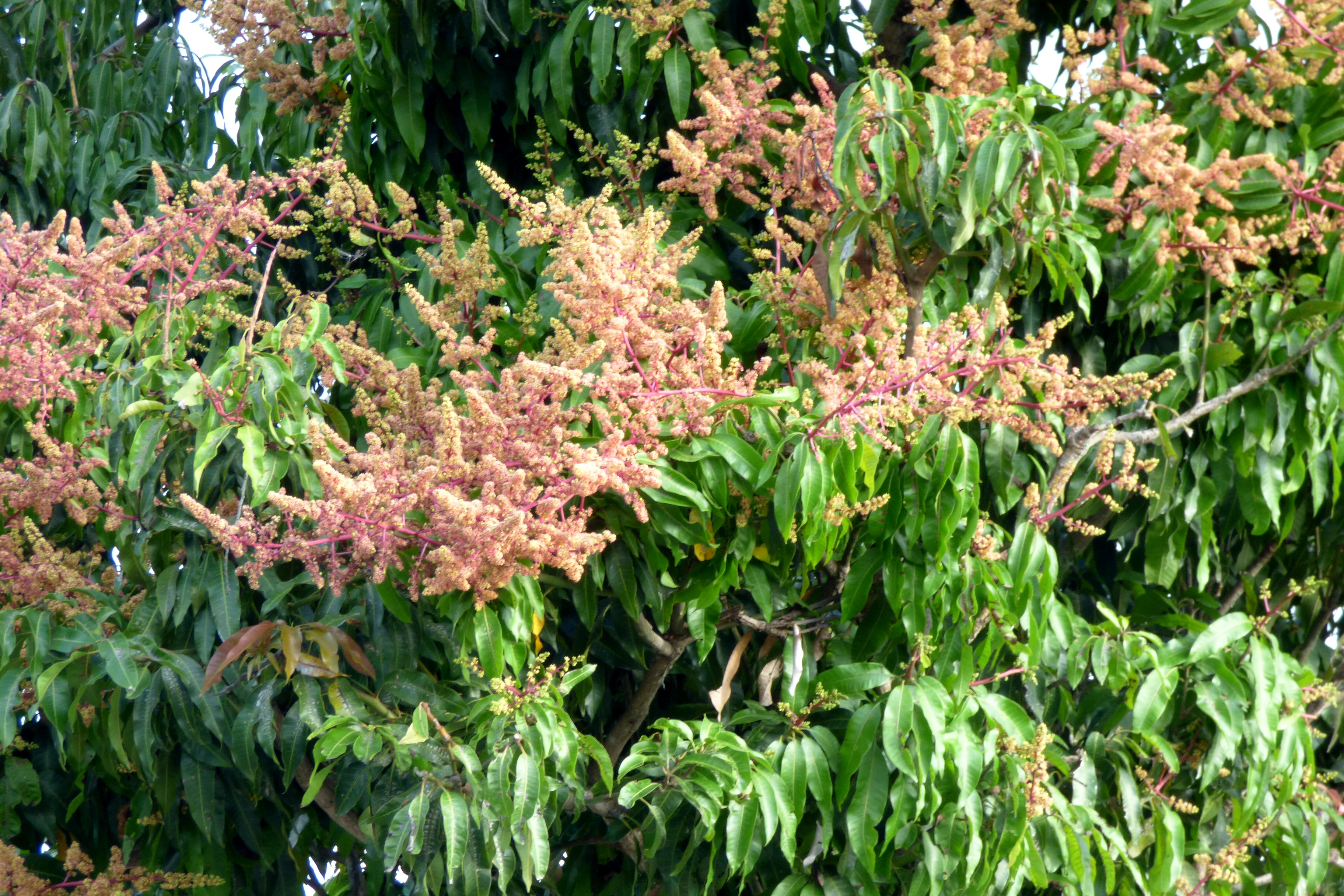
マンゴーの花
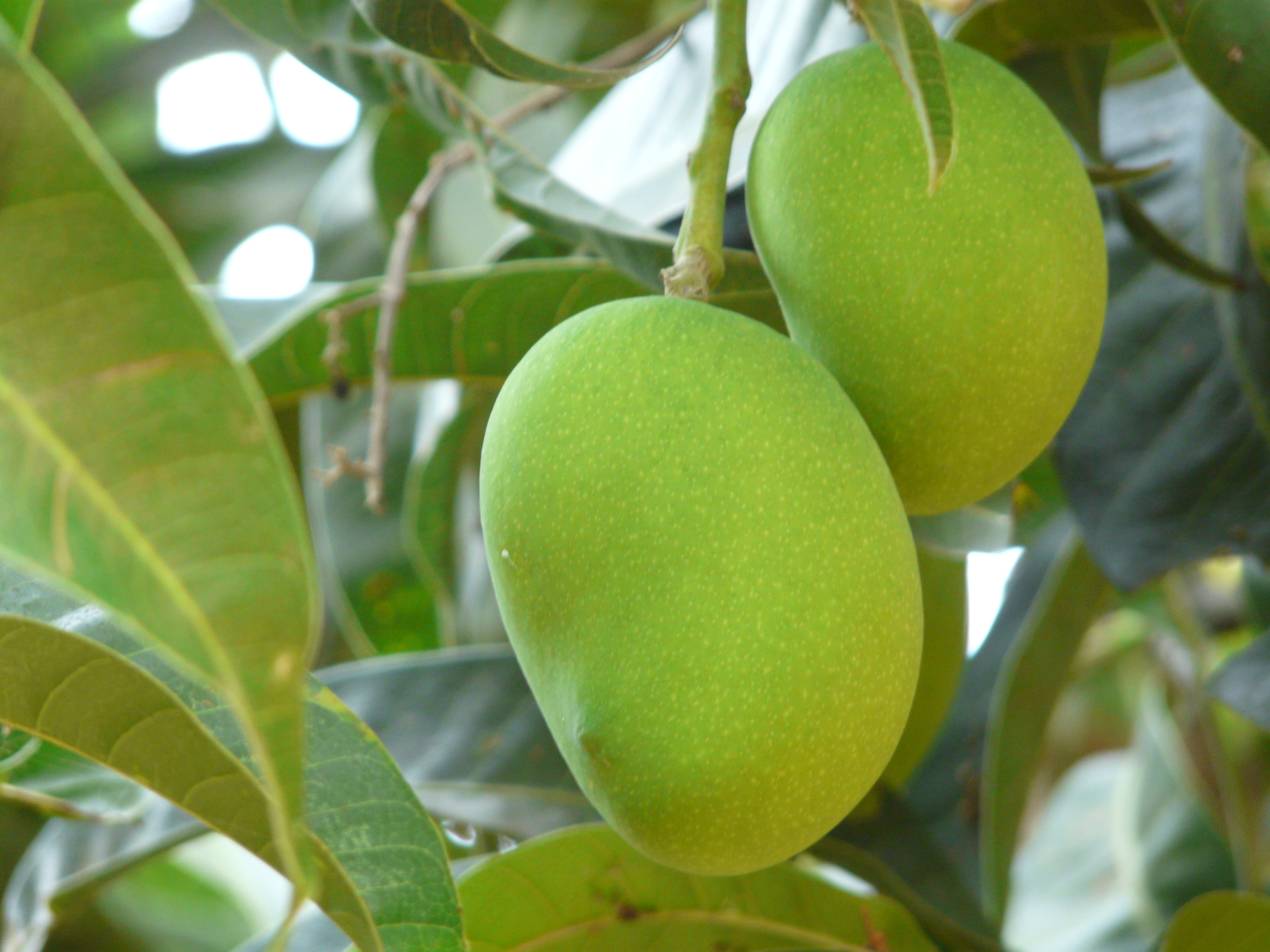
マンゴーの若い果実
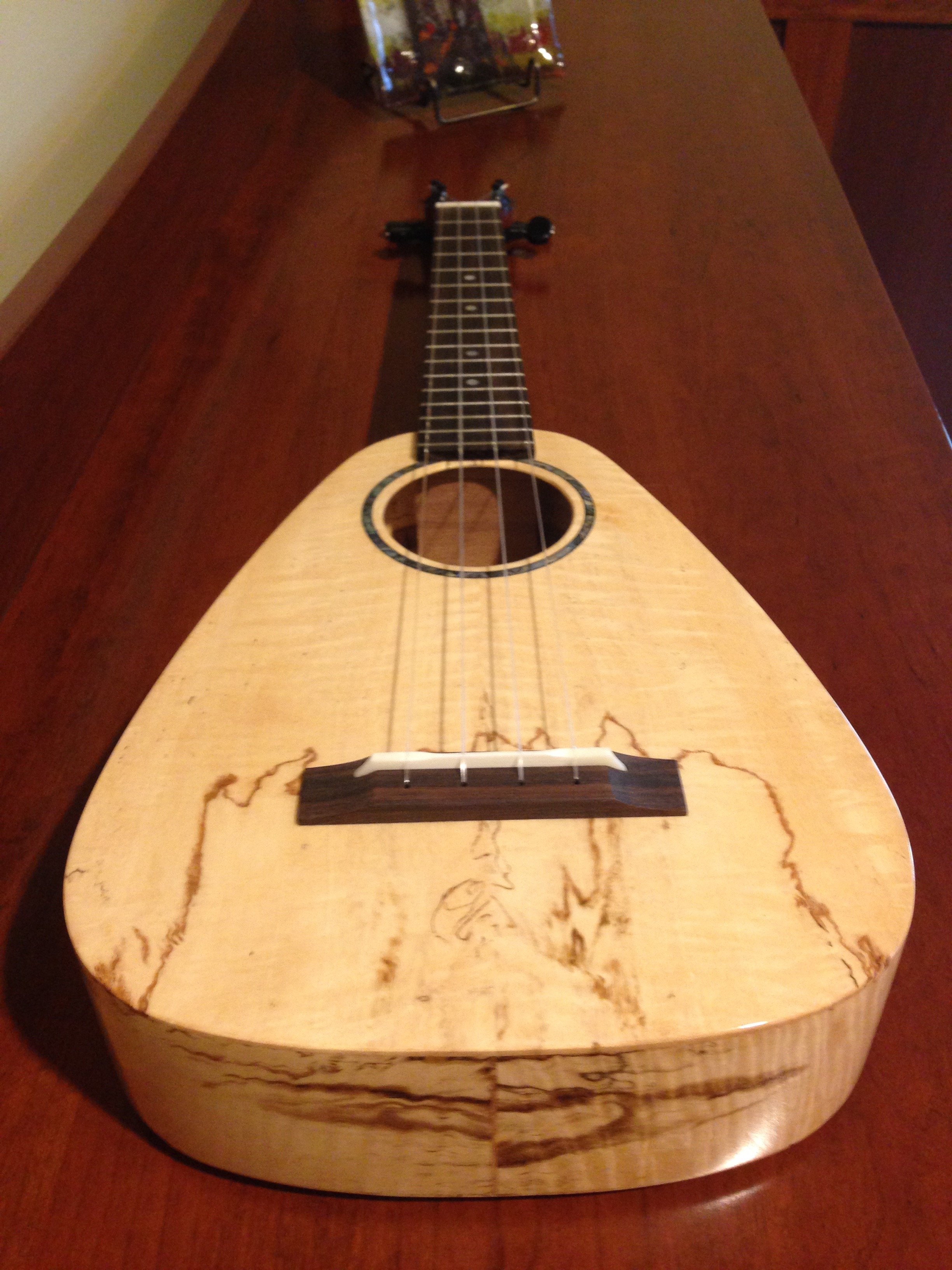
マンゴー材を使ったウクレレ
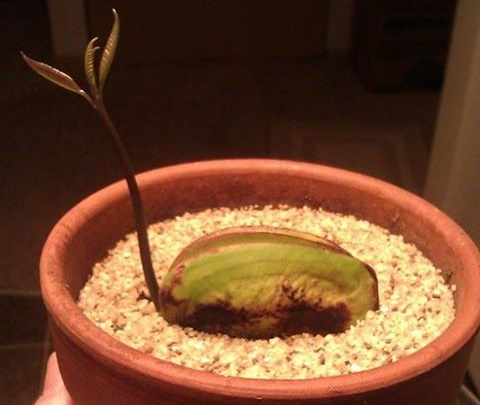
マンゴー属の発芽は地下性(英：hypogeal)

- Mauria Kunth

和名未定の属。南米に15種程度が知られる。
- Mauria heterophylla Kunth の花

- Melanochyla

和名未定の属。東南アジアに20種程度が知られる。
- Metopium P.Browne

和名未定の属。アメリカ南部のフロリダ半島やカリブ海諸国に4種が知られる。
- - チェチェン Metopium brownei (Jacq.) Urb. - メキシコ南部からホンジュラスおよびカリブ諸島にかけて分布[9]。
  - Metopium gentlei Lundell - ベリーズとグアテマラに分布[9]。
  - Metopium toxiferum (L.) Krug & Urb. - カリプ諸島に分布[9]。
  - Metopium venosum (Griseb.) Engl. - キューバ固有種[9]。

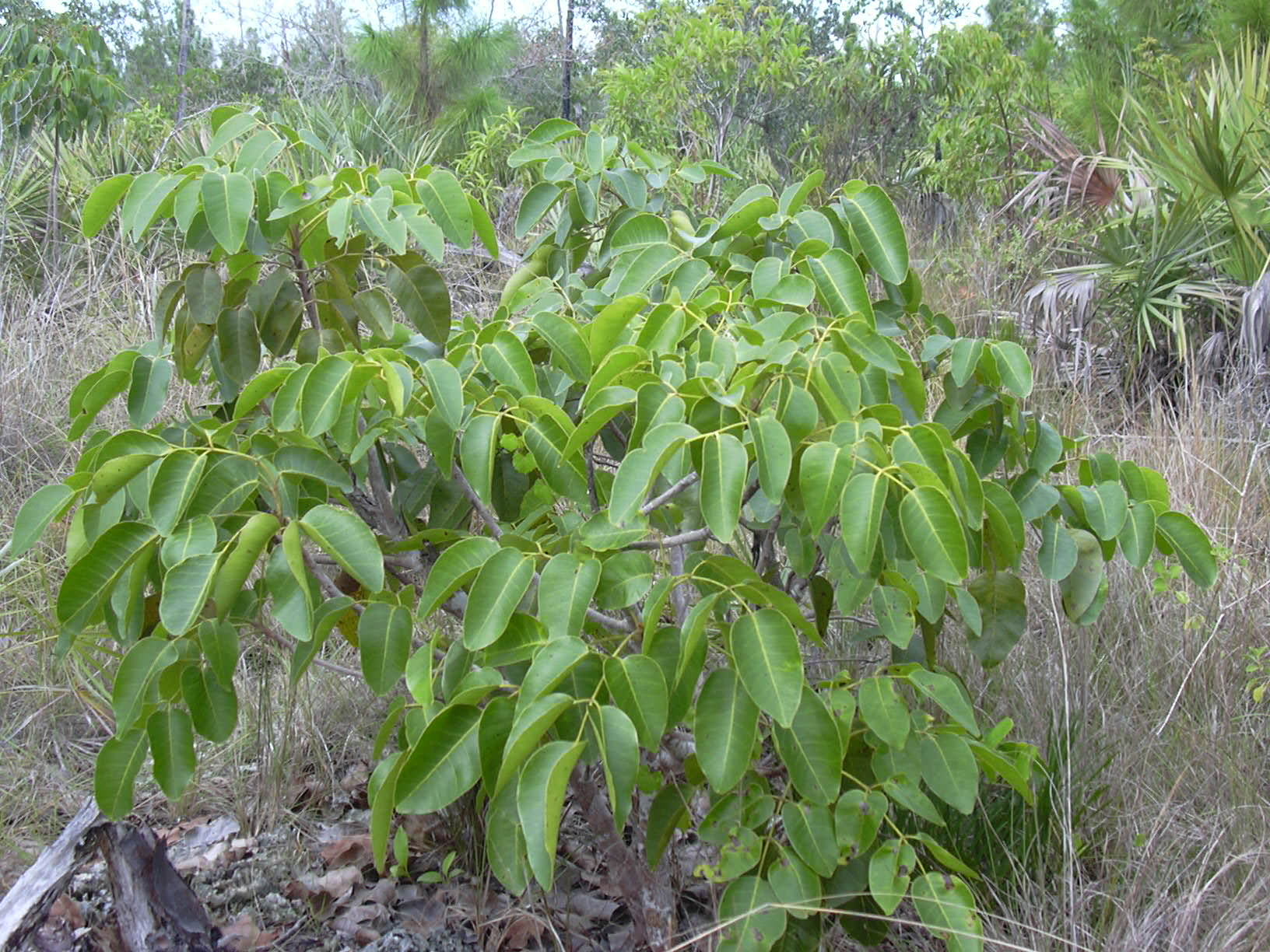
Metopium toxiferum 樹形
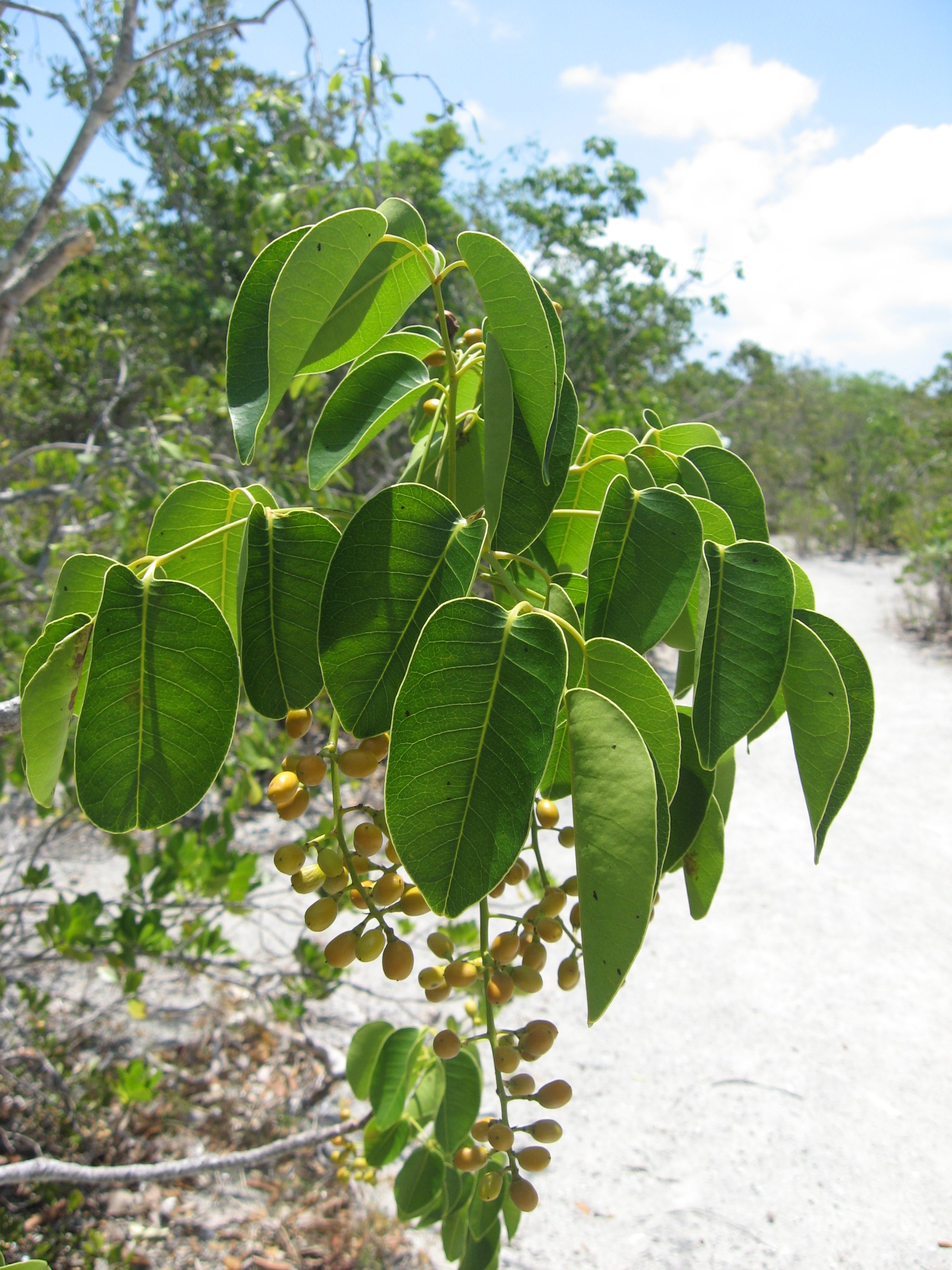
Metopium toxiferum の葉と果実

- Micronychia

- Mosquitoxylum
- Myracrodruon Allemão

2種からなる属。
- - Myracrodruon balansae (Engl.) Santin（シノニム: Astronium balansae）- パラグアイからアルゼンチン北東部にかけて分布[9]。
  - クゥチイ（ボリビア名: cuchi）[8] Myracrodruon urundeuva Allemão（シノニム: Astronium urundeuva (Allemão) Engl.）- ボリビアからブラジルおよびアルゼンチン北東部にかけて分布[9]。
- Nothopegia Blume

インド亜大陸およびスリランカに10種が分布。
- Ochoterenaea
- オペルクリカリア属 Operculicarya H.Perrier

9種からなる属で、いずれもコモロかマダガスカルのみに自生する。観賞用の塊茎植物（コーデックス）として国際的に流通する種が複数存在する。
- - オペルクリカリア・ボレアリス[22] Operculicarya borealis Eggli
  - オペルクリカリア・デカリー[22] Operculicarya decaryi H.Perrier - ワシントン条約附属書II掲載種。
  - オペルクリカリア・ヒファエノイデス[22] Operculicarya hyphaenoides H.Perrier - ワシントン条約附属書II掲載種。
  - オペルクリカリア・パキプス[22] Operculicarya pachypus Eggli - ワシントン条約附属書II掲載種。

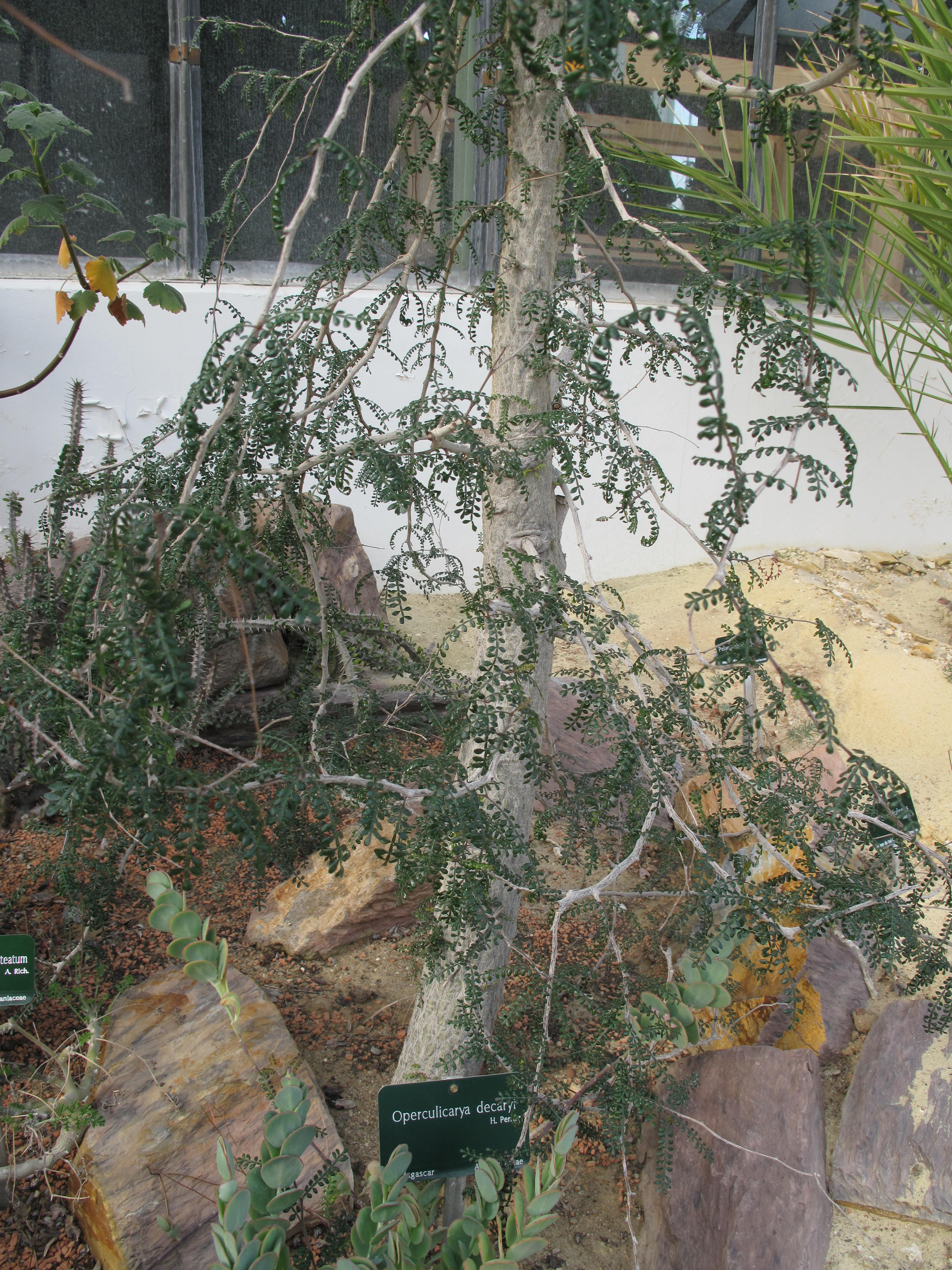
オペルクリカリア・デカリー
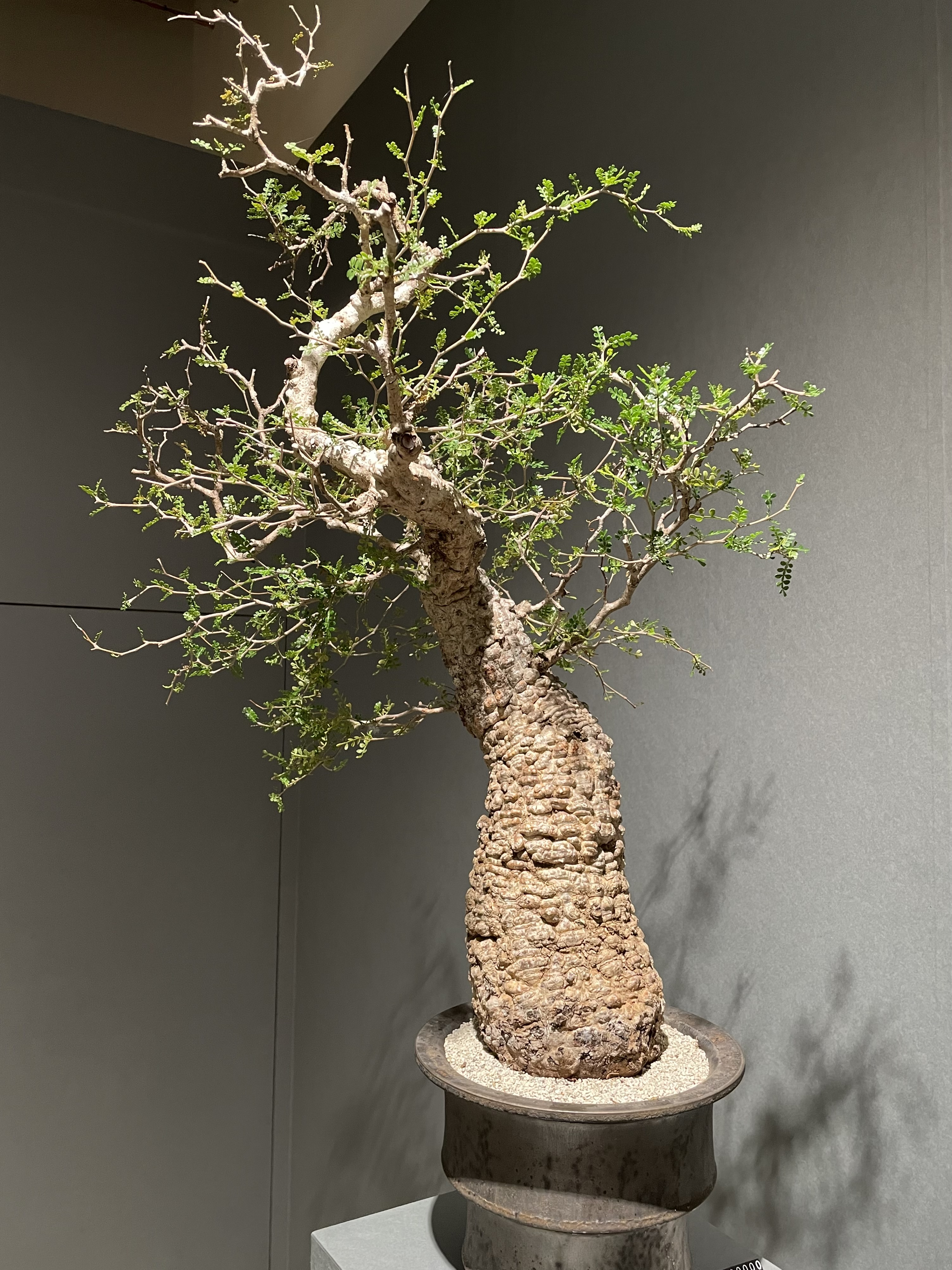
オペルクリカリア・パキプス

- Orthopterygium
- Ozoroa Delile

熱帯アフリカおよび南アフリカ、アラビア半島南西部に46種が分布。
- Pachycormus
- Parishia
- Pegia
- Pentaspadon Hook.f.

インドシナからパプアシアにかけて6種が分布。
- - プラジョウノキ[11]（別名: ホワイトペロン[8]）Pentaspadon motleyi Hook.f.（シノニム: P. officinalis Holmes ex King[23]）- マレー群島区系西部やマルク諸島からパプアシアにかけて分布[9]。
  - ピンクペロンノキ[8] Pentaspadon velutinus Hook.f. - タイの半島部からスマトラにかけて分布[9]。
- カイノキ属/ランシンボク属[10] Pistacia

- Pleiogynium Engl.

ベトナムから太平洋南部にかけて3種が分布する。
- - Pleiogynium hapalum A.C.Sm. - フィジー固有種[9]。
  - Pleiogynium papuanum C.T.White - パプアシアに分布[9]。
  - バサパ（パプアニューギニア名: vasapa）[8] Pleiogynium timoriense (DC.) Leenh.（シノニム: P. solandri (Benth.) Engl.）- ベトナム南部から太平洋南部にかけて分布[9]。
- Poupartia
- Poupartiopsis
- Protorhus
- Pseudoprotorhus
- Pseudosmodingium
- Pseudospondias
- Rhodosphaera
- ヌルデ属 Rhus

- ケブラチョ属（別名: レッドケブラチョ属、シノプシス属）[24] Schinopsis Engl.

ペルーからブラジルおよびアルゼンチン北部にかけて7種が分布。
- - ケブラチョコロラドチャクエノ（アルゼンチンのスペイン語: quebracho colorado chaqueno）[8] Schinopsis balansae Engl.(Wikispecies) - ブラジル西中央部からアルゼンチン北東部にかけて分布[9]。
  - ケブラチョ[8] Schinopsis lorentzii (Griseb.) Engl. - ペルーからアルゼンチン北部にかけて分布[9]。
- コショウボク属[10] Schinus L. （シノニム: Duvaua）

南米に10種程度が知られる。

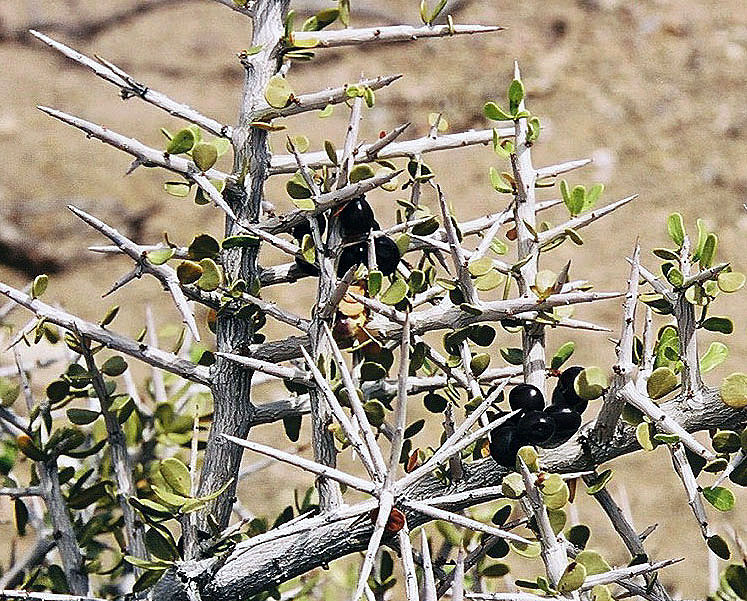
枝には鋭い棘を持つSchinus johnstonii
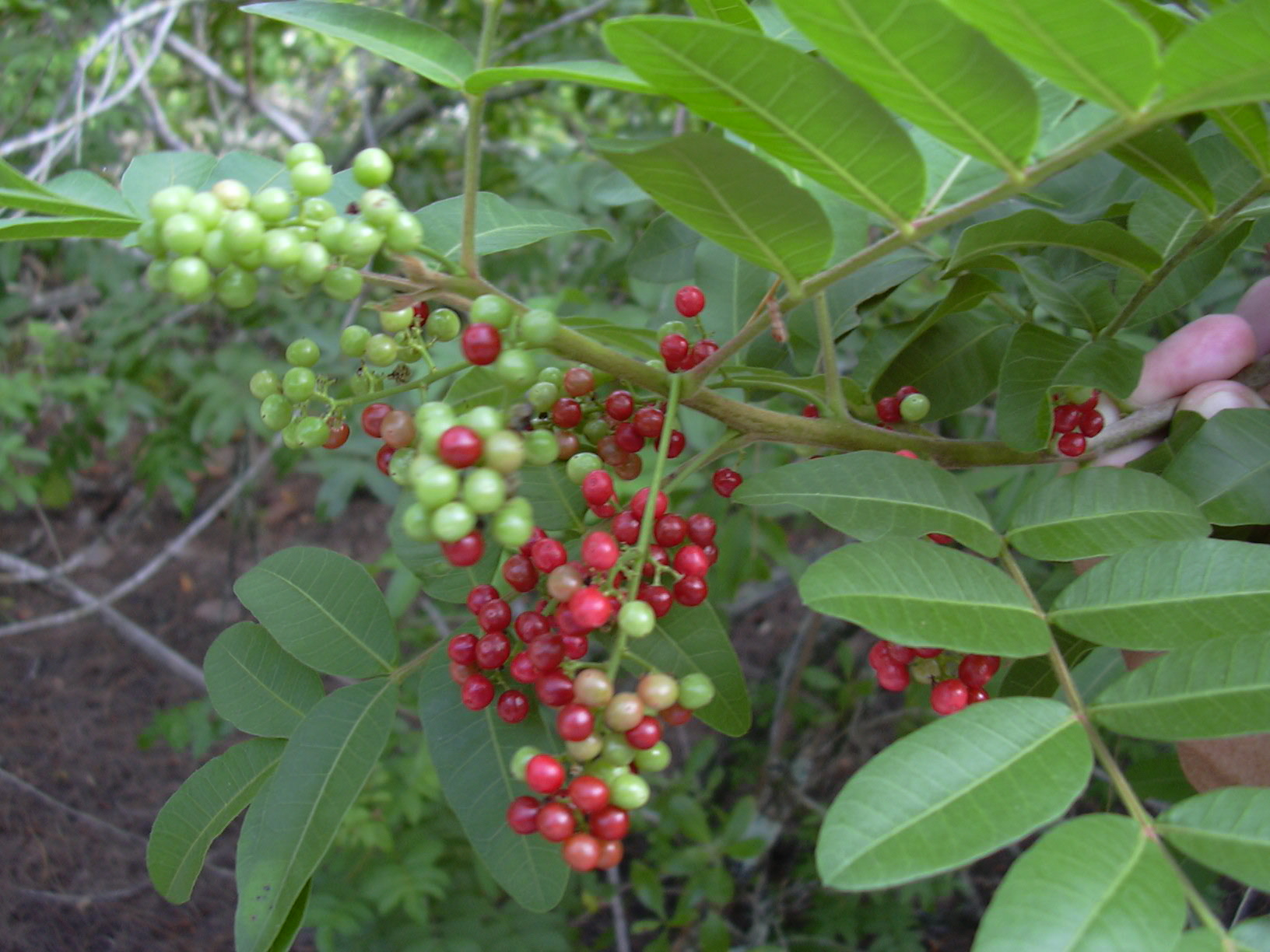
サンショウモドキ属の実

- Sclerocarya

和名未定の属。マルーラ（Sclerocarya birrea）他1種の計2種が知られる。いずれもアフリカに分布する。落葉性で果実は食用として利用される。

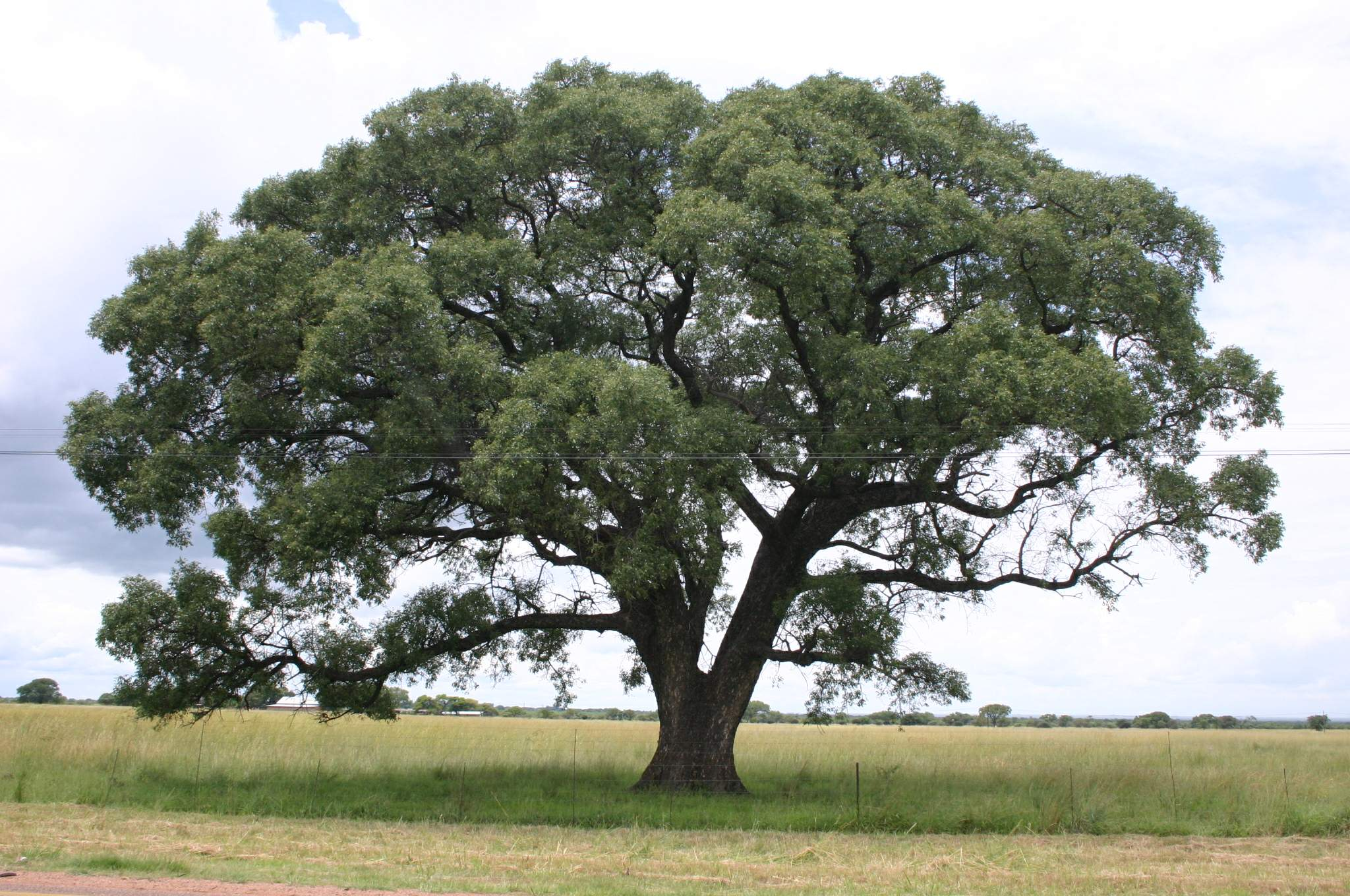
Sclerocarya birreaの樹形
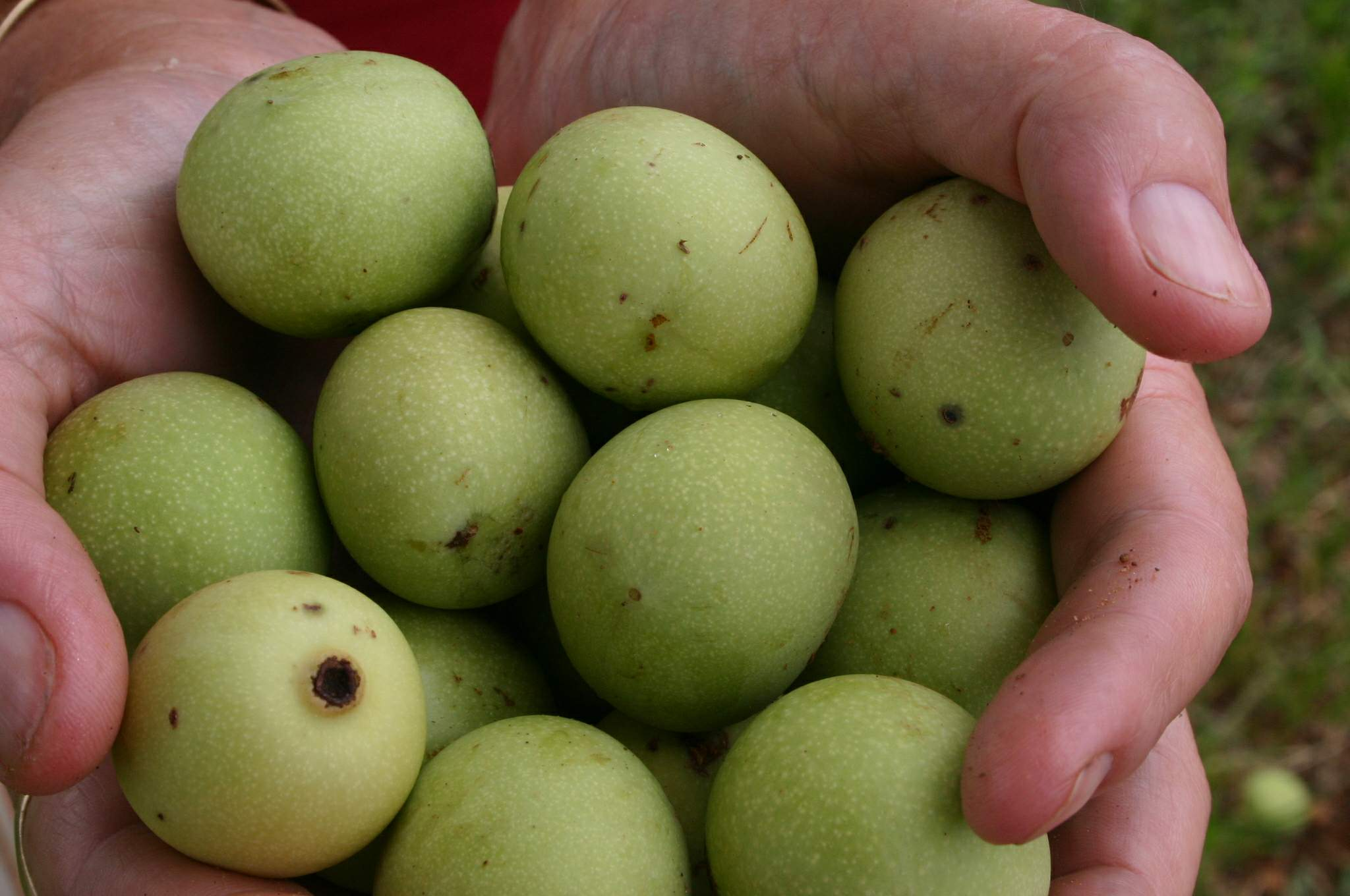
Sclerocarya birreaの果実
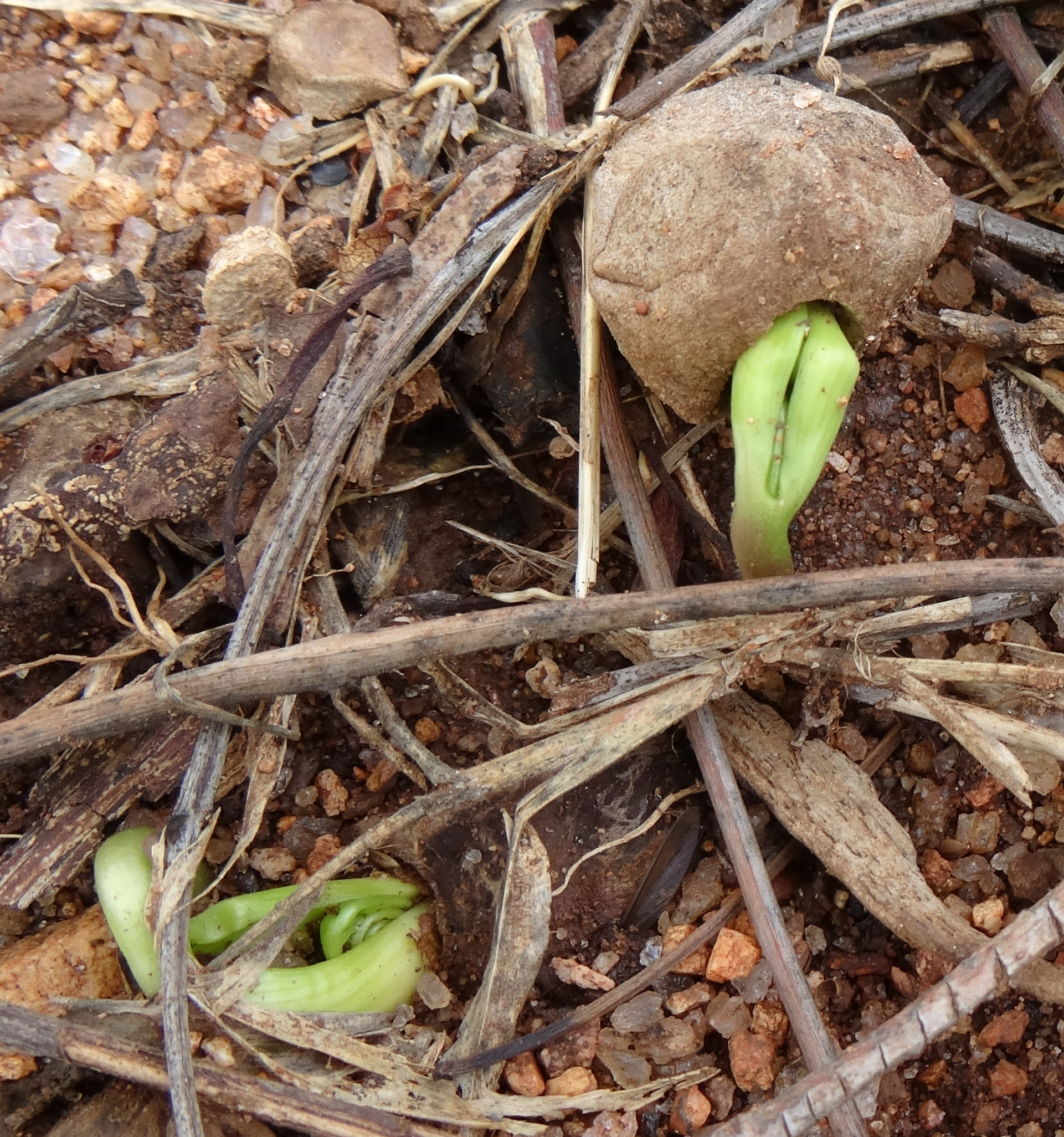
Sclerocarya属の発芽は地上生（英:epigeal）

- Searsia F.A.Barkley

シチリア島からアフリカおよびシリア、アラビア半島、インド亜大陸から中国南中央部およびミャンマーに分布する110種からなる属。
- ドクウルシ属[13][10]/タイトウウルシ属[10] Semecarpus L.f.

熱帯および亜熱帯アジアから太平洋西部にかけて分布する87種からなる属。
- - スミウルシ[14]（別名: スミウルシノキ） Semecarpus anacardium L.f. - インド亜大陸からミャンマーにかけて分布[9]。
  - オホバドクウルシ[13] Semecarpus kraemeri Lauterb. - カロリン諸島固有種[9]。ミクロネシア連邦のチューク語では「パナウ」(panaw) と呼ばれる[13]。
  - タイトウウルシ Semecarpus longifolius Blume（シノニム: S. vernicifer Hayata & Kawak.）- 台湾南部からジャワ東部およびマルク諸島にかけて分布[9]。
  - ドクウルシ[13] Semecarpus venenosus Volkens - カロリン諸島固有種[9]。
- Smodingium

- Solenocarpus

- グレープマンゴー属[10] Sorindeia Thouars

- - グレープマンゴ（英: grape mango）[8] Sorindeia madagascariensis (Spreng.) DC. - ソマリア南部からモザンビークにかけて、およびインド洋西部に分布[9]。
- アムラノキ属/アムラタマゴノキ属[10] Spondias L.

東南アジアや中南米地域に分布し、少なくとも5種の果実が生のまま食用とすることが可能である。
- - アマヤニリンゴ[18] Spondias dulcis Parkinson（別名: タマゴノキ[14][注 3]、タヒチモンビン[8]; シノニム: S. cytherea Sonn.）- 果実を生食可[8]。
  - テリハタマゴノキ[14] Spondias mombin L.（別名: モンビン[11]、コガネモンビン[8]; シノニム: S. lutea L.）- 果実を生食可[8]。
  - アムラタマゴノキ[14] Spondias pinnata (L.f.) Kurz（別名: キミドリモンビン、コハクモンビン、アムラノキ[26]）- 果実を生食可[8]。
  - レッドモンビン[8] Spondias purpurea L. - 果実を生食可[8]。
  - インブ[8]（ブラジルポルトガル語: imbu）Spondias tuberosa Arruda - 果実を生食可[8]。

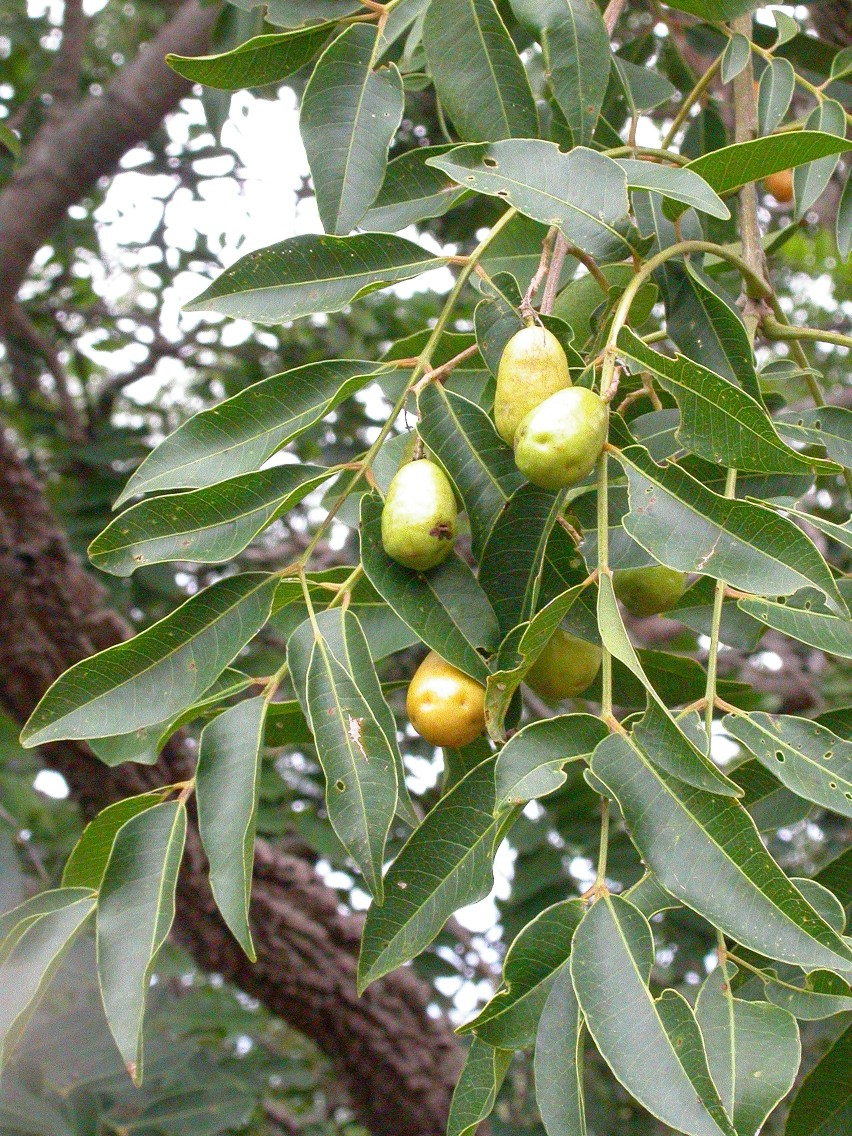
Spondias mombin の葉と若い果実
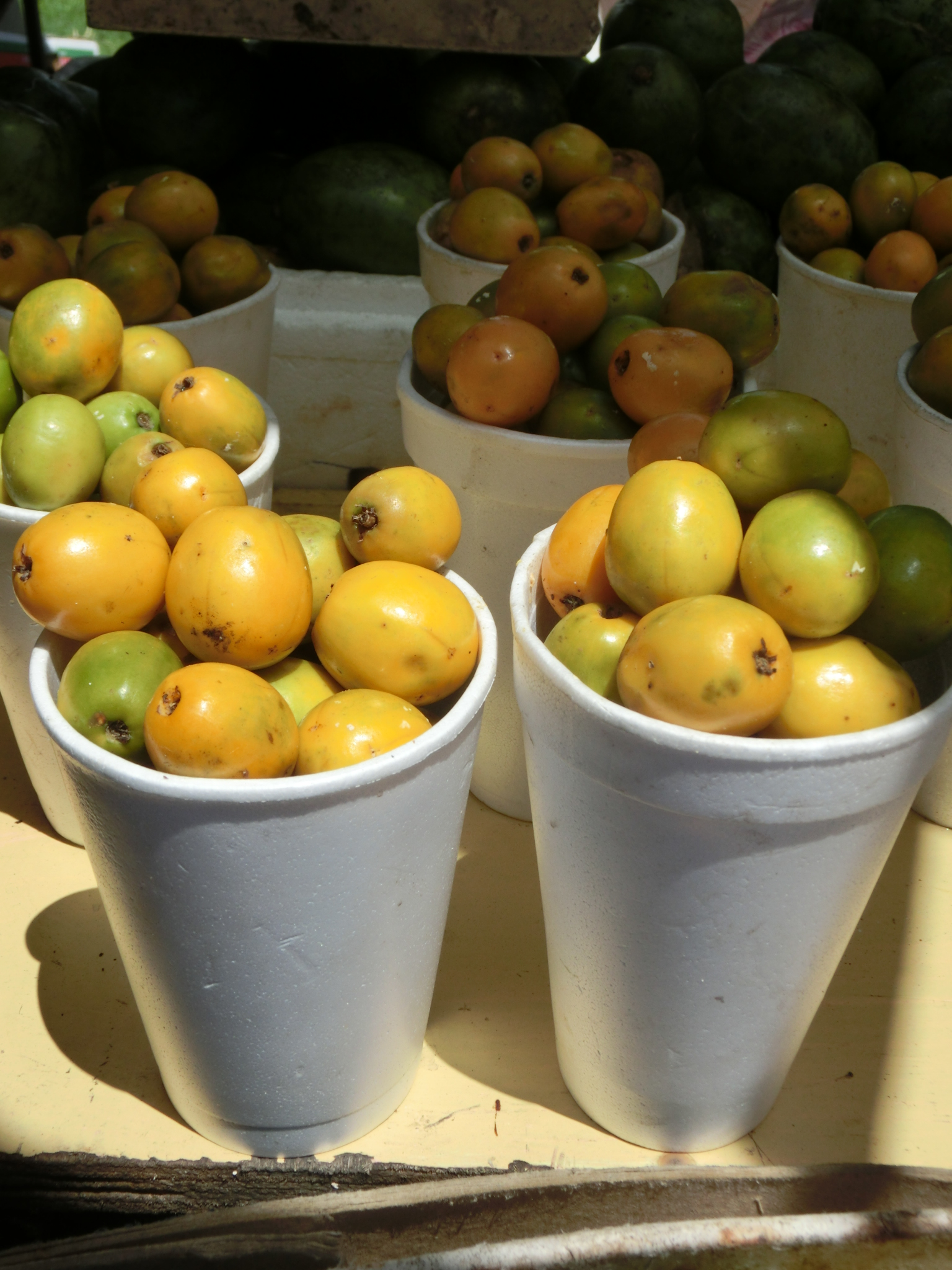
Spondias mombin の熟した果実

- シビット属（別名: メルパウ属、スイントニア属）[27] Swintonia Griff.

インドシナ半島から東南アジアの熱帯雨林に分布し、15種ほどが知られる。フタバガキ科と並び、熱帯雨林の最上層を構成することもある巨大種で、果実もフタバガキ科と似た羽のある果実を付けるという。これは親木から少しでも距離を置いたほうが生存確率が高いからではないかと推測されている。
- - メルパウ（マレー語: merpauh）[8] Swintonia floribunda Griff.
  - メルパウダウントバル（マレー語: merpauh daun tebal）[8] Swintonia spicifera Hook.f.

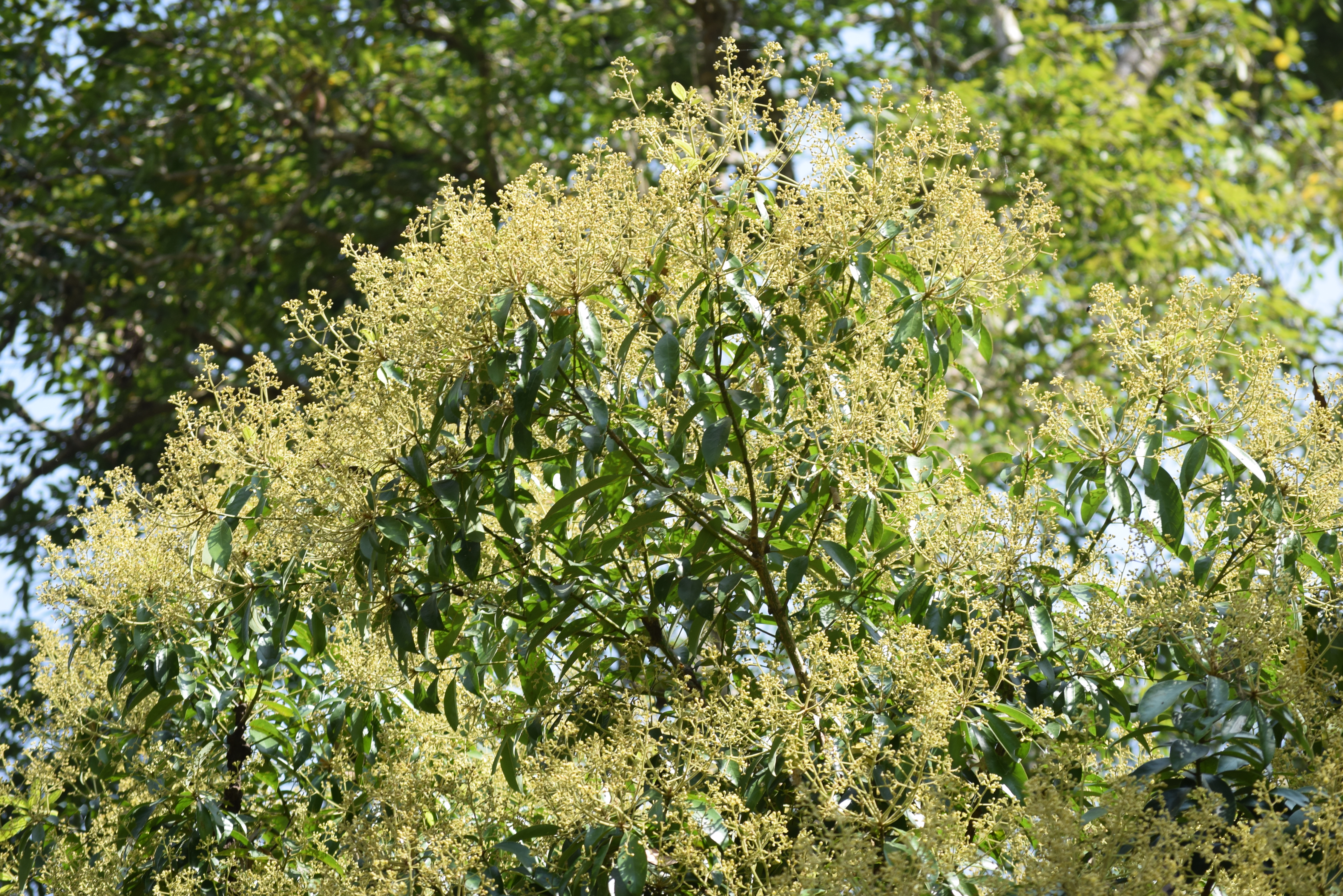
メルパウ

- Tapirira R.Br.

メキシコから熱帯アメリカ南部およびトリニダード島にかけて9種が分布。
- - パウポンボ（ブラジルポルトガル語: pau pombo）[8] Tapirira guianensis Aubl. - 熱帯アメリカ中央部および南部からトリニダード島にかけて分布[9]。ベネズエラのスペイン語では cedrillo という[8]。

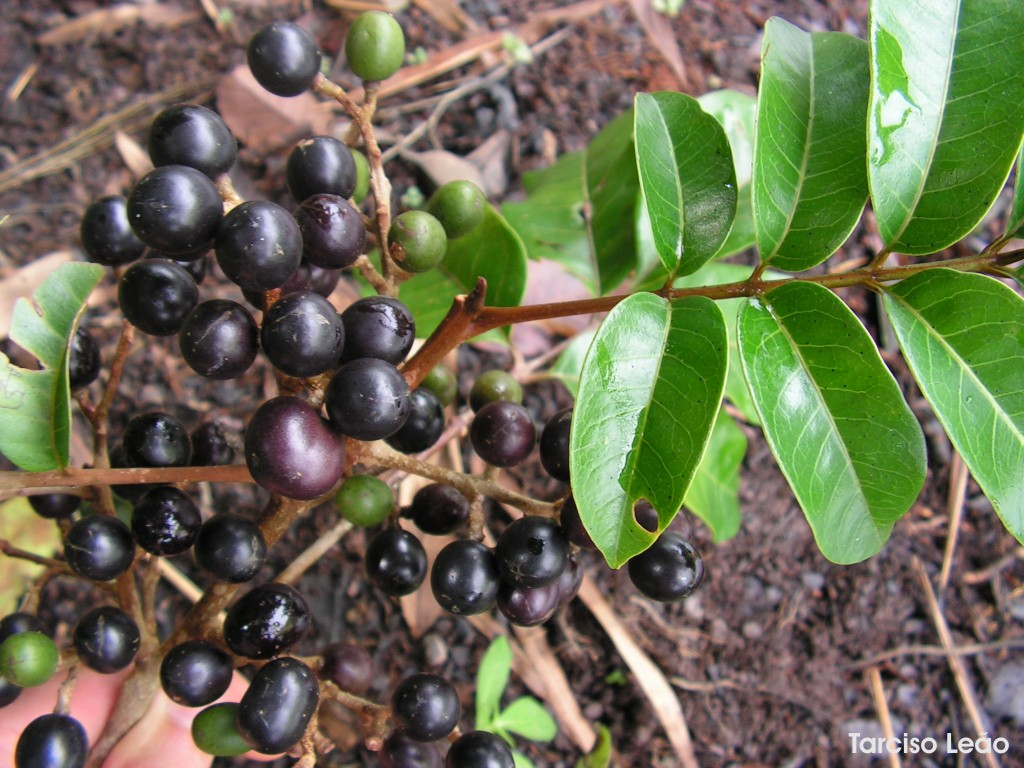
パウポンボ（Tapirira guianensis）の葉と果実。

- Thyrsodium
- ウルシ属 Toxicodendron
- Trichoscypha